# A One Piece epizódjainak listája (1–19. évad)
Ez a lista a One Piece című animesorozat epizódjainak felsorolását tartalmazza. A 20. évadtól az ismertetést A One Piece epizódjainak listája (20. évadtól) szócikk tartalmazza.

## Epizódlista

### Első évad (1999–2001)
Nyitódal
We Are! (ウィーアー!; Hepburn: Wī Ā!) – előadó: Kitadani Hiroshi (epizódok: 1 – 47)
Believe – előadó: Folder5 (epizódok: 48 - 115)
Záródal
Memories – előadó: Otsuki Maki (epizódok: 1 – 30)
Run! Run! Run! – előadó: Otsuki Maki (epizódok: 31 – 62)
| #     | Epizód címe | Első japán sugárzás  |
| ----- | --- | -------------------- |
| 1     | I'm Luffy! The Man Who's Gonna Be King of the Pirates! Ore va Rufi! Kaizoku Ó ni Naru Otoko Da! (俺はルフィ!海賊王になる男だ!; Hepburn: Ore wa Rufi! Kaizoku Ō ni Naru Otoko Da!) | 1999. október 20.    |
| 2     | Enter the Great Swordsman! Pirate Hunter Roronoa Zoro! Daikengó Aravaru! Kaizokugari Roronoa Zoro (大剣豪現る!海賊狩りロロノア·ゾロ; Hepburn: Daikengō Arawaru! Kaizokugari Roronoa Zoro) | 1999. november 17.   |
| 3     | Morgan versus Luffy! Who's the Mysterious Pretty Girl? Mógan tai Rufi! Nazo no Bisódzso va Dare? (モーガンVSルフィ!謎の美少女は誰?; Hepburn: Mōgan tai Rufi! Nazo no Bishōjo wa Dare?) | 1999. november 24.   |
| 4     | Luffy's Past! Enter Red-Haired Shanks! Rufi no Kako! Akagami no Sankuszu Tódzsó (ルフィの過去!赤髪のシャンクス登場; Hepburn: Rufi no Kako! Akagami no Shankusu Tōjō) | 1999. december 8.    |
| 5     | A Terrifying Mysterious Power! Captain Buggy, the Clown Pirate! Kjófu Nazo no Csikara! Kaizoku Dóke Bagí-szencsó! (恐怖!謎の力·海賊道化バギー船長!; Hepburn: Kyōfu Nazo no Chikara! Kaizoku Dōke Bagī-senchō!) | 1999. december 15.   |
| 6-7-8 | Desperate Situation! Beast Tamer Mohji vs. Luffy! Epic Showdown! Swordsman Zoro vs. Acrobat Cabaji! Who is the Victor? Devil Fruit Power Showdown! Zettai Zecumei! Módzsúcukai Módzsi VS Rufi! (絶体絶命!猛獣使いモージvsルフィ!) Szózecu Kettó! Kengó Zoro VS Kjokugei no Kabadzsi! (壮絶決闘!剣豪ゾロvs曲芸のカバジ!) Sósa va Dotcsi? Akuma no Mi no Nórjoku Taikecu! (勝者はどっち?悪魔の実の能力対決!) | 1999. december 29.   |
| 9     | The Honorable Liar? Captain Usopp! Szeigi no Uszocuki? Kjaputen Uszoppu (正義のうそつき?キャプテンウソップ; Hepburn: Seigi no Usotsuki? Kyaputen Usoppu) | 2000. január 12.     |
| 10    | The Weirdest Guy Ever! Jango the Hypnotist! Sidzsó Szaikjó no Hen na Jacu! Szaimindzsucusi Dzsango (史上最強の変な奴!催眠術師ジャンゴ; Hepburn: Shijō Saikyō no Hen na Yatsu! Saiminjutsushi Jango) | 2000. január 19.     |
| 11    | Expose the Plot! Pirate Butler, Captain Kuro! Inbó o Abake! Kaizoku Sicudzsi Kjaputen Kuro (陰謀を暴け!海賊執事キャプテンクロ; Hepburn: Inbō o Abake! Kaizoku Shitsuji Kyaputen Kuro) | 2000. január 26.     |
| 12    | Clash with the Black Cat Pirates! The Great Battle on the Slope! Gekitocu! Kuroneko Kaizoku-dan Szakamicsi no Daikóbó! (激突!クロネコ海賊団坂道の大攻防!; Hepburn: Gekitotsu! Kuroneko Kaizoku-dan Sakamichi no Daikōbō!) | 2000. február 2.     |
| 13    | The Terrifying Duo! Meowban Brothers vs. Zoro! Kjófu no Futarigumi! Njában Burazászu VS Zoro (恐怖の二人組!ニャーバン兄弟VSゾロ; Hepburn: Kyōfu no Futarigumi! Nyāban Burazāsu VS Zoro) | 2000. február 9.     |
| 14    | Luffy Back in Action! Miss Kaya's Desperate Resistance! Rufi Fukkacu! Kaja-odzsószama no Keszsi no Teikó (ルフィ復活!カヤお嬢様の決死の抵抗; Hepburn: Rufi Fukkatsu! Kaya-ojōsama no Kesshi no Teikō) | 2000. február 16.    |
| 15    | Beat Kuro! Usopp The Man's Tearful Resolve! Kuro o Taosze! Otoko Uszoppu Namida no Kecui! (クロを倒せ!男ウソップ涙の決意!; Hepburn: Kuro o Taose! Otoko Usoppu Namida no Ketsui!) | 2000. február 23.    |
| 16    | Protect Kaya! The Usopp Pirates' Great Efforts! Kaja o Mamore! Uszoppu Kaizoku-dan dai Kacujaku! (カヤを守れ!ウソップ海賊団大活躍!; Hepburn: Kaya o Mamore! Usoppu Kaizoku-dan dai Katsuyaku!) | 2000. március 1.     |
| 17    | Angry Explosion! Kuro vs. Luffy! How It Ends! Ikari Bakuhacu! Kuro vs Rufi Ketcsaku no Jukue! (怒り爆発!クロVSルフィ決着の行方!; Hepburn: Ikari Bakuhatsu! Kuro vs Rufi Ketchaku no Yukue!) | 2000. március 8.     |
| 18    | You're The Weird Creature! Gaimon and His Strange Friends! Anta ga Csindzsú! Gaimon to Kimjó na Nakama (あんたが珍獣!ガイモンと奇妙な仲間; Hepburn: Anta ga Chinjū! Gaimon to Kimyō na Nakama) | 2000. március 15.    |
| 19    | The Three-Sword Style's Past! Zoro and Kuina's Vow! Szantórjú no Kako! Zoro to Kuina no Csikai! (三刀流の過去!ゾロとくいなの誓い!; Hepburn: Santōryū no Kako! Zoro to Kuina no Chikai!) | 2000. március 22.    |
| 20-21 | Famous Cook! Sanji of the Sea Restaurant! Unwelcome Customer! Sanji's Food and Ghin's Debt! Meimono Kokku! Kaidzsó Reszutoran no Szandzsi (名物コック!海上レストランのサンジ) Manekarezaru Kjaku! Szandzsi no Mesi to Gin no On (招かれざる客!サンジの飯とギンの恩) | 2000. április 12.    |
| 22    | The Strongest Pirate Fleet! Commodore Don Krieg! Szaikjó no Kaizoku Kantai! Teitoku Don Kuríku (最強の海賊艦隊!提督ドン·クリーク; Hepburn: Saikyō no Kaizoku Kantai! Teitoku Don Kurīku) | 2000. április 26.    |
| 23    | Protect Baratie! The Great Pirate, Red Foot Zeff! Mamore Baratie! Dai Kaizoku – Akaasi no Zefu (守れバラティエ!大海賊·赫足のゼフ; Hepburn: Mamore Baratie! Dai Kaizoku – Akaashi no Zefu) | 2000. május 3.       |
| 24    | Hawk-Eye Mihawk! The Great Swordsman Zoro Falls at Sea! Taka no Me no Mihóku! Kengó Zoro Umi ni Csiru (鷹の目のミホーク!剣豪ゾロ海に散る; Hepburn: Taka no Me no Mihōku! Kengō Zoro Umi ni Chiru) | 2000. május 10.      |
| 25    | The Deadly Foot Technique Burst Forth! Sanji vs. The Invincible Pearl! Hiszsacu Asivaza Szakurecu! Szandzsi vs Teppeki no Páru (必殺足技炸裂!サンジVS鉄壁のパール; Hepburn: Hissatsu Ashiwaza Sakuretsu! Sanji vs Teppeki no Pāru) | 2000. május 17.      |
| 26    | Zeff and Sanji's Dream! The Illusory All Blue! Zefu to Szandzsi no Jume Maborosi no Óruburú (ゼフとサンジの夢·幻のオールブルー; Hepburn: Zefu to Sanji no Yume Maboroshi no Ōruburū) | 2000. május 24.      |
| 27    | Cool-headed, Cold-hearted Demon! Pirate Fleet Chief Commander Ghin! Reitecu Hidzsó no Kidzsin Kaizoku Kantai Szócsó Gin (冷徹非情の鬼人·海賊艦隊総隊長ギン; Hepburn: Reitetsu Hijō no Kijin Kaizoku Kantai Sōchō Gin) | 2000. május 31.      |
| 28    | I Won't Die! Fierce Battle, Luffy vs. Krieg! Sinanee jo! Gekitó Rufi vs Kuríku! (死なねェよ!激闘ルフィVSクリーク!; Hepburn: Shinanee yo! Gekitō Rufi vs Kurīku!) | 2000. június 7.      |
| 29    | The Conclusion of the Deadly Battle! A Spear of Blind Determination! Sitó no Ketcsaku! Hara ni Kukutta Ippon no Jari! (決闘の決着!腹にくくった1本の槍!; Hepburn: Shitō no Ketchaku! Hara ni Kukutta Ippon no Yari!) | 2000. június 21.     |
| 30    | Set Sail! The Seafaring Cook Sets Off With Luffy! Tabitacsi! Umi no Kokku va Rufi to Tomo Ni (旅立ち!海のコックはルフィとともに; Hepburn: Tabitachi! Umi no Kokku wa Rufi to Tomo Ni) | 2000. június 28.     |
| 31    | The Worst Man in the Eastern Seas! Fishman Pirate Arlong! Higasi no Umi Szaiaku no Otoko! Gjodzsin Kaizoku Áron! (東の海最悪の男!魚人海賊アーロン!; Hepburn: Higashi no Umi Saiaku no Otoko! Gyojin Kaizoku Āron!) | 2000. július 12.     |
| 32-33 | Witch of Cocoyashi Village! Arlong's Female Leader! Usopp Dead?! When is Luffy Going to Make Landfall?! Kokojasi Mura no Madzso! Áron no Dzsokanbu (ココヤシ村の魔女!アーロンの女幹部) Uszoppo Siszu? Rufi Dzsóriku va Mada? (ウソップ死す!?ルフィ上陸はまだ?) | 2000. július 19.     |
| 34    | Everyone's Gathered! Usopp Speaks the Truth About Nami! Zen'in Súkecu! Uszoppu ga Kataru Nami no Sindzsicu (全員集結!ウソップが語るナミの真実; Hepburn: Zen'in Shūketsu! Usoppu ga Kataru Nami no Shinjitsu) | 2000. július 26.     |
| 35    | Untold Past! Female Warrior Bellemere! Himerareta Kako! Dzsoszensi Beruméru! (秘められた過去!女戦士ベルメール!; Hepburn: Himerareta Kako! Josenshi Berumēru!) | 2000. augusztus 2.   |
| 36    | Survive! Mother Bellemere and Nami's Bond! Ikinuke! Haha Beruméru to Nami no Kizuna! (生き抜け!母ベルメールとナミの絆!; Hepburn: Ikinuke! Haha Berumēru to Nami no Kizuna!) | 2000. augusztus 9.   |
| 37    | Luffy Rises! Result of the Broken Promise! Rufi Tacu! Uragirareta Jakuszoku no Kecumacu! (ルフィ立つ!裏切られた約束の結末; Hepburn: Rufi Tatsu! Uragirareta Yakusoku no Ketsumatsu!) | 2000. augusztus 16.  |
| 38    | Luffy in Big Trouble! Fishmen vs. the Luffy Pirates! Rufi Dai Pincsi! Gjodzsin vs Rufi Kaizoku-dan (ルフィ大ピンチ!魚人VSルフィ海賊団; Hepburn: Rufi Dai Pinchi! Gyojin vs Rufi Kaizoku-dan) | 2000. augusztus 23.  |
| 39    | Luffy Submerged! Zoro vs. Hatchan the Octopus! Rufi Szuibocu! Zoro vs Tako no Hatcsan (ルフィ水没!ゾロVSタコのはっちゃん; Hepburn: Rufi Suibotsu! Zoro vs Tako no Hatchan) | 2000. augusztus 30.  |
| 40    | Proud Warriors! Sanji and Usopp's Fierce Battles! Hokori Takaki Szensi! Gekitó Szandzsi to Uszoppu (誇り高き戦士!激闘サンジとウソップ; Hepburn: Hokori Takaki Senshi! Gekitō Sanji to Usoppu) | 2000. szeptember 6.  |
| 41    | Luffy at Full Power! Nami's Courage and the Straw Hat! Rufi Zenkai! Nami no Kecui to Mugivara Bósi (ルフィ全開!ナミの決意と麦わら帽子; Hepburn: Rufi Zenkai! Nami no Ketsui to Mugiwara Bōshi) | 2000. szeptember 13. |
| 42-43 | Explosion! Fishman Arlong's Fierce Assasult From The Sea! End of the Fishman Empire! Nami is My Friend! Szakurecu! Gjodzsin Áron Umi Kara no Mókógeki! (炸裂!魚人アーロン海からの猛攻撃!) Gjodzsin Teikoku no Ovari! Nami va Ore no Nakama da! (魚人帝国の終り!ナミは俺の仲間だ!) | 2000. szeptember 27. |
| 44    | Setting off with a Smile! Farewell, Hometown Cocoyashi Village! Egao no Tabitacsi! Szaraba Kokjó Kokojasi Mura (笑顔の旅立ち!さらば故郷ココヤシ村; Hepburn: Egao no Tabitachi! Saraba Kokyō Kokoyashi Mura) | 2000. október 11.    |
| 45    | Bounty! Straw Hat Luffy Becomes Known To The World! Sókinkubi! Mugivara no Rufi jo ni Sirevataru (賞金首!麦わらのルフィ世に知れ渡る; Hepburn: Shōkinkubi! Mugiwara no Rufi yo ni Shirewataru) | 2000. október 25.    |
| 46    | Chase Straw Hat! Little Buggy's Big Adventure! Mugivara o Oe! Csiiszana Bagí no Dai Bóken (麦わらを追え!小さなバギーの大冒険; Hepburn: Mugiwara o Oe! Chiisana Bagī no Dai Bōken) | 2000. november 1.    |
| 47    | The Wait is Over! The Return of Captain Buggy! Omacsi Ka Ne! Aa Fukkacu no Bagí Szencsó (お待ちかね!ああ復活のバギー船長; Hepburn: Omachi Ka Ne! Aa Fukkatsu no Bagī Senchō) | 2000. november 8.    |
| 48-49 | The Town of the Beginning and the End! Landfall at Logue Town Kitetsu III and Yubashiri! Zoro's New Swords, and the Woman Sergeant Major! Hadzsimari to Ovari no Macsi – Rógutaun Dzsóriku (始まりと終わりの町·ローグタウン上陸) Szandai Kitecu to Jubasiri! Zoro no Sintó to Dzsoszócsó (三代鬼徹と雪走!ゾロの新刀と女曹長)                                                                               | 2000. november 22.   |
| 50    | Usopp vs. Daddy The Parent! Showdown at High Noon! Uszoppu vs Kozure no Dadi Mahiru no Kettó (ウソップVS子連れのダディ真昼の決闘; Hepburn: Usoppu vs Kozure no Dadi Mahiru no Kettō) | 2000. november 29.   |
| 51    | Firey Cooking Battle? Sanji vs. The Beautiful Chef! Honó no Rjóri Batoru? Szandzsi vs Bidzsin Sefu (炎の料理バトル?サンジVS美人シェフ; Hepburn: Honō no Ryōri Batoru? Sanji vs Bijin Shefu) | 2000. december 6.    |
| 52    | Buggy's Revenge! The Man who Smiles on the Execution Platform! Bagí no Ribendzsi! Sokeidai de Varau Otoko! (バギーのリベンジ!処刑台で笑う男!; Hepburn: Bagī no Ribenji! Shokeidai de Warau Otoko!) | 2000. december 13.   |
| 53    | The Legend has Started! Head for the Grand Line! Denszecu va Hadzsimatta! Mezasze Idai Naru Kóro (伝説は始まった!目指せ偉大なる航路; Hepburn: Densetsu wa Hajimatta! Mezase Idai Naru Kōro) | 2001. január 10.     |
| 54    | Precursor to a New Adventure! Apis, a Mysterious Girl! Arata Naru Bóken no Jokan! Nazo no Sódzso Apiszu (新たなる冒険の予感!謎の少女アピス; Hepburn: Arata Naru Bōken no Yokan! Nazo no Shōjo Apisu) | 2001. január 17.     |
| 55    | Miraculous Creature! Apis' Secret and The Legendary Island! Kiszeki no Ikimono! Apiszu no Himicu to Denszecu no Sima (奇跡の生物!アピスの秘密と伝説の島; Hepburn: Kiseki no Ikimono! Apisu no Himitsu to Densetsu no Shima) | 2001. január 24.     |
| 56    | Eric Attacks! Great Escape From Warship Island! Erikku Sucugeki! Gunkandzsima Kara no Dai Daszsucu! (エリック出撃!軍艦島からの大脱出!; Hepburn: Erikku Shutsugeki! Gunkanjima Kara no Dai Dasshutsu!) | 2001. január 31.     |
| 57    | A Solitary Island in the Distant Sea! The Legendary Lost Island! Zekkai no Kotó! Denszecu no Roszuto Airando (絶海の孤島!伝説のロストアイランド; Hepburn: Zekkai no Kotō! Densetsu no Rosuto Airando) | 2001. február 7.     |
| 58-59 | Showdown in the Ruins! Tense Zoro vs. Eric! Luffy, Completely Surrounded! Commodore Nelson's Secret Strategy! Haikjó no Kettó! Kinpaku no Zoro tai Erikku! (廃虚の決闘!緊迫のゾロVSエリック) Rufu Kanzen Hói! Teitoku Neruszon no Hiszsaku (ルフィ完全包囲!提督ネルソンの秘策) | 2001. február 21.    |
| 60    | Through the Sky They Soar! The 1000 Legend Lives Again! Ószora o Mau Mono! Jomigaeru Szennen no Denszecu! (大空を舞うもの!甦る千年の伝説; Hepburn: Ōsora o Mau Mono! Yomigaeru Sennen no Densetsu!) | 2001. február 28.    |
| 61    | An Angry Showdown! Cross the Red Line! Ikari no Ketcsaku! Akai Dairiku o Norikoero! (怒りの決着!赤い大陸を乗り越えろ!; Hepburn: Ikari no Ketchaku! Akai Dairiku o Norikoero!) | 2001. március 7.     |
| 62-63 | The First Line of Defense! The Giant Whale Laboon Appears! A Promise Between Men! Luffy and the Whale Vow to Meet Again! Szaso no Toride? Kjodai Kudzsira Rabún Aravareru (最初の砦?巨大クジラ·ラブーン現る) Otoko no Jakuszoku! Rufi to Kudzsira Szaikai no Csikai (男の約束! ルフィとクジラ再会の誓い)                                                                                                   | 2001. március 21.    |

### Második évad (2001)
Nyitódal
Believe – előadó: Folder5 (epizódok: 48 - 115)
Záródal
Run! Run! Run! – előadó: Otsuki Maki (epizódok: 63)
watashi ga Iru yo (私がいるよ; Hepburn: Watashi ga Iru Yo) – előadó: TOMATO TSUBE (epizódok: 64 – 73)
Soucsi no Szuke (しょうちのすけ; Hepburn: Shouchi no Suke) – előadó: Suitei Shojo (epizódok: 74 – 77)
| #     | Epizód címe | Első japán sugárzás |
| ----- | --- | ------------------- |
| 62-63 | The First Line of Defense! The Giant Whale Laboon Appears! A Promise Between Men! Luffy and the Whale Vow to Meet Again! Szaso no Toride? Kjodai Kudzsira Rabún Aravareru (最初の砦?巨大クジラ·ラブーン現る) Otoko no Jakuszoku! Rufi to Kudzsira Szaikai no Csikai (男の約束! ルフィとクジラ再会の誓い) | 2001. március 21.   |
| 64-65 | A Town that Welcomes Pirates? Setting Foot on Whisky Peak! Explosion! The Three Swords Style! Zoro vs. Baroque Works! Kaizoku Kangei no Macsi? Uiszukípíku Dzsóriku (海賊歓迎の町? ウイスキーピーク上陸) Szakurecu Szantórjú! Zoro vs Barokku Vákuszu (炸裂三刀流! ゾロVSバロックワークス)               | 2001. április 15.   |
| 66    | All-out Battle! Luffy vs. Zoro, Mysterious Grand Duel! Sinken Sóbu! Rufi vs Zoro Nazo no Dai Kettó (真剣勝負! ルフィVSゾロ謎の大決闘! ; Hepburn: Shinken Shōbu! Rufi vs Zoro Nazo no Dai Kettō) | 2001. április 22.   |
| 67    | Deliver Princess Vivi! The Luffy Pirates Set Sail! Ódzso Bibi o Todokero! Rufi Kaizoku Dan Sukkó (王女ビビを届けろ! ルフィ海賊団出航; Hepburn: Ōjo Bibi o Todokero! Rufi Kaizoku Dan Shukkō) | 2001. április 29.   |
| 68    | Try Hard, Coby! Coby and Helmeppo’s Struggles in the Marines! Ganbare Kobí! Kobimeppo Kaigun Funtóki (頑張れコビー! コビメッポ海軍奮闘記; Hepburn: Ganbare Kobī! Kobimeppo Kaigun Funtōki) | 2001. május 13.     |
| 69    | Coby and Helmeppo’s Resolve! Vice-Admiral Garp’s Parental Affection Kobimeppo no Kecui! Gápu CsúSó no Ojagokoro (コビメッポの決意! ガープ中将の親心; Hepburn: Kobimeppo no Ketsui! Gāpu Chūshō no Oyagokoro)                                                                                             | 2001. május 20.     |
| 70    | An Ancient Island! The Shadow Hiding in Little Garden! Taiko no Sima! Ritoru Gáden ni Hiszomu Kage! (太古の島! リトルガーデンに潜む影!; Hepburn: Taiko no Shima! Ritoru Gāden ni Hisomu Kage!) | 2001. május 27.     |
| 71    | Huge Duel! The Giants Dorry and Broggy! Dekkai Kettó! Kjodzsin Dorí to Burogí (でっかい決闘! 巨人ドリーとブロギー; Hepburn: Dekkai Kettō! Kyojin Dorī to Burogī) | 2001. június 3.     |
| 72    | Luffy Gets Angry! A Dirty Trick Violates the Sacred Duel! Rufi Okoru! Szeinaru Kettó ni Hirecu na Vana (ルフィ怒る! 聖なる決闘に卑劣な罠; Hepburn: Rufi Okoru! Seinaru Kettō ni Hiretsu na Wana) | 2001. június 17.    |
| 73    | Broggy’s Bitter Tears of Victory! The Conclusion of Elbaf! Burogí Sóri no Gókjú! Erubafu no Ketcsaku! (ブロギー勝利の号泣! エルバフの決着; Hepburn: Burogī Shōri no Gōkyū! Erubafu no Ketchaku!) | 2001. június 24.    |
| 74    | The Devilish Candle! Tears of Regret and Tears of Anger! Ma no Cjandoru! Munen no Namida to Okari no Namida (魔のキャンドル! 無念の涙と怒りの涙; Hepburn: Ma no Cyandoru! Munen no Namida to Okari no Namida)                                                                                            | 2001. július 15.    |
| 75    | A Hex on Luffy! Colors Trap! Rufi o Oszó Marjoku! Karázutorappu! (ルフィを襲う魔力! カラーズトラップ; Hepburn: Rufi o Osō Maryoku! Karāzutorappu!) | 2001. augusztus 12. |
| 76-77 | Time to Fight Back! Usopp’s Quick Thinking and Fire Star! Farewell Giant Island! Head for Alabasta! Iza Hangeki! Uszoppu no Kiten to Kaenbosi! (いざ反撃! ウソップの機転と火炎星!) Szaraba Kjodzsin no Sima! Arabaszuta o Mezasze (さらば巨人の島! アラバスタを目指せ)                                   | 2001. augusztus 19. |

### Harmadik évad (2001)
Nyitódal
Believe – előadó: Folder5 (epizódok: 48 - 115)
Záródal
Soucsi no Szuke (しょうちのすけ; Hepburn: Shouchi no Suke) – előadó: Szuitei Sódzso (epizódok: 78 – 81)
BEFORE DAWN – előadó: AI-SACHI (epizódok: 82 – 92)
| #     | Epizód címe | Első japán sugárzás  |
| ----- | --- | -------------------- |
| 78    | Nami’s Sick? Beyond the Snow Falling on the Sea! Nami ga bjóki? Umi ni furu juki no mukó ni! (ナミが病気?海に降る雪の向こうに!; Hepburn: Nami ga byōki? Umi ni furu yuki no mukō ni!)                                                                                        | 2001. augusztus 26.  |
| 79    | A Raid! The Tin Tyrant and Tin Plate Wapol! Kisú! Burikingu gó to Buriki no Vaporu (奇襲!ブリキング号とブリキのワポル; Hepburn: Kishū! Burikingu gō to Buriki no Waporu) | 2001. szeptember 2.  |
| 80    | An Island without Doctors? Adventure in a Nameless Land! Isa no inai Sima? Na mo naki kuni no bóken (医者のいない島?名も無き国の冒険!; Hepburn: Isha no inai shima? Na mo naki kuni no bōken)                                                                                | 2001. szeptember 9.  |
| 81    | Are You Happy? The Doctor Called Witch! Happí kai? Madzso to jobareta isa! (ハッピーかい?魔女と呼ばれた医者!; Hepburn: Happī kai? Majo to yobareta isha!) | 2001. szeptember 16. |
| 82-83 | Dalton’s Resolve! Wapol’s Corps Land on the Island! The Island Where Snow Lives! Climb the Drum Rockies! Doruton no kakugo! Vaporu gundan Sima ni dzsóriku (ドルトンの覚悟!ワポル軍団島に上陸) Juki no szumi Sima! Doramu Rokkí o nobore! (雪の住む島!ドラムロッキーを登れ!) | 2001. október 7.     |
| 84    | Blue-nosed Reindeer! Chopper’s Secret! Tonakai va aoppana! Csoppá no himicu! (トナカイは青っ鼻!チョッパーの秘密; Hepburn: Tonakai wa aoppana! Choppā no himitsu!) | 2001. október 21.    |
| 85    | An Outcast’s Dream! Hiriluk the Quack! Hamidasimono no jume! Jabu isa Hiruruku! (はみだし者の夢!やぶ医者ヒルルク!; Hepburn: Hamidashimono no yume! Yabu isha Hiruruku!) | 2001. október 28.    |
| 86    | Hiriluk’s Cherry Blossoms and the Will that Gets Carried On! Hiruruku no szakura to ukecugare juku isi! (ヒルルクの桜と受け継がれゆく意志!; Hepburn: Hiruruku no sakura to uketsugare yuku ishi!)                                                                            | 2001. november 4.    |
| 87    | Fight Wapol’s Crew! The Power of the Munch Munch Fruit! VS Vaporu gundan! Bakubaku no mi no nórjoku! (VSワポル軍団!バクバクの実の能力!; Hepburn: VS Waporu gundan! Bakubaku no mi no nōryoku!)                                                                               | 2001. november 11.   |
| 88    | Zoan-type Devil Fruit! Chopper’s Seven-form Transformation! Zón kei akuma no mi! Csoppá Sicsidan Hengei (動物系悪魔の実!チョッパー七段変形; Hepburn: Zōn kei akuma no mi! Choppā Shichidan Hengei)                                                                           | 2001. november 18.   |
| 89    | When the Kingdom’s Rule Ends! The Flag of Faith Flies Forever! Ókoku no Sihai ovaru toki! Sinnen no hata va eien ni (王国の支配終る時!信念の旗は永遠に; Hepburn: Ōkoku no shihai owaru toki! Shinnen no hata wa eien ni)                                                     | 2001. november 25.   |
| 90    | Hiriluk’s Cherry Blossoms! Miracle in the Drum Rockies! Hiruruku no szakura! Doramu Rokkí no kiszeki (ヒルルクの桜!ドラムロッキーの奇跡; Hepburn: Hiruruku no sakura! Doramu Rokkī no kiseki)                                                                                | 2001. december 2.    |
| 91    | Goodbye Drum Island! I’m Going Out to Sea! Szajónara Doramudzsima! Boku va umi e deru! (さようならドラム島!僕は海へ出る!; Hepburn: Szajónara Doramudzsima! Boku va umi e deru!)                                                                                              | 2001. december 9.    |

### Negyedik évad (2001–2002)
Nyitódal
Believe – előadó: Folder5 (epizódok: 93 – 115)
Hikari e (ヒカリヘ; Hepburn: Hikari e) – előadó: The Babystars (epizódok: 116 – 168)
Záródal
BEFORE DAWN – előadó: AI-SACHI (epizódok: 93 – 94)
fish – előadó: The Kaleidoscope (epizódok: 95 – 106)
GLORY -Kimi ga Iru kara- (GLORY-君がいるから-; Hepburn: GLORY -Kimi ga Iru kara-) – előadó: Uehara Takako (epizódok: 107 – 118)
Shining ray – előadó: Janne Da Arc (epizódok: 119 – 130)
| #       | Epizód címe | Első japán sugárzás  |
| ------- | --- | -------------------- |
| 92      | Alabasta's Hero! A Ballerina on the Ship! Arabaszuta no eijú to szendzsó no barerína (アラバスタの英雄と船上のバレリーナ; Hepburn: Arabaszuta no eijú to szendzsó no barerína) | 2001. december 9.    |
| 93      | Off to the Desert Kingdom! The Rain-Summing Powder and the Rebel Army! Iza szabaku no kuni e! Ame o jobu kona to hanrangun (いざ砂漠の国へ!雨を呼ぶ粉と反乱軍; Hepburn: Iza sabaku no kuni e! Ame o yobu kona to hanrangun)                                                                       | 2001. december 16.   |
| 94      | The Hero's Reunion! His Name is Fire Fist Ace! Gókecutacsi no szaikai! Jacu no na va hiken no Észu (豪傑達の再会!奴の名は火拳のエース; Hepburn: Gōketsutachi no saikai! Yatsu no na wa hiken no Ēsu)                                                                                              | 2001. december 23.   |
| 95      | Ace and Luffy! Hot Emotions and Brotherly Bonds! Észu to Luffj! Acuki omoi to kjódai no kizuna (エースとルフィ!熱き想いと兄弟の絆; Hepburn: Ēsu to Luffy! Atsuki omoi to kyōdai no kizuna) | 2002. január 6.      |
| 96      | Erumalu, the City of Green and the Kung Fu Dugongs! Midori no macsi Erumaru to Kunfú Dzsugon! (緑の町エルマルとクンフージュゴン!; Hepburn: Midori no machi Erumaru to Kunfū Jugon!) | 2002. január 13.     |
| 97      | Adventure in the Country of Sand! The Monsters that Live in the Scorching Land! Szuna no kuni no bóken! Ennecu no daicsi ni szugomu mamono (砂の国の冒険!炎熱の大地に棲む魔物; Hepburn: Suna no kuni no bōken! Ennetsu no daichi ni sugomu mamono)                                                | 2002. január 20.     |
| 98      | Enter the Desert Pirates! The Men Who Live Freely! Szabaku no kaizokudan tódzsó! Dzsijú ni ikiru otokotacsi (砂漠の海賊団登場!自由に生きる男達; Hepburn: Sabaku no kaizokudan tōjō! Jiyū ni ikiru otokotachi)                                                                                     | 2002. január 27.     |
| 99      | False Fortitude! Camu, Rebel Soldier at Heart! Niszemono no idzsi! Kokoro no hanrangun Kamju! (ニセモノの意地!心の反乱軍カミュ!; Hepburn: Nisemono no iji! Kokoro no hanrangun Kamyu!) | 2002. február 3.     |
| 100     | Rebel Warrior Koza! The Dream Vowed to Vivi! Hanrangun szensi Kóza! Bibi ni csikatta jume! (反乱軍戦士コーザ!ビビに誓った夢!; Hepburn: Hanrangun senshi Kōza! Bibi ni chikatta yume!) | 2002. február 10.    |
| 101     | Showdown in a Heat Haze! Ace vs. the Gallant Scorpion! Jóen no kettó! Észu vs otoko szukópion (陽炎の決闘!エースVS男スコーピオン; Hepburn: Yōen no kettō! Ēsu vs otoko sukōpion) | 2002. február 17.    |
| 102     | Ruins and Lost Ways! Vivi, Her Friends, and the Country's Form! Kiszeki to maigo! Bibi to nakama to kuni no katacsi (遺跡と迷子!ビビと仲間と国のかたち; Hepburn: Kiseki to maigo! Bibi to nakama to kuni no katachi)                                                                              | 2002. február 24.    |
| 103     | Spiders Café at 8 o'Clock! The Enemy Leaders Gather! Szupaidázu Kafe ni hacsidzsi teki kanbu súgó (スパイダーズカフェに8時敵幹部集合; Hepburn: Supaidāzu Kafe ni hachiji teki kanbu shūgō) | 2002. március 3.     |
| 104     | Luffy vs. Vivi! The Tearful Vow to Put Friends on the Line! Rufi vs Bibi! Nakama ni kakeru namida no csikai (ルフィVSビビ!仲間に賭ける涙の誓い; Hepburn: Rufi vs Bibi! Nakama ni kakeru namida no chikai)                                                                                         | 2002. március 10.    |
| 105     | The Battlefront of Alabasta! Rainbase, the City of Dreams! Arabaszuta szenszen! Jume no macsi Reinbészu! (アラバスタ戦線!夢の町レインベース; Hepburn: Arabasuta sensen! Yume no machi Reinbēsu!)                                                                                                  | 2002. március 17.    |
| 106     | The Trap of Certain Defeat! Storming Raindinners! Zettai zecumei no vana! Reindinázu tocunjú (絶体絶命の罠!レインディナーズ突入; Hepburn: Zettai zetsumei no wana! Reindināzu totsunyū) | 2002. március 24.    |
| 107     | Operation Utopia Commences! The Swell of Rebellion Stirs! Jútopia szakuszen hacudó! Ugokidasita hanran (ユートピア作戦発動!動き出した反乱; Hepburn: Yūtopia sakusen hatsudō! Ugokidashita hanran)                                                                                                 | 2002. április 14.    |
| 108     | The Terrifying Banana Gators and Mr. Prince! Kjófu no Bananavani to Miszutá Purinszu (恐怖のバナナワニとミスタープリンス; Hepburn: Kyōfu no Bananawani to Misutā Purinsu) | 2002. április 21.    |
| 109     | The Key to a Great Comeback Escape! The Wax-Wax Ball! Gjakuden dai daszsucu e no kagi! Dorudoru Bóru! (逆転大脱出への鍵!ドルドルボール!; Hepburn: Gyakuden dai dasshutsu e no kagi! Dorudoru Bōru!)                                                                                               | 2002. április 28.    |
| 110     | Merciless Mortal Combat! Luffy vs. Crocodile! Dzsómujó no sitó! Rufi vs Kurokodairu! (情無用の死闘!ルフィVSクロコダイル; Hepburn: Jōmuyō no shitō! Rufi vs Kurokodairu!) | 2002. május 5.       |
| 111     | Dash For a Miracle! Alabasta Animal Land! Kiszeki e no Siszsó! Arabaszuta Dóbucu Rando (奇跡への疾走!アラバスタ動物ランド; Hepburn: Kiseki e no Shissō! Arabasuta Dōbutsu Rando) | 2002. május 12.      |
| 112     | Rebel Army vs. Royal Army! Showdown at Alubarna! Hanrangun vs kokuógun! Keszsen va Arubána! (反乱軍VS国王軍!決戦はアルバーナ!; Hepburn: Hanrangun vs kokuōgun! Kessen wa Arubāna!) | 2002. május 19.      |
| 113     | Alubarna Grieves! The Fierce Captain Karoo! Naki no Arubána! Gekitó Karú taicsó (嘆きのアルバーナ!激闘カルー隊長!; Hepburn: Naki no Arubāna! Gekitō Karū taichō) | 2002. június 2.      |
| 114     | Sworn on a Friend's Dream! The Battle of Molehill, Block 4! Nakama no jumi ni csikau! Kettó Mogura cuka 4 bancsó (仲間の夢に誓う!決闘モグラ塚4番街; Hepburn: Nakama no yumi ni chikau! Kettō Mogura tsuka 4 banchō)                                                                               | 2002. június 9.      |
| 115     | Big Opening Day Today! The Copy-Copy Montage! Hondzsicu dai kókai! Manemane Montádzsu! (本日大公開!マネマネモンタージュ!; Hepburn: Honjitsu dai kōkai! Manemane Montāju!) | 2002. június 16.     |
| 116     | Transformed into Nami! Bon Clay's Rapid-Fire Ballet Kenpo! Nami ni hensin! Bonkuré renpacu baree Kenpó (ナミに変身!ボンクレ-連発バレエ拳法; Hepburn: Nami ni henshin! Bonkurē renpatsu baree Kenpō)                                                                                               | 2002. június 23.     |
| 117     | Nami's Cyclone Advisory! Clima Takt Burst! Nami no szenpú csúihó! Kurimatakuto szakurecu (ナミの旋風注意報!クリマタクト炸裂; Hepburn: Nami no senpū chūihō! Kurimatakuto sakuretsu) | 2002. június 30.     |
| 118     | Secret Passed Down in the Royal Family! The Ancient Weapon Pluton! Óke ni cuvaru himicu! Kodai heiki Puruton (王家に伝わる秘密!古代兵器プルトン; Hepburn: Ōke ni tsuwaru himitsu! Kodai heiki Puruton)                                                                                            | 2002. július 14.     |
| 119     | Secret of Powerful Swordplay! Ability to Cut Steel and the Rhythm Things Have! Góken no kjokui! Hagane o kiru csikara to mono no kokjú (豪剣の極意!鋼鉄を斬る力と物の呼吸; Hepburn: Gōken no kyokui! Hagane o kiru chikara to mono no kokyū)                                                      | 2002. július 21.     |
| 120     | The Battle is Over! Koza Raises the White Flag Tatakai va ovatta! Kóza ga ageta siroi hata (戦いは終わった!コーザが掲げた白い旗; Hepburn: Tatakai wa owatta! Kōza ga ageta shiroi hata) | 2002. augusztus 4.   |
| 121     | Where Vivi's Voice Gets Heard! The Hero Descends! Bibi no koe no juke! Eijú va maiorita! (ビビの声の行方!英雄は舞い降りた!; Hepburn: Bibi no koe no yuke! Eiyū wa maiorita!) | 2002. augusztus 11.  |
| 122     | Sand Croc and Water Luffy! The Second Round of the Duel Szuna vani to mizu Rufi! Kettó dai ni raundo (砂ワニと水ルフィ!決闘第2ラウンド; Hepburn: Suna wani to mizu Rufi! Kettō dai ni raundo) | 2002. augusztus 18.  |
| 123     | That Looks Croc-ish! Luffy, Run to the Royal Tomb! Vanippoi! Óke no haka e hasire Rufi! (ワニっぽい!王家の墓へ走れルフィ!; Hepburn: Wanippoi! Ōke no haka e hashire Rufi!) | 2002. augusztus 25.  |
| 124     | The Nightmare Draws Near! This is the Sand-Sand Clan's Secret Base! Akumu no toki hakaru! Koko va Szunaszunadan himicu kicsi (悪夢の時迫る!ここは砂砂団秘密基地; Hepburn: Akumu no toki hakaru! Koko wa Sunasunadan himitsu kichi)                                                                | 2002. szeptember 1.  |
| 125     | Magnificent Wings! My Name is Pell, Guardian Deity of the Country! Idai naru cubame! Va ga na va kuno no sigosin Peru (偉大なる翼!我が名は国の守護神ペル; Hepburn: Idai naru tsubame! Wa ga na wa kuno no shigoshin Peru)                                                                         | 2002. szeptember 8.  |
| 126     | I Will Surpass You! Rain Falls in Alabasta! Koete iku! Arabaszuta ni ame ga furu! (越えていく!アラバスタに雨が降る!; Hepburn: Koete iku! Arabasuta ni ame ga furu!) | 2002. szeptember 15. |
| 127-128 | A Farewell to Arms! Pirates and Different Ideas of Justice! The Pirates' Banquet and Operation Escape From Alabasta! Buki jo szaraba! Kaizoku to ikucu ka no szeigi (武器よさらば!海賊といくつかの正義) Kaizokutachi no utage to Arabasuta dasshutsu sakusen! (海賊たちの宴とアラバスタ脱出作戦!) | 2002. október 6.     |
| 129     | It All Started on that Day! Vivi Tells the Story of her Adventure! Hadzsimaru va ano hi! Bibi ga kataru bókendan (始まりはあの日!ビビが語る冒険譚; Hepburn: Hajimaru wa ano hi! Bibi ga kataru bōkendan)                                                                                          | 2002. október 20.    |
| 130     | Scent of Danger! The Seventh Member is Nico Robin! Kiken na kaori! Sicsininme va Niko Robin! (危険な香り!七人目はニコ·ロビン!; Hepburn: Kiken na kaori! Shichininme wa Niko Robin!) | 2002. október 27.    |

### Ötödik évad (2002–2003)
Nyitódal
Hikari e (ヒカリヘ; Hepburn: Hikari e) – előadó: The Babystars (epizódok:
Záródal
Shining ray – előadó: Janne Da Arc (epizódok: 131 – 132)
Free Will – előadó: Ruppina (epizódok: 133 – 143)
| #   | Epizód címe | Első japán sugárzás |
| --- | --- | ------------------- |
| 131 | The First Patient! The Untold Story of the Rumble Ball! Hadzsimete no Kandzsa! Ranburu Bóru Hiva (はじめての患者! ランブルボール秘話; Hepburn: Hajimete no Kanja! Ranburu Bōru Hiwa)                                           | 2002. november 3.   |
| 132 | Uprising of the Navigator! For the Unyielding Dream! Kókaisi no Hanran! Juzure Nai Jume no Tame ni! (航海士の反乱! ゆずれない夢の為に!; Hepburn: Kōkaishi no Hanran! Yuzure Nai Yume no Tame ni!)                              | 2002. november 10.  |
| 133 | A Recipe Handed Down! Sanji, The Iron Man of Curry! Ukecugareru Jume! Karé no Tecudzsin Szandzsi (受け継がれる夢! カレーの鉄人サンジ; Hepburn: Uketsugareru Yume! Karē no Tetsujin Sanji)                                      | 2002. november 17.  |
| 134 | I Will Make it Bloom! Usopp, The Man, And the Eight-Foot Shell! Szakaszete Miszemaszu! Otoko Uszoppu Hacsi Saku Tama (咲かせてみせます! 男ウソップ八尺玉; Hepburn: Sakasete Misemasu! Otoko Usoppu Hachi Shaku Tama)           | 2002. november 24.  |
| 135 | The Fabled Pirate Hunter! Zoro, The Wandering Swordsman! Uvasza no Kaizoku Gari! Szaszurai no Kensi Zoro (噂の海賊狩り! さすらいの剣士ゾロ; Hepburn: Uwasa no Kaizoku Gari! Sasurai no Kenshi Zoro)                            | 2002. december 1.   |
| 136 | Zenny of the Island of Goats and the Pirate Ship in the Mountains! Jagi no Sima no Zenii to Jama no Naka no Kaizoku Szen! (ヤギの島のゼニィと山の中の海賊船!; Hepburn: Yagi no Shima no Zenii to Yama no Naka no Kaizoku Sen!) | 2002. december 8.   |
| 137 | How's Tricks? The Designs of Zenny the Moneylender! Mókarimakka? Kanekasi Zenii no Jabó! (儲かりまっか? 金貸しゼニィの野望!; Hepburn: Mōkarimakka? Kanekashi Zenii no Yabō!)                                                   | 2002. december 15.  |
| 138 | Whereabouts of the Island Treasure! Attack of the Zenny Pirates! Sima no Otakara no Jukue! Zenii Kaizoku Dan Sucugeki! (島のお宝の行方! ゼニィ海賊団出撃!; Hepburn: Shima no Otakara no Yukue! Zenii Kaizoku Dan Shutsugeki!)  | 2002. december 22.  |
| 139 | Legend of the Rainbow Mist! Old Man Henzo of Luluka Island! Nidzsiiro no Kiri Denszecu! Rurukadzsima no Ródzsin Henzo (虹色の霧伝説! ルルカ島の老人ヘンゾ; Hepburn: Nijiiro no Kiri Densetsu! Rurukajima no Rōjin Henzo)       | 2003. január 5.     |
| 140 | Residents of the Land of Eternity! The Pumpkin Pirates! Eien no Kuni no Dzsúnin! Panpukin Kaizoku Dan! (永遠の国の住人! パンプキン海賊団!; Hepburn: Eien no Kuni no Jūnin! Panpukin Kaizoku Dan!)                              | 2003. január 12.    |
| 141 | Thoughts of Home! The Pirate Graveyard of No Escape! Kokjú e no Omoi! Daszsucu Funó no Kaizoku Hakaba! (故郷への想い! 脱出不能の海賊墓場!; Hepburn: Kokyū e no Omoi! Dasshutsu Funō no Kaizoku Hakaba!)                        | 2003. január 19.    |
| 142 | An Inevitable Melee! Wetton's Schemes and the Rainbow Tower! Ranszen Hissu! Uetton no Jabó to Nidzsi no Tó (乱戦必死! ウエットンの野望と虹の塔; Hepburn: Ransen Hissu! Uetton no Yabō to Niji no Tō)                           | 2003. január 26.    |
| 143 | And So, The Legend Begins! To The Other Side of the Rainbow! Szosite Denszecu ga Hadzsimaru! Iza Nidzsi no Kanata e (そして伝説が始まる! いざ虹の彼方へ; Hepburn: Soshite Densetsu ga Hajimaru! Iza Niji no Kanata e)          | 2003. február 2.    |

### Hatodik évad (2003–2004)
Nyitódal
Hikari e (ヒカリヘ; Hepburn: Hikari e) – előadó: The Babystars  (epizódok: 116 – 168)
BON VOYAGE! – előadó: Bon-Bon Blanco (epizódok: 169 – 206)
Záródal
Free Will – előadó: Ruppina (epizódok: 144 – 156)
FAITH – előadó: Ruppina (epizódok: 157 – 168)
A to Z – előadó: ZZ (epizódok: 169 – 181)
Cuki to Taijó (月と太陽; Hepburn: Tsuki to Taiyō) – előadó: shela (epizódok: 182 – 195)
| #       | Epizód címe | Első japán sugárzás  |
| ------- | --- | -------------------- |
| 144     | Caught Log! The King of Salvagers, Masira! Ubavareta kiroku! Szarubédzsi ó Masira! (奪われた記録!サルベージ王マシラ!; Hepburn: Ubawareta kiroku! Sarubēji ō Mashira!) | 2003. február 9.     |
| 145     | Monsters Appear! Don't Mess with the Whitebeard Pirates! Kaibucu tódzsó! Sirohige Icsimi ni va te o daszu na (怪物登場!白ひげ一味には手を出すな; Hepburn: Kaibutsu tōjō! Shirohige Ichimi ni wa te o dasu na) | 2003. február 16.    |
| 146     | Quit Dreaming! Mock Town, the Town of Ridicule! Jume o miru na! Azakeri no macsi Mokku Taun! (夢を見るな!嘲りの街モックタウン!; Hepburn: Yume o miru na! Azakeri no machi Mokku Taun!) | 2003. február 23.    |
| 147     | Distinguished Pirates! A Man Who Talks of Dreams and the King of Undersea Search! Kaizoku no takami! Jume o kataru otoko to kaitei sinszaku ó (海賊の高み!夢を語る男と海底探索王; Hepburn: Kaizoku no takami! Yume o kataru otoko to kaitei shinsaku ō)                                                               | 2003. március 9.     |
| 148     | Legendary Family! Noland, the Liar! Denszecu no icsizoku! Uszocuki Nórando (伝説の一族!「うそつきノーランド」; Hepburn: Densetsu no ichizoku! Usotsuki Nōrando) | 2003. március 16.    |
| 149     | Steer for the Clouds! Capture the South Bird! Kumo kadzsi ippai! Szauszubádo o oe! (雲舵いっぱい!サウスバードを追え!; Hepburn: Kumo kaji ippai! Sausubādo o oe!) | 2003. március 23.    |
| 150     | Dreams Don't Come True?! Bellamy vs. the Saruyama Alliance! Genszó va kanavanai!? Beramí VS szarujama rengó (幻想は叶わない!?ベラミーVS猿山連合; Hepburn: Gensō wa kanawanai!? Beramī VS saruyama rengō) | 2003. április 13.    |
| 151     | 100 Million Man! World's Greatest Power and Pirate Black Beard! Icsioku no otoko! Szekai szaikó kenrjoku to kaizoku kurohige (一億の男!世界最高権力と海賊黒ひげ; Hepburn: Ichioku no otoko! Sekai saikō kenryoku to kaizoku kurohige)                                                                                 | 2003. április 20.    |
| 152     | Take to the Sky! Ride the Knockup Stream! Fune va szora o juku! Cukiageru kairjú ni nore (船は空をゆく!突き上げる海流に乗れ; Hepburn: Fune wa sora o yuku! Tsukiageru kairyū ni nore) | 2003. április 27.    |
| 153     | Sail the White Sea! The Sky Knight and Heaven's Gate! Koko va szora no umi! Szora no kisi to tengoku no mon (ここは空の海!空の騎士と天国の門; Hepburn: Koko wa sora no umi! Sora no kishi to tengoku no mon) | 2003. május 4.       |
| 154     | God-Land Skypiea! The Clouds of Angel Beach Kami no kuni Szukaipia! Kumo no nagisza no tensitacsi (神の国スカイピア!雲の渚の天使たち; Hepburn: Kami no kuni Sukaipia! Kumo no nagisa no tenshitachi) | 2003. május 11.      |
| 155     | Forbidden Sacred Ground: The Island Where God Lives and Heaven's Judgement! Kindan no szeicsi! Kami no szumi sima to ten no szabaki! (禁断の聖地!神の住む島と天の裁き!; Hepburn: Kindan no seichi! Kami no sumi shima to ten no sabaki!)                                                                              | 2003. május 18.      |
| 156     | Already Criminals?! Skypiea's Upholder of the Law! Hajaku mo hanzaisa!? Szukaipia no hó no bandzsin (早くも犯罪者!?スカイピアの法の番人; Hepburn: Hayaku mo hanzaisha!? Sukaipia no hō no banjin) | 2003. június 8.      |
| 157     | Is Escape Possible?!? God's Ordeals are Set in Motion Dassucu naru ka!? Ugokihadzsimeta kami no siren! (脱出なるか!?動きはじめた神の試練!; Hepburn: Dasshutsu naru ka!? Ugokihajimeta kami no shiren!) | 2003. június 15.     |
| 158     | A Trap on Lovely Street! Almighty God Eneru Raburí dóri no vana! Zennó naru Goddo Eneru (ラブリー通りの罠!全能なる神エネル; Hepburn: Raburī dōri no wana! Zennō naru Goddo Eneru) | 2003. június 22.     |
| 159     | Onward Crow! To the Sacrificial Altar! Szuszume Karaszumaru! Ikenie no szaidan o mezasze (すすめカラス丸!生贄の祭壇を目指せ; Hepburn: Susume Karasumaru! Ikenie no saidan o mezase) | 2003. július 6.      |
| 160     | 10% Survival Rate! Satori, the Mantra Master! Szeizonricu 10%! Mantora cukai no sinkan Szatori (生存率10%!心綱使いの神官サトリ!; Hepburn: Seizonritsu 10%! Mantora tsukai no shinkan Satori) | 2003. július 13.     |
| 161     | Peril of the Ordeal of Balls! Fight to the Death in the Lost Forest! Tama no siren' no kjói! Majoi no mori no sitó (「玉の試練」の脅威!迷いの森の死闘; Hepburn: 'Tama no shiren' no kyōi! májusoi no mori no shitō)                                                                                                   | 2003. július 20.     |
| 162     | Chopper in Danger! Former God vs. Skyrider Shura! Csoppá abunau si! Moto kami VS Sinkan Sura (チョッパー危うし!元神VS神官シュラ; Hepburn: Choppā abunau shi! Moto kami VS Shinkan Shura) | 2003. augusztus 3.   |
| 163     | Profound Mystery! Ordeal of String or Ordeal of Love?!? Makafusigi! Himo no siren to koi no siren!? (摩訶不思議!紐の試練と恋の試練!?; Hepburn: Makafushigi! Himo no shiren to koi no shiren!?) | 2003. augusztus 10.  |
| 164     | Light the Fire of Shandora! Wyper the Warrior! Sandora no tó o nobosze! Szensi Vaipá (シャンドラの灯を燈せ!戦士ワイパー; Hepburn: Shandora no tō o nobose! Senshi Waipā) | 2003. augusztus 17.  |
| 165     | Jaya, City of Gold in the Sky! Head for God's Shrine! Tenkú no ógonkjó Dzsaja! Mezasze kami no jasiro (天空の黄金卿ジャヤ!目指せ神の社!; Hepburn: Tenkū no ōgonkyō Jaya! Mezase kami no yashiro) | 2003. augusztus 24.  |
| 166     | Festival on the Night Before Gold Hunting! Feelings for "Vearth Ógon zenja macuri! Vászu e no omoi! (黄金前夜祭!「ヴァース」への想い!; Hepburn: Ōgon zenya matsuri! Vāsu e no omoi!) | 2003. szeptember 7.  |
| 167     | Enter God Eneru! Farewell to Survivors! Goddo Eneru tódzsó!! Ikinokori e no joake kjoku (神·エネル登場!!生き残りへの夜明曲; Hepburn: Goddo Eneru tōjō!! Ikinokori e no yoake kyoku) | 2003. szeptember 21. |
| 168     | A Giant Snake Bares Its Fangs! The Survival Game Begins! Kiba muku óhebi! Cui ni hadzsimaru szabaibaru gému (牙むく大蛇!遂に始まる生き残り合戦; Hepburn: Kiba muku ōhebi! Tsui ni hajimaru sabaibaru gēmu) | 2003. október 12.    |
| 169-170 | The Deadly Reject! War Demon Wyper's Resolve! Fierce Mid-Air Battle! Pirate Zoro vs. Warrior Braham! Szutemi no haigeki! Szenki Vaipá no kakugo (捨身の排撃!!「戦鬼」ワイパーの覚悟) Kúcsú no gekiszen! Kaizoku Zoro VS Sensi Burahamu (空中の激戦!海賊ゾロVS戦士ブラハム)                                            | 2003. október 19.    |
| 171     | The Roaring Burn Bazooka!! Pirate Luffy Vs. War Demon Wyper! Unaru nensóhó!! Rufi vs senki Vaipá (唸る燃焼砲!!ルフィVS戦鬼ワイパー闘; Hepburn: Unaru nenshōhō!! Rufi vs senki Waipā) | 2003. október 26.    |
| 172     | The Ordeal of the Swamp! Chopper vs. Sky Punk Gedatsu!! Numa no siren! Csoppá VS Sinkan Gedacu!! (沼の試練!チョッパーVS神官ゲダツ!!; Hepburn: Numa no shiren! Choppā VS Shinkan Gedatsu!!) | 2003. november 2.    |
| 173     | Unbeatable Powers! Eneru's True Form is Revealed! Muteki no nórjoku! Akaszareru Eneru no sótai (無敵の能力!明かされるエネルの正体; Hepburn: Muteki no nōryoku! Akasareru Eneru no shōtai) | 2003. november 9.    |
| 174     | A Mystical City! The Grand Ruins of Shandora! Maborosi no to! Júdai naru Sandora no iszeki!! (幻の都!雄大なるシャンドラの遺跡!!; Hepburn: Maboroshi no to! Yūdai naru Shandora no iseki!!) | 2003. november 16.   |
| 175     | 0% Survival Rate! Chopper Vs Ohm, the Sword Wielding Priest! Szeiszonricu 0%!! Csoppá VS sinkan Ómu (生存率0%!!チョッパーVS神官オーム; Hepburn: Seisonritsu 0%!! Choppā VS shinkan Ōmu) | 2003. december 21.   |
| 176     | Climb Giant Jack! Deadly Combat in the Upper Ruins! Kjodai mame curu o nobore!! Dzsószó iszeki no sitó (巨大豆蔓”を登れ!!上層遺跡の死闘; Hepburn: Kyodai mame tsuru o nobore!! Jōsō iseki no shitō) | 2004. január 11.     |
| 177     | The Ordeal of Iron! White Barbed Death Match! Tecu no siren no sinkoccsó! Siroibara Deszumaccsi!! (鉄の試練の真骨頂!白荊デスマッチ!!; Hepburn: Tetsu no shiren no shinkocchō! Shiroibara Desumacchi!!) | 2004. január 18.     |
| 178     | Bursting Slash! Zoro vs Ohm! Hotobasiru Zangeki! Zoro VS sinkan Ómu!! (ほとばしる斬撃!ゾロVS神官オーム!!; Hepburn: Hotobashiru Zangeki! Zoro VS shinkan Ōmu!!) | 2004. január 25.     |
| 179     | Collapsing Upper Ruins! The Quintet for the Finale! Kuzure juku dzsószó iszeki! Súkjoku e no godzsúszó (崩れゆく上層遺跡!終曲への五重奏!!; Hepburn: Kuzure yuku jōsō iseki! Shūkyoku e no gojūsō) | 2004. február 1.     |
| 180     | Showdown in the Ancient Ruins! Sky God Eneru's Goal! Kodai iszeki no taikecu! Goddo Eneru no mokuteki (古代遺跡の対決!神·エネルの目的; Hepburn: Kodai iseki no taiketsu! Goddo Eneru no mokuteki) | 2004. február 8.     |
| 181     | Ambition Towards the Endless Vearth! The Ark Maxim! Kagirinai daicsi e no jabó hakobune Makusimu (限りない大地への野望方舟マクシム!!; Hepburn: Kagirinai daichi e no yabō hakobune Makushimu) | 2004. február 15.    |
| 182     | They Finally Clash! Pirate Luffy vs God Eneru! Cui ni gekitocu! Kaizoku Rufi VS Goddo Eneru!! (遂に激突!海賊ルフィVS神·エネル!!; Hepburn: Tsui ni gekitotsu! Kaizoku Rufi VS Goddo Eneru!!) | 2004. február 22.    |
| 183     | Maxim Surfaces! Deathpiea is Activated! Makusimu udzsó! Ugokihadzsimeta Deszupia!! (マクシム浮上!動き始めたデスピア!!; Hepburn: Makushimu ujō! Ugokihajimeta Desupia!!) | 2004. február 29.    |
| 184     | Luffy Falls! Eneru's Judgement and Nami's Wish! Rufi rakuka! Kami no szabaki to Nami no nozomi!! (ルフィ落下!神の裁きとナミの望み!!; Hepburn: Rufi rakuka! Kami no sabaki to Nami no nozomi!!) | 2004. március 7.     |
| 185     | The Two Awaken! On the Front Lines of the Burning Love Rescue! Meszameta futari! Moeru koi no kjúsucu zenszen!! (目覚めた二人!燃える恋の救出前線!!; Hepburn: Mesameta futari! Moeru koi no kyūshutsu zensen!!) | 2004. március 14.    |
| 186     | Capriccio for Despair! The Impending Doom of Sky Island! Zecubó e no kjószókjoku hakari kuru szoradzsima no sómecu!! (絶望への狂想曲迫り来る空島の消滅!!; Hepburn: Zetsubō e no kyōsōkyoku hakari kuru sorajima no shōmetsu!!)                                                                                        | 2004. március 21.    |
| 187-188 | Lead by a Bell's Sound! Tale of the Great Warrior and the Explorer! Free From the Spell! The Great Warrior Sheads Tears! Kane no oto no micsibiki! Daiszensi to sinkenka no monogatari (鐘の音の導き!大戦士と探検家の物語) Dzsubaku kara no kaihó! Daiszensi ga nagasita namida!! (呪縛からの解放!大戦士が流した涙!!) | 2004. március 28.    |
| 189     | Eternal Friends! The Vowed Bell Echoes Across the Mighty Seas! Eien no sinjú! Daikaigen ni hibiku csikai no kane (永遠の親友!大海原に響く誓いの鐘; Hepburn: Eien no shinyū! Daikaigen ni hibiku chikai no kane) | 2004. április 4.     |
| 190     | Angel Island, Obliterated! The Horror of The Raigo's Advent!! Endzserusima sómecu! Raigó kórin no kjófu! (エンジェル島消滅!雷迎降臨の恐怖!!; Hepburn: Enjerushima shōmetsu! Raigō kōrin no kyōfu!) | 2004. április 25.    |
| 191     | Knock Over Giant Jack! Last Hope for Escape! Kjodai mame curu o taosze! Daszsucu e no szaigó no nozomi (巨大豆蔓を倒せ!脱出への最後の望み; Hepburn: Kyodai mame tsuru o taose! Dasshutsu e no saigō no nozomi) | 2004. május 2.       |
| 192     | Miracle on Skypiea! The Love Song Heard in the Clouds! Kami no kuni no kiszeki! Tensi ni todoita sima no kaszei (神の国の奇跡!天使に届いた島の歌声; Hepburn: Kami no kuni no kiseki! Tenshi ni todoita shima no kasei)                                                                                                | 2004. május 9.       |
| 193     | The Battle Ends! Proud Fantasia Echo's Far! Tatakai no súen! Tóku hibiku hokori takaki genszókjoku (戦いの終焉!遠く響く誇り高き幻想曲; Hepburn: Tatakai no shūen! Tōku hibiku hokori takaki gensōkyoku) | 2004. május 23.      |
| 194     | I Made it here! The Yarn the Poneglyphs Spin! Vare koko ni itaru! Rekisi no honbun ga cumugu mono (我ここに至る!歴史の本文が紡ぐもの; Hepburn: Ware koko ni itaru! Rekishi no honbun ga tsumugu mono) | 2004. június 6.      |
| 195     | Off to the Blue Sea!! A Heartfelt Finale!! Iza szeikai e!! Omoi ga sibarinaszu szaisú gakusó (いざ青海へ!!想いが織りなす最終楽章; Hepburn: Iza seikai e!! Omoi ga shibarinasu saishū gakushō) | 2004. június 13.     |

### Hetedik évad (2004–2005)
Nyitódal
BON VOYAGE! – előadó: Bon-Bon Blanco (epizódok: 169 – 206)
Kokoro no Csizu (ココロのちず; Hepburn: Kokoro no Chizu) – előadó: BOYSTYLE (epizódok: 207 – 263)
Záródal
DREAMSHIP – előadó: Ikuta Aiko (epizódok: 196 – 206)
Mirai Koukai (未来航海; Hepburn: Mirai Koukai) – előadó: Tackey & Cubasza (epizódok: 207 – 228)
| #       | Epizód címe | Első japán sugárzás  |
| ------- | --- | -------------------- |
| 196     | A State of Emergency is Issued! A Notorious Pirate Ship has Infiltrated! Hidzsó Dzsitai Hacumei! Akumei Takaki Kaizokuszen Szennjú (非常事態発令!悪名高き海賊船潜入!; Hepburn: Hijō Jitai Hatsumei! Akumei Takaki Kaizokusen Sennyū)                                                            | 2004. június 20.     |
| 197     | Sanji the Cook! Proving His Merit at the Marine Dining Hall! Rjórinin Szandzsi! Kaigun Sokudó de Sinka Hakki! (料理人サンジ!海軍食堂で真価発揮!; Hepburn: Ryōrinin Sanji! Kaigun Shokudō de Shinka Hakki!)                                                                                      | 2004. július 4.      |
| 198     | Captured Zoro! Chopper's Emergency Operations! Tovareta Zoro to Csoppá Kinkjú Sittó (囚われたゾロとチョッパー緊急執刀!; Hepburn: Towareta Zoro to Choppā Kinkyū Shittō) | 2004. július 11.     |
| 199     | The Marines Dragnet Closes In! The Second Member Captured! Hakaru Kaigun no Szószamó! Tovareta Futarime! (迫る海軍の捜査網!囚われた二人目!; Hepburn: Hakaru Kaigun no Sōsamō! Towareta Futarime!)                                                                                               | 2004. július 18.     |
| 200     | Luffy and Sanji's Daring Rescue Mission! Keszsi no Rufi to Szandzsi! Kúsucu Daiszakuszen! (決死のルフィとサンジ!救出大作戦!; Hepburn: Kesshi no Rufi to Sanji! Kūshutsu Daisakusen!) | 2004. augusztus 8.   |
| 201     | Enter the Hot-Blooded Special Forces! Battle on the Bridge! Necukecu Tokubecu Butai Szanszen! Buridzsdzsi Kóbószen! (熱血特別部隊参戦!ブリッジ攻防戦!; Hepburn: Netsuketsu Tokubetsu Butai Sansen! Burijji Kōbōsen!)                                                                            | 2004. szeptember 5.  |
| 202     | Breaking Through the Siege! The Going Merry is Recovered! Hóimó Toppa! Dakkan Góingu Merí-gó (包囲網突破!奪還ゴーイングメリー号; Hepburn: Hōimō Toppa! Dakkan Gōingu Merī-gō) | 2004. szeptember 19. |
| 203     | The Pirate Ship Disappears! Fortress Battle, Round #2! Kieta Kaizokuszen! Jószai Kóbó Dai 2 Raundo (消えた海賊船!要塞攻防第2ラウンド; Hepburn: Kieta Kaizokusen! Yōsai Kōbō Dai 2 Raundo) | 2004. szeptember 26. |
| 204-205 | The Gold and Waver Recovery Operations! The One Fell Swoop Plan! Jonathan's Surefire Secret Tactic! Ógon Dakkan Szakuszen to Ueibá Kaisú Szakuszen! (黄金奪還作戦とウエイバー回収作戦!) Icsimódadzsin Keikaku! Dzsonaszan Dzsisin no Hiszaku! (一網打尽計画!ジョナサン自信の秘策)               | 2004. október 3.     |
| 206     | Farewell, Marine Fortress! The Last Battle for Escape! Szaraba Kaigun Jószai! Daszsucu e no Szaigó no Kóbó (さらば海軍要塞!脱出への最後の攻防; Hepburn: Saraba Kaigun Yōsai! Dasshutsu e no Saigō no Kōbō)                                                                                      | 2004. október 10.    |
| 207     | Big Adventure in Long Ring Long Land Rongu Ringu Rongu Rando no Daibóken! (ロングリングロングランドの大冒険!; Hepburn: Rongu Ringu Rongu Rando no Daibōken!) | 2004. október 31.    |
| 208     | The Foxy Pirate Crew and the Davy Back! Fokusí Kaizokudan to Débí Bakku! (フォクシー海賊団とデービーバック!; Hepburn: Fokushī Kaizokudan to Dēbī Bakku!) | 2004. november 7.    |
| 209     | Round 1! One Lap of the Donut Race Dai Ikkaiszen! Gururi Isú Dónacu Részu (第一回戦!ぐるり一周ドーナツレース; Hepburn: Dai Ikkaisen! Gururi Ishū Dōnatsu Rēsu) | 2004. november 14.   |
| 210     | Foxy the Silver Fox! A Violent Interference Gin Gicune no Fokusí! Mórecu Bógai Kószei! (銀ギツネのフォクシー!猛烈妨害攻勢; Hepburn: Gin Gitsune no Fokushī! Mōretsu Bōgai Kōsei!) | 2004. november 21.   |
| 211     | Round 2! Shoot into the Groggy Ring! Dai Ni Kaiszen! Bucsikome Gurokkí Ringu! (第二回戦!ブチ込めグロッキーリング; Hepburn: Dai Ni Kaisen! Buchikome Gurokkī Ringu!) | 2004. november 28.   |
| 212     | Rapid-Fire Red Cards! Groggy Ring Reddo Kádo Renpacu! Gurokkí Ringu (レッドカード連発!グロッキーリング; Hepburn: Reddo Kādo Renpatsu! Gurokkī Ringu) | 2004. december 5.    |
| 213     | Round 3! Round and Round Roller Race! Daiszan Kaiszen! Guruguru Rórá Részu! (第三回戦!ぐるぐるローラーレース!; Hepburn: Daisan Kaisen! Guruguru Rōrā Rēsu!) | 2004. december 12.   |
| 214     | Burning Roller Race! Dash into the Final Round! Hakunecu Bakuszó Részu! Szaisú Raundo Tocunjú (白熱爆走レース!最終ラウンド突入!; Hepburn: Hakunetsu Bakusō Rēsu! Saishū Raundo Totsunyū) | 2004. december 19.   |
| 215-216 | The Screaming Speed Serve! Pirate Dodgeball! Final Match on the Edge! Dharma has Fallen! Unaru Necukjú Gókju! Kaizoku Dodzsdzsibóru! (うなる熱球剛球! 海賊ドッジボール!) Dangai no Keszsen! Daruma-szan ga Koronda! (断崖の決戦!だるまさんがころんだ!)                                          | 2005. január 9.      |
| 217     | Captain Confrontation! The Last Fight: Combat! Kjaputen Taikecu! Szaisúszen Konbatto! (キャプテン対決!最終戦コンバット!; Hepburn: Kyaputen Taiketsu! Saishūsen Konbatto!) | 2005. január 16.     |
| 218     | Full Power Noro Noro Beam vs The Invulnerable Luffy Zenkai Noro Noro Kógeki vs Fudzsimi no Rufi (全開ノロノロ攻撃VS不死身のルフィ; Hepburn: Zenkai Noro Noro Kōgeki vs Fujimi no Rufi) | 2005. január 23.     |
| 219     | Heroic Fierce Combat! The Fateful Last Battle Szózecu Nettó Konbatto! Unmei no Szaisú Ketcsaku! (壮絶熱闘コンバット!運命の最終決着; Hepburn: Sōzetsu Nettō Konbatto! Unmei no Saishū Ketchaku!)                                                                                                 | 2005. január 30.     |
| 220     | You Lost Your Memory? It was Taken Away? Who are You? Usinatta? Ubavareta? Omae va Dare da? (失った?奪われた?おまえはだれだ?; Hepburn: Ushinatta? Ubawareta? Omae wa Dare da?) | 2005. február 6.     |
| 221     | The Mysterious Boy with the Whistle and Robin's Deduction Fude o Daita Nazo no Sónen to Robin no Szuiri! (笛を抱いた謎の少年とロビンの推理!; Hepburn: Fude o Daita Nazo no Shōnen to Robin no Suiri!)                                                                                           | 2005. február 13.    |
| 222     | Get Back the Memories! The Pirates Land Iza Kioku o Dakkan szejo! Kaizokudan Sima ni Dzsóriku (いざ記憶を奪還せよ!海賊団島に上陸; Hepburn: Iza Kioku o Dakkan seyo! Kaizokudan Shima ni Jōriku)                                                                                                 | 2005. február 20.    |
| 223     | Zoro Sharpens His Fangs! A Fight With a Wild Animal Kiba o Muku Zoro! Tacsihadakatta Jadzsú (牙をむくゾロ!立ちはだかった野獣!; Hepburn: Kiba o Muku Zoro! Tachihadakatta Yajū) | 2005. február 27.    |
| 224     | The Real Memory Thief's Final Counterattack! Honszei o Aravasita Kioku Dorobó no Szaigo no Gjakusú (本性を現した記憶泥棒の最後の逆襲!; Hepburn: Honsei o Arawashita Kioku Dorobō no Saigo no Gyakushū)                                                                                          | 2005. március 6.     |
| 225     | The Man of Pride! Foxy the Silver Fox Hokori Takaki Otoko! Gin Gicune no Fokusí (誇り高き男!銀ギツネのフォクシー; Hepburn: Hokori Takaki Otoko! Gin Gitsune no Fokushī) | 2005. március 13.    |
| 226     | The Nigh Invincible Man? And a Very Dangerous Man! Mottomo Muteki ni Csikai Jacu? To Mottomo Kiken na Otoko! (最も無敵に近い奴?と最も危険な男!; Hepburn: Mottomo Muteki ni Chikai Yatsu? To Mottomo Kiken na Otoko!)                                                                            | 2005. március 20.    |
| 227-228 | Navy Headquarters Admiral Aokiji! The Threat of the Greatest Power Rubber and Ice One-on-One Fight! Luffy vs Aokiji! Kaigun Hombu Taisó Aokidzsi! Szaikó Szenrjoku no Kjói (海軍本部大将青キジ!最高戦力の脅威) Gomu to Koori no Ikkiucsi! Rufi VS Aokidzsi! (ゴムと氷の一騎打ち!ルフィVS青キジ) | 2005. március 27.    |

### Nyolcadik évad (2005–2006)
Nyitódal
Kokoro no Csizu (ココロのちず; Hepburn: Kokoro no Chizu) – előadó: BOYSTYLE (epizódok: 207 – 263)
Záródal
Mirai Koukai (未来航海; Hepburn: Mirai Koukai) – előadó: Tackey & Cubasza (epizódok: 229 – 230)
Eternal Pose (エターナルポーズ; Hepburn: Etānaru pōzu) – előadó: ASIA ENGINEER (epizódok: 231 – 245)
Dear friends – előadó: TRIPLANE (epizódok: 246 – 255)
Aszu va kuru kara (明日は来るから; Hepburn: Asu wa kuru kara) – előadó: TVXQ (epizódok: 256 – 263)
| #       | Epizód címe | Első japán sugárzás  |
| ------- | --- | -------------------- |
| 229     | The Dashing Sea Train and the City of Water: Water Seven! Sissó umi reszsa to mizu no mijako Uótá Szeven (疾走海列車と水の都ウォーターセブン; Hepburn: Shissō umi ressha to mizu no miyako Uōtā Seven)                                                                                     | 2005. április 17.    |
| 230     | Adventure in the City on the Water! Head to the Mammoth Shipbuilding Plant! Szuidzsó tosi no bóken! Mezasze kjodai szósen kódzsó (水上都市の冒険!目指せ巨大造船工場; Hepburn: Suijō toshi no bōken! Mezase kyodai sōsen kōjō)                                                              | 2005. április 24.    |
| 231     | The Franky Family and Iceburg! Furankí ikka to Aiszubágu-szan (フランキー一家とアイスバーグさん; Hepburn: Furankī ikka to Aisubāgu-san) | 2005. május 1.       |
| 232     | Galley-La Company! A Grand Sight: Dock #1! Garéra Kanpaní! Szoukan icsiban Dokku (ガレーラカンパニー!壮観一番ドック; Hepburn: Garēra Kanpanī! Soukan ichiban Dokku) | 2005. május 15.      |
| 233     | Pirate Abduction Incident! A Pirate Ship That Can Only Await Her End! Kaizoku júkai dzsiken to si o macu dake no kaizokuszen (海賊誘拐事件と死を待つだけの海賊船; Hepburn: Kaizoku yūkai jiken to shi o matsu dake no kaizokusen)                                                          | 2005. május 22.      |
| 234     | Rescuing Our Friend! Raid On the Franky House! Nakama kjúsucu! Nagarikomi Furankí Hauszu (仲間救出!殴りこみフランキーハウス; Hepburn: Nakama kyūshutsu! Nagarikomi Furankī Hausu) | 2005. június 5.      |
| 235     | Big Fight Under the Moon! The Pirate Flag Flutters With Sorrow! Gekka no dai kenka! Kanasimi ni hirugaeru kaizoku hata! (月下の大喧嘩!哀しみに翻る海賊旗!; Hepburn: Gekka no dai kenka! Kanashimi ni hirugaeru kaizoku hata!)                                                              | 2005. június 12.     |
| 236     | Luffy vs. Usopp! Collision of Two Men's Pride! Rufi VS Uszoppu! Bucukaru otoko no idzsi (ルフィvsウソップ!ぶつかる男の意地; Hepburn: Rufi VS Usoppu! Butsukaru otoko no iji) | 2005. június 19.     |
| 237     | Severe Shock Hits the City of Water! Iceberg Targeted! Gekisin mizu no mijako! Nevareta Aiszubágu (激震水の都!狙われたアイスバーグ; Hepburn: Gekishin mizu no miyako! Newareta Aisubāgu)                                                                                                   | 2005. július 3.      |
| 238     | Gum-Gum Human vs. Fire-Breathing Cyborg! Gomugomu ningen VS hi o fuku kaizó ningen (ゴムゴム人間VS火を吹く改造人間; Hepburn: Gomugomu ningen VS hi o fuku kaizō ningen) | 2005. július 10.     |
| 239     | The Straw Hat Pirates Are the Culprits? The Protectors of the City of Water! Hannin va mugivara kaizokudan? Mizu no mijako no jódzsinbo (犯人は麦わら海賊団?水の都の用心棒; Hepburn: Hannin wa mugiwara kaizokudan? Mizu no miyako no yōjinbo)                                             | 2005. július 31.     |
| 240     | Eternal Farewell? Nico Robin: The Woman Who Draws Darkness! Eien no vakare? Jami o hiku onna Niko Robin (永遠の別れ?闇を引く女ニコ·ロビン; Hepburn: Eien no wakare? Yami o hiku onna Niko Robin)                                                                                           | 2005. augusztus 7.   |
| 241     | Capture Robin! The Determination of the Straw Hats! Robin o cukamaero! Mugivara icsimi no kecui (ロビンを捕まえろ!麦わら一味の決意; Hepburn: Robin o tsukamaero! Mugiwara ichimi no ketsui)                                                                                                | 2005. augusztus 14.  |
| 242     | Cannon Fire Is the Signal! CP9 Goes Into Action! Aizu va hógeki to tomo ni! Ugokidasita CP9 (合図は砲撃と共に!動き出したCP9; Hepburn: Aizu wa hōgeki to tomo ni! Ugokidashita CP9) | 2005. augusztus 21.  |
| 243     | CP9 Takes Off Their Masks! Their Shocking True Faces! Kamen o totta CP9! Szono odoroki no szugao (仮面を取ったCP9!その驚きの素顔; Hepburn: Kamen o totta CP9! Sono odoroki no sugao) | 2005. szeptember 4.  |
| 244     | Secret Bond! Iceberg and Franky! Hiszometa kizuna! Aiszubágu to Furankí (秘めた絆!アイスバーグとフランキー; Hepburn: Hisometa kizuna! Aisubāgu to Furankī) | 2005. szeptember 11. |
| 245     | Come Back, Robin! Showdown With CP9! Kaette koi Robin! CP9 to no taikecu! (帰って来いロビン!CP9との対決!; Hepburn: Kaette koi Robin! CP9 to no taiketsu!) | 2005. szeptember 18. |
| 246     | The Straw Hat Pirates Annihilated? The Menace of the Leopard Model! Mugivara kaizokudan zenmecu? Moderu hjó no kjói (麦わら海賊団全滅?モデル豹の脅威!; Hepburn: Mugiwara kaizokudan zenmetsu? Moderu hyō no kyōi)                                                                          | 2005. október 23.    |
| 247     | The Man Who Is Loved Even by His Ship! Usopp's Tears! Fune kara mo aiszareta otoko! Uszoppu no namida! (船からも愛された男!ウソップの涙!; Hepburn: Fune kara mo aisareta otoko! Usoppu no namida!)                                                                                         | 2005. október 30.    |
| 248     | Franky's Past! The Day the Sea Train First Ran! Furankí no kako! Umi ressza ga hasitta hi (フランキーの過去!海列車が走った日; Hepburn: Furankī no kako! Umi ressha ga hashitta hi) | 2005. november 6.    |
| 249     | Spandam's Scheme! The Day the Sea Train Shook! Szupandamu no inbó! Umi ressza ga ureta hi (スパンダムの陰謀!海列車が揺れた日; Hepburn: Supandamu no inbō! Umi ressha ga ureta hi) | 2005. november 13.   |
| 250-251 | The End of the Legendary Man! The Day the Sea Train Cried! The Truth Behind Her Betrayal! Robin's Sorrowful Decision! Denszecu no otoko no szaigo! Umi ressza ga naita hi (伝説の男の最期!海列車が泣いた日) Uragiri no sinszó! Robin no kanasiki kecui! (裏切りの真相!ロビンの哀しき決意!) | 2005. november 27.   |
| 252     | The Steam Whistle Forces Friends Apart! The Sea Train Starts to Run! Nakama o hikihanaszu kiteki! Hasiridaszu umi ressza (仲間を引き離す汽笛!走り出す海列車; Hepburn: Nakama o hikihanasu kiteki! Hashiridasu umi ressha)                                                                  | 2005. december 4.    |
| 253     | Sanji Barges In! Sea Train Battle in the Storm! Szandzsi cocunjú! arasi no naka no umi ressza batoru! (サンジ突入!嵐の中の海列車バトル!; Hepburn: Sanji tsotsunyū! arashi no naka no umi ressha batoru!)                                                                                   | 2005. december 11.   |
| 254     | Nami's Soul Cries Out! Straw Hat Luffy Makes a Comeback! Nami tamasii no szakebi! Mugivara no Rufi fukukacu! (ナミ魂の叫び!麦わらのルフィ復活!; Hepburn: Nami tamashii no sakebi! Mugiwara no Rufi fukukatsu!)                                                                             | 2006. január 22.     |
| 255     | "Another Sea Train? Rocketman Charges Forth! Mó hitocu no umi ressza? Rokettoman sucugeki (もう一つの海列車?ロケットマン出撃; Hepburn: Mō hitotsu no umi ressha? Rokettoman shutsugeki) | 2006. január 29.     |
| 256     | Rescue Our Friends! A Bond Among Foes Sworn with Fists! Nakama o szukue! Kobusi ni csikatta teki dósi no kizuna! (仲間を救え!拳に誓った敵同士の絆!; Hepburn: Nakama o sukue! Kobushi ni chikatta teki dōshi no kizuna!)                                                                    | 2006. február 5.     |
| 257     | Smash the Wave! Luffy and Zoro Use the Strongest Combo! Nami o szake! Rufi to Zoro no szaikjó gattai vaza (波を砕け!ルフィとゾロの最強合体技; Hepburn: Nami o sake! Rufi to Zoro no saikyō gattai waza)                                                                                    | 2006. február 26.    |
| 258     | A Mysterious Man Appears?! His Name Is Sniperking! Nazo no otoko tódzsó!? Szono na va Szogekingu! (謎の男登場!?その名はそげキング!; Hepburn: Nazo no otoko tōjō!? Sono na wa Sogekingu!)                                                                                                   | 2006. március 5.     |
| 259     | Showdown Between Cooks! Sanji vs. Ramen Kenpo Kokku taikecu! Szandzsi VS Rámen kenpó (コック対決!サンジVSラーメン拳法; Hepburn: Kokku taiketsu! Sanji VS Rāmen kenpō) | 2006. március 12.    |
| 260     | Rooftop Duel! Franky vs. Nero Jane no ue no kettó! Furankí VS Nero (屋根の上の決闘!フランキーVSネロ; Hepburn: yane no ue no kettō! Furankī VS Nero) | 2006. március 19.    |
| 261     | Clash! Demon-Slasher Zoro vs. Ship-Slasher T-Bone! Gekitocu! Onigiri Zoro VS funegiri T Bón (激突!鬼斬りゾロVS船斬りTボーン; Hepburn: Gekitotsu! Onigiri Zoro VS funegiri T Bōn) | 2006. április 2.     |
| 262     | Scramble over Robin! A Cunning Plan by Sniperking!! Robin szódacuszen! Szogekingu no kiszaku!! (ロビン争奪戦!そげキングの奇策!!; Hepburn: Robin sōdatsusen! Sogekingu no kisaku!!) | 2006. április 16.    |
| 263     | The Judicial Island! Full View of Enies Lobby! Sihó no sima! Enieszu Robí no zenbó (司法の島!エニエス·ロビーの全貌!; Hepburn: Shihō no shima! Eniesu Robī no zenbō) | 2006. április 30.    |

### Kilencedik évad (2006–2007)
Nyitódal
BRAND NEW WORLD – előadó: D-51  (epizódok: 264 – 278)
We Are! Sicsinin no Mugivara Kaizokudan Hen (ウィーアー!〜7人の麦わら海賊団篇〜; Hepburn: Wī Ā! Shichinin no Mugiwara Kaizokudan Hen) – előadó: az első 7 Szalmakalap kalóz szeijúje (epizódok: 279 – 283)
Crazy Rainbow – előadó: Tackey & Cubasza (epizódok: 284 – 325)
Jungle P – előadó: 5050 (epizódok: 326 – 335)
Záródal
ADVENTURE WORLD – előadó: Delicatessen (epizódok: 264 – 278)
Family – előadó: az első 7 Szalmakalap kalóz szeijúje (epizódok: 279 – 283)
| #       | Epizód címe | Első japán sugárzás  |
| ------- | --- | -------------------- |
| 264     | Landing Operations Start! Charge in, Straw Hats! Dzsóriku Szakuszen Sidó! Mugivara Icsimi Tocunjú szejo! (上陸作戦始動! 麦わら一味突入せよ!; Hepburn: Jōriku Sakusen Shidō! Mugiwara Ichimi Totsunyū seyo!)                                                                  | 2006. május 21.      |
| 265     | Luffy Cuts Through! Big Showdown on the Judicial Island! Rufi Kai Singeki! Sihó no Sima de Dai Kesszen! (ルフィ快進撃! 司法の島で大決戦!!; Hepburn: Rufi Kai Shingeki! Shihō no Shima de Dai Kessen!)                                                                        | 2006. június 4.      |
| 266     | Battle Against Giants! Open the Second Gate! Kjodzsinzoku to no Kóbó! Dai Ni no Mon o Akero! (巨人族との攻防! 第2の門を開けろ!; Hepburn: Kyojinzoku to no Kōbō! Dai Ni no Mon o Akero!)                                                                                      | 2006. június 11.     |
| 267     | Find a Way Out! Rocketman Takes Flight! Kacuro o Hirake! Szora o Tobu Rokettoman! (活路を開け! 空を飛ぶロケットマン!; Hepburn: Katsuro o Hirake! Sora o Tobu Rokettoman!) | 2006. június 18.     |
| 268-269 | Catch Up with Luffy! The Straw Hats’ All-Out Battle Robin Betrayed! The Motive of the World Government! Rufi ni Oicuke! Mugivara Icsimi Szórjokuszen (ルフィに追いつけ! 麦わら一味総力戦) Uragira re ta Robin! Szekai Szeifu no Omovaku! (裏切られたロビン! 世界政府の思惑!) | 2006. június 25.     |
| 270     | Give Robin Back! Luffy vs. Blueno! Robin o Kaesze! Rufi vs. Burúno! (ロビンを返せ! ルフィvsブルーノ!; Hepburn: Robin o Kaese! Rufi vs. Burūno!) | 2006. július 2.      |
| 271     | Don’t Stop! Hoist the Counterattack Signal! Tacsidomaru na! Hangeki no Norosi o Agero! (立ち止まるな! 反撃の狼煙を上げろ!; Hepburn: Tachidomaru na! Hangeki no Noroshi o Agero!)                                                                                             | 2006. július 9.      |
| 272     | Almost to Luffy! Gather at the Courthouse Plaza! Rufi Mokuzen! Szaibansomae Hiroba e Súkecu sze jo (ルフィ目前! 裁判所前広場へ集結せよ; Hepburn: Rufi Mokuzen! Saibanshomae Hiroba e Shūketsu se yo)                                                                         | 2006. július 23.     |
| 273     | Everything is to Protect My Friends! Gear Second Activated! Szubete va Nakama o Mamoru Tame ni! Gia Szekando Hacudó (全ては仲間を守る為に! ギア2発動!; Hepburn: Subete wa Nakama o Mamoru Tame ni! Gia Sekando Hatsudō)                                                      | 2006. július 30.     |
| 274     | Give us your answer, Robin! The Straw Hats' Outcry! Kotaero Robin! Mugivara Icsimi no Szakebi!! (答えろロビン! 麦わら一味の叫び!!; Hepburn: Kotaero Robin! Mugiwara Ichimi no Sakebi!!)                                                                                      | 2006. augusztus 6.   |
| 275     | Robin's Past! The Girl was called a Devil! Robin no Kako! Akuma to Joba re ta Sódzso! (ロビンの過去! 悪魔と呼ばれた少女!; Hepburn: Robin no Kako! Akuma to Yoba re ta Shōjo!)                                                                                                | 2006. augusztus 13.  |
| 276     | Fated Mother and Daughter! The Mother's Name is Olvia! Sukumei no Ojako! Szono Haha no Na va Orubia! (宿命の母娘! その母の名はオルビア!; Hepburn: Shukumei no Oyako! Sono Haha no Na wa Orubia!)                                                                             | 2006. szeptember 10. |
| 277-278 | The Tragedy of Ohara! The Terror of the Buster Call! Say You Want to Live! We Are Your Friends!! Ohara no Higeki! Baszutá Kóru no Kjófu (オハラの悲劇! バスターコールの恐怖) Ikitai to Ie! Oretacsi va Nakama da!! (生きたいと言え! オレ達は仲間だ!!)                        | 2006. szeptember 24. |
| 279     | Jump Towards the Falls! Luffy's Feelings! Taki ni Mukatte Tobe! Rufi no Omoi!! (滝に向かって飛べ! ルフィの想い!!; Hepburn: Taki ni Mukatte Tobe! Rufi no Omoi!!) | 2006. október 1.     |
| —       | Straw Hat Theatre #1: Chopper Man Mugivara Gekidzsó Szono Icsi: Csopper Man (麦わら劇場その1「Chopper Man」; Hepburn: Mugiwara Gekijō Sono Ichi: Chopper Man) | 2006. október 1.     |
| 280     | The Ways of Men! Zoro's Techniques, Usopp's Dream! Otoko no Ikiszama! Zoro no Vaza Uszoppu no Jume (男の生き様! ゾロの業·ウソップの夢; Hepburn: Otoko no Ikisama! Zoro no Waza Usoppu no Yume)                                                                               | 2006. október 8.     |
| —       | Straw Hat Theatre #2: Report Time Mugivara Gekidzsó Szono Ni: Report Time (麦わら劇場その2「Report Time」; Hepburn: Mugiwara Gekijō Sono Ni: Report Time) | 2006. október 8.     |
| 281     | A Bond of Friendship Woven by Tears! Nami's World Map! Namida ga Cumui da Nakama no Kizuna! Nami no Szekai Csizu (涙が紡いだ仲間の絆! ナミの世界地図; Hepburn: Namida ga Tsumui da Nakama no Kizuna! Nami no Sekai Chizu)                                                    | 2006. október 15.    |
| —       | Straw Hat Theatre #3: Obahan Time Mugivara Gekidzsó Szono Szan: Obahan Time (麦わら劇場その3「Obahan Time」; Hepburn: Mugiwara Gekijō Sono San: Obahan Time) | 2006. október 15.    |
| 282     | Parting Builds a Man's Character! Sanji and Chopper! Vakare ga Otoko o Migaku! Szandzsi to Csoppá (別れが男を磨く! サンジとチョッパー; Hepburn: Wakare ga Otoko o Migaku! Sanji to Choppā)                                                                                   | 2006. október 22.    |
| —       | Straw Hat Theatre #4: No Respect Time Mugivara Gekidzsó Szono Jon: Dzsingi Nai Time (麦わら劇場その4「仁義ないTime」; Hepburn: Mugiwara Gekijō Sono Yon: Jingi Nai Time) | 2006. október 22.    |
| 283     | Everything is for Her Friends! Robin in the Darkness! Szubete va Nakama no Tame ni! Jami no Naka no Robin! (全ては仲間の為に! 闇の中のロビン!; Hepburn: Subete wa Nakama no Tame ni! Yami no Naka no Robin!)                                                                 | 2006. október 29.    |
| —       | Straw Hat Theatre #5: Monster Time Mugivara Gekidzsó Szono Go Monszter Time (麦わら劇場その5「Monster Time」; Hepburn: Mugiwara Gekijō Sono Go Monster Time) | 2006. október 29.    |
| 284     | I'm Not Gonna Hand Over the Blueprints! Franky's Decision! Szekkeizu va Vataszanai! Furankí no Kecudan (設計図は渡さない! フランキーの決断; Hepburn: Sekkeizu wa Watasanai! Furankī no Ketsudan)                                                                             | 2006. november 5.    |
| 285     | Obtain the 5 Keys! The Straw Hat Pirates vs. CP9! Icucu no Kage o Ubae! Mugivara Icsimi Tai CP9 (5つの鍵を奪え! 麦わら一味対CP9; Hepburn: Itsutsu no Kage o Ubae! Mugiwara Ichimi Tai CP9)                                                                                   | 2006. november 12.   |
| 286     | Devil Fruit Powers! Kaku and Jabra Transform! Akuma no Mi no Csikara! Kaku to Dzsabura Daihensin (悪魔の実の力! カクとジャブラ大変身; Hepburn: Akuma no Mi no Chikara! Kaku to Jabura Daihenshin)                                                                            | 2006. november 19.   |
| 287     | I Won't Kick Even If It Costs Me My Life! Sanji's Chivalry! Sin demo Keran! Szandzsi Otoko no Kisidó (死んでも蹴らん! サンジ男の騎士道!; Hepburn: Shin demo Keran! Sanji Otoko no Kishidō)                                                                                   | 2006. november 26.   |
| 288     | Fukurou's Miscalculation! My Cola is the Water of Life! Fukuró no Goszan! Ore no Kóra va Inocsi no Mizu (フクロウの誤算! 俺のコーラは命の水; Hepburn: Fukurō no Gosan! Ore no Kōra wa Inochi no Mizu)                                                                        | 2006. december 3.    |
| 289     | Zoro Busts Out a New Technique! The Sword's Name is Sniperking? Zoro Sinvaza Szakurecu! Katana no Na va Szogekingu? (ゾロ新技炸裂! 刀の名はそげキング?; Hepburn: Zoro Shinwaza Sakuretsu! Katana no Na wa Sogekingu?)                                                        | 2006. december 10.   |
| 290     | Uncontrollable! Chopper's Forbidden Rumble Szeigjo Funó! Csoppá Kindan no Ranburu! (制御不能! チョッパー禁断のランブル; Hepburn: Seigyo Funō! Choppā Kindan no Ranburu!) | 2006. december 17.   |
| 291     | Boss Luffy Returns! Is It a Dream or Reality? Lottery Ruckus! Rufi Ojabun Futatabi! Jume ga Avare ka Tomikudzsi Zódó (ルフィ親分再び! 夢か現か富くじ騒動; Hepburn: Rufi Oyabun Futatabi! Yume ga Aware ka Tomikuji Zōdō)                                                     | 2006. december 24.   |
| 292     | A Big Rice Cake Tossing Race at the Castle! Red Nose's Plot! Osiro de Mocsi Maki Dai Részu! Akai Hana no Inbó (お城で餅まき大レース! 赤い鼻の陰謀; Hepburn: Oshiro de Mochi Maki Dai Rēsu! Akai Hana no Inbō)                                                                | 2007. január 7.      |
| 293     | Bubble Master Kalifa! The Soap Trap Closes in on Nami! Avacukai Karifa! Nami ni Hakaru Szekken no Vana (泡使いカリファ! ナミに迫る石鹸の罠; Hepburn: Awatsukai Karifa! Nami ni Hakaru Sekken no Wana)                                                                        | 2007. január 14.     |
| 294     | Resounding Bad News! The Buster Call Invoked! Hibikivataru Kjóhó! Hacudó Baszutá Kóru! (響き渡る凶報! 発動バスターコール!; Hepburn: Hibikiwataru Kyōhō! Hatsudō Basutā Kōru!)                                                                                                | 2007. január 21.     |
| 295     | Five Namis? Nami Strikes Back With Mirages! Gonin no Nami? Hangeki va Sinkiró to Tomo ni! (5人のナミ? 反撃は蜃気楼とともに!; Hepburn: Gonin no Nami? Hangeki wa Shinkirō to Tomo ni!)                                                                                        | 2007. január 28.     |
| 296     | Nami's Decision! Fire at the Out-Of-Control Chopper! Nami no Kecudan! Bószó Csoppá o Ute! (ナミの決断! 暴走チョッパーを撃て!; Hepburn: Nami no Ketsudan! Bōsō Choppā o Ute!)                                                                                                 | 2007. február 4.     |
| 297     | Hunter Sanji Makes An Entrence? Elegy for a Lying Wolf! Garibito Szandzsi Tódzsó? Uszocuki Ókami ni Okuru Banka (狩人サンジ登場!? 嘘つき狼に贈る挽歌; Hepburn: Garibito Sanji Tōjō? Usotsuki Ōkami ni Okuru Banka)                                                           | 2007. február 11.    |
| 298     | Fiery Kicks! Sanji's Full Course of Foot Techniques! Sakunecu no Keri! Szandzsi Asivaza no Furukószu (灼熱の蹴り! サンジ足技のフルコース; Hepburn: Shakunetsu no Keri! Sanji Ashiwaza no Furukōsu)                                                                           | 2007. február 25.    |
| 299     | Fierce Sword Attacks! Zoro vs. Kaku, Powerful Sword Fighting Showdown! Hakudzsin no Mógeki! Zoro Tai Kaku Kjórjoku Szangeki Taikecu (白刃の猛襲! ゾロ対カク強力斬撃対決; Hepburn: Hakujin no Mōgeki! Zoro Tai Kaku Kyōryoku Sangeki Taiketsu)                                | 2007. március 4.     |
| 300     | Demon God Zoro! An Incarnation Of Asura Born From Fighting Spirit! Kisin Zoro! Kihaku ga Miszeta Asura no Kesin (鬼神ゾロ! 気迫が見せた阿修羅の化身; Hepburn: Kishin Zoro! Kihaku ga Miseta Ashura no Keshin)                                                                | 2007. március 11.    |
| 301     | Spandam Frightened! The Hero on the Tower of Law! Szpandamu Kjógo! Sihó no Tó ni Tacu Eijú (スパンダム驚愕! 司法の塔に立つ英雄; Hepburn: Spandamu Kyōgo! Shihō no Tō ni Tatsu Eiyū)                                                                                          | 2007. március 18.    |
| 302     | Robin Freed! Luffy vs. Lucci, Showdown Between Leaders! Robin Kaihó! Rufi Tai Rutcsi Csódzsó Kesszen (ロビン解放! ルフィ対ルッチ頂上決戦; Hepburn: Robin Kaihō! Rufi Tai Rutchi Chōjō Kessen)                                                                                | 2007. március 25.    |
| 303     | Boss Luffy is the Culprit? Track Down the Missing Great Cherry Tree! Hannin va Rufi Ojabun? Kieta Ózakura o Oe (犯人はルフィ親分? 消えた大桜を追え; Hepburn: Hannin wa Rufi Oyabun? Kieta Ōzakura o Oe)                                                                      | 2007. április 1.     |
| 304     | I Can't Protect Anyone Unless I Win! Gear Third Activated! Katenakja Dare mo Mamorenai! Gia Szado Sidó (勝てなきゃ誰も守れない! ギア3始動; Hepburn: Katenakya Dare mo Mamorenai! Gia Sado Shidō)                                                                             | 2007. április 8.     |
| 305     | Shivering Past! Dark Justice and Rob Lucci! Szenricu no Kako! Jami no Szeigi to Robu Rutcsi (戦慄の過去! 闇の正義とロブ·ルッチ; Hepburn: Senritsu no Kako! Yami no Seigi to Robu Rutchi)                                                                                     | 2007. április 15.    |
| 306     | A Mysterious Mermaid Appears? As Consciousness Fades Away... Maborosi no Ningjo Avareru? Uszure Juku Isiki no Naka de (幻の人魚現る? 薄れゆく意識のなかで; Hepburn: Maboroshi no Ningyo Awareru? Usure Yuku Ishiki no Naka de)                                               | 2007. április 22.    |
| 307     | Cannon Fire Sinks the Island! Franky's Lamentation! Hóka ni Sizumu Sima! Furankí Munen no Szakebi (砲火に沈む島! フランキー無念の叫び; Hepburn: Hōka ni Shizumu Shima! Furankī Munen no Sakebi)                                                                              | 2007. április 29.    |
| 308     | Wait for Luffy! Mortal Combat on the Bridge of Hesitation! Rufi o Mate! Tamerai no Hasi no Sitó! (ルフィを待て! ためらいの橋の死闘!; Hepburn: Rufi o Mate! Tamerai no Hashi no Shitō!)                                                                                       | 2007. május 6.       |
| 309     | Fists Full of Emotion! Luffy Unleashes Gatling with All His Might! Kobusi ni Kometa Omoi! Rufi Konsin no Gátoringu (拳に込めた想い! ルフィ渾身の銃乱打; Hepburn: Kobushi ni Kometa Omoi! Rufi Konshin no Gātoringu)                                                          | 2007. május 13.      |
| 310     | From the Sea, a Friend Arrives! The Straw Hats Share the Strongest Bond! Tomo, Umi Jori Kuru! Mugivara Icsimi Szaikjó no Kizuna (友, 海より来る! 麦わら一味最強の絆; Hepburn: Tomo, Umi Yori Kuru! Mugiwara Ichimi Saikyō no Kizuna)                                         | 2007. május 20.      |
| 311     | Everyone Makes a Great Escape! The Road to Victory is for the Pirates! Zen'in Dai Dasszucu! Sósa no Micsi va Kaizoku no Tame ni (全員大脱出! 勝者の道は海賊のために; Hepburn: Zen'in Dai Dasshutsu! Shōsha no Michi wa Kaizoku no Tame ni)                                   | 2007. május 27.      |
| 312     | Thank You, Merry! Snow Falls over the Parting Sea! Arigató Merí! Juki ni Kemuru Vakare no Umi (ありがとうメリー! 雪に煙る別れの海; Hepburn: Arigatō Merī! Yuki ni Kemuru Wakare no Umi)                                                                                      | 2007. június 3.      |
| 313     | Peace Interrupted! A Navy Vice Admiral with a Fist of Love! Jaburareta Anszoku! Ai no Kobusi o Mocu Kaigun Csúdzsó (破られた安息! 愛の拳を持つ海軍中将; Hepburn: Yaburareta Ansoku! Ai no Kobushi o Motsu Kaigun Chūjō)                                                      | 2007. június 10.     |
| 314     | The Strongest Family? Luffy's Father Revealed! Szaikjó no Kakei? Akaszareta Rufi no Csicsi! (最強の家系? 明かされたルフィの父!; Hepburn: Saikyō no Kakei? Akasareta Rufi no Chichi!)                                                                                         | 2007. június 17.     |
| 315     | Its Name Is The New World! The Fate of the Grand Line! Szono Na va Sin Szekai! Gurando Rain no Jukue (その名は新世界! 偉大なる航路の行方; Hepburn: Sono Na wa Shin Sekai! Gurando Rain no Yukue)                                                                             | 2007. június 24.     |
| 316     | Shanks Makes a Move! The Linchpin to the Reckless Era! Sankuszu Ugoku! Bószósuru Dzsidai e no Kuszabi (シャンクス動く! 暴走する時代への楔; Hepburn: Shankusu Ugoku! Bōsōsuru Jidai e no Kusabi)                                                                              | 2007. július 1.      |
| 317     | The Girl in Search of Her Yagara! Great Search in the City of Water! Jagara o Szagaszu Sódzso! Mizu no Mijako Daiszósaszen! (ヤガラを探す少女! 水の都大捜査線!; Hepburn: Yagara o Sagasu Shōjo! Mizu no Miyako Daisōsasen!)                                                  | 2007. július 8.      |
| 318     | Mothers are Strong! Zoro's Hectic Household Chores! Haha va Cujosi! Zoro no Dotabata Kadzsi Tecudai (母は強し! ゾロのドタバタ家事手伝い; Hepburn: Haha wa Tsuyoshi! Zoro no Dotabata Kaji Tetsudai)                                                                          | 2007. július 15.     |
| 319     | Sanji's Shock! Mysterious Old Man and His Super Yummy Cooking! Szandzsi Sógeki! Nazo no Dzsii-szan to Hageuma Rjóri (サンジ衝撃! 謎の爺さんと激ウマ料理; Hepburn: Sanji Shōgeki! Nazo no Jii-san to Hageuma Ryōri)                                                           | 2007. július 22.     |
| 320     | Everyone Finally Has A Bounty! A Pirate Group Worth Over Six Hundred Million! Cui ni Zen'in Sókinkubi! Rokuoku Koe no Icsimi! (ついに全員賞金首! 6億超えの一味!; Hepburn: Tsui ni Zen'in Shōkinkubi! Rokuoku Koe no Ichimi!)                                                 | 2007. augusztus 19.  |
| 321     | The King of Animals that Overlooks the Sea! The Dream Ship Magnificently Completed! Umi o Nozomu Hjakudzsú no Ó! Jume no Fune Dódó Kanszei! (海を臨む百獣の王! 夢の船堂々完成!; Hepburn: Umi o Nozomu Hyakujū no Ō! Yume no Fune Dōdō Kansei!)                               | 2007. augusztus 26.  |
| 322     | Goodbye My Dear Underlings! Franky Departs! Szaraba Itosiki Kobun-tacsi! Furankí Tacu (さらば愛しき子分達! フランキー発つ; Hepburn: Saraba Itoshiki Kobun-tachi! Furankī Tatsu)                                                                                              | 2007. szeptember 2.  |
| 323     | Departing the City of Water! Usopp Mans Up and Brings Closure to the Duel! Sukkó Mizu no Mijako! Otoko Uszoppu Kettó no Kedzsime (出港水の都! 男ウソップ決闘のケジメ; Hepburn: Shukkō Mizu no Miyako! Otoko Usoppu Kettō no Kejime)                                          | 2007. szeptember 9.  |
| 324     | Wanted Posters Make It Around the World! Celebrations in Their Hometowns as the Ship Moves Forward! Meguru Tehaiso! Kokjó va Odoru Fune va Szuszumu! (めぐる手配書! 故郷は踊る 船は進む!; Hepburn: Meguru Tehaisho! Kokyō wa Odoru Fune wa Susumu!)                          | 2007. szeptember 16. |
| 325     | The Most Heinous Power! Blackbeard's Darkness Attacks Ace! Szaikjó no Nórjoku! Észu o Oszou Kurohige no Jami (最凶の能力! エースを襲う黒ひげの闇; Hepburn: Saikyō no Nōryoku! Ēsu o Osou Kurohige no Yami)                                                                   | 2007. szeptember 23. |
| 326     | The Mysterious Band of Pirates! Sunny and the Dangerous Trap! Nazo no Kaizoku Go Icsigjó! Szaní-gó to Kikken na Vana (謎の海賊ご一行!サニー号と危険な罠; Hepburn: Nazo no Kaizoku Go Ichigyō! Sanī-gō to Kikken na Wana)                                                     | 2007. október 14.    |
| 327     | Sunny in a Pinch! Roar, Secret Superspeed Mecha! Szaní-gó Pincsi! Unare Csószoku no Himicu Meka (サニー号ピンチ!唸れ超速の秘密メカ; Hepburn: Sanī-gō Pinchi! Unare Chōsoku no Himitsu Meka)                                                                                  | 2007. október 21.    |
| 328     | The Dream Sinking in the New World! The Disillusioned Pirate, Puzzle! Sinszekai ni Sizumu Jume! Sicui no Kaizoku Pazúru (新世界に沈む夢!失意の海賊パズール; Hepburn: Shinsekai ni Shizumu Yume! Shitsui no Kaizoku Pazūru)                                                   | 2007. október 28.    |
| 329     | The Assassins Attack! The Great Battle on Ice Begins! Oszoi Kuru Sikaku-tacsi! Kóri Ue Daibatoru Kaisi (襲い来る刺客たち!氷上大バトル開始; Hepburn: Osoi Kuru Shikaku-tachi! Kōri Ue Daibatoru Kaishi)                                                                       | 2007. november 4.    |
| 330     | The Staw Hat’s Hard Battles! A Pirate Soul Risking It All for the Flag! Taikuszen Mugivara Icsimi! Hata ni Kakeru Kaizokudamasí (大苦戦麦わら一味!旗にかける海賊魂; Hepburn: Taikusen Mugiwara Ichimi! Hata ni Kakeru Kaizokudamashī)                                        | 2007. november 11.   |
| 331     | Hot Full Throttle! The Twin’s Magnetic Power Drawing Near! Acukurusisza Zenkai! Szemaru Futago no Dzsirjoku Pavá (暑苦しさ全開! 迫る双子の磁力パワー; Hepburn: Atsukurushisa Zenkai! Semaru Futago no Jiryoku Pawā)                                                          | 2007. november 18.   |
| 332     | TMansion of Great Chaos! The Enraged Don and the Captured Crew! Daikóran no Kan! Ikaru Don to Toravare no Icsimi (大混乱の館! 怒るドンと囚われの一味; Hepburn: Daikōran no Kan! Ikaru Don to Toraware no Ichimi)                                                             | 2007. november 25.   |
| 333     | The Return of the Phoenix! The Dream of the Pirate Flag Sworn to a Friend! Fusicsó Futatabi! Tomo ni Csikau Kaizokuki no Jume (不死鳥ふたたび! 友に誓う海賊旗の夢; Hepburn: Fushichō Futatabi! Tomo ni Chikau Kaizokuki no Yume)                                             | 2007. december 2.    |
| 334     | The Red Hot Decisive Battle! Luffy vs. The Scorching Don! Acu Acu Csókesszen! Rufi vs. Sakurecu no Don (アツアツ超決戦! ルフィvs灼熱のドン; Hepburn: Atsu Atsu Chōkessen! Rufi vs. Shakuretsu no Don)                                                                        | 2007. december 9.    |
| 335     | Waiting in the New World! Farewell to the Brave Pirates! Sinszekai de Macu! Iszamasiki Kaizoku to no Vakare (新世界で待つ! 勇ましき海賊との別れ; Hepburn: Shinsekai de Matsu! Isamashiki Kaizoku to no Wakare)                                                               | 2007. december 16.   |

| #   | Epizód címe | Első japán sugárzás |
| --- | --- | ------------------- |
| 336 | Chopperman to the Rescue! Protect the TV Station by the Shore! Sucudó Csoppáman! Mamore Nagisza no Terebi Kjoku (出動チョッパーマン! 守れ渚のTV局; Hepburn: Shutsudō Choppāman! Mamore Nagisa no Terebi Kyoku) | 2007. december 23.  |

### Tizedik évad (2008)
Nyitódal
Jungle P – előadó: 5050 (epizódok: 337 – 372)
We Are!〜Animéson vanpíszu 10-súnen Ver.〜 (ウィーアー!〜アニメーション ワンピース 10周年Ver.〜; Hepburn: Wī Ā!〜Animēshon wanpīsu 10-shūnen Ver.〜) – előadó: TVXQ (epizódok: 373 – 381)
| #   | Epizód címe | Első japán sugárzás  |
| --- | --- | -------------------- |
| 337 | Plunging into the Devil’s Sea! The Mysterious Skeleton Floating in the Fog! Ma no Umi Tocunjú! Kiri ni Ukabu Nazo no Gaikocu (魔の海突入! 霧に浮かぶ謎のガイコツ; Hepburn: Ma no Umi Totsunyū! Kiri ni Ukabu Nazo no Gaikotsu)             | 2008. január 6.      |
| 338 | The Joy of Seeing People! The Gentleman Skeleton’s True Identity! Hito ni Aeta Jorokobi! Gaikocu Sinsi no Sótai (人に逢えた喜び! ガイコツ紳士の正体; Hepburn: Hito ni Aeta Yorokobi! Gaikotsu Shinshi no Shōtai)                           | 2008. január 13.     |
| 339 | One Unnatural Phenomenon After the Next! Disembarking on Thriller Bark! Kai Gensó Zokuzoku! Szurirábáku Dzsóriku (怪現象ぞくぞく! スリラーバーク上陸; Hepburn: Kai Genshō Zokuzoku! Surirābāku Jōriku)                                     | 2008. január 20.     |
| 340 | The Man Called a Genius! Hogback Makes His Appearance! Tenszai to Jobareta Otoko! Hogubakku Avararu! (天才と呼ばれた男! ホグバック現る!; Hepburn: Tensai to Yobareta Otoko! Hogubakku Awararu!)                                            | 2008. január 27.     |
| 341 | "Nami’s in a Major Pinch! The Zombie Mansion and the Invisible Man! Nami Daipincsi! Zonbi Jasiki to Tómei Ningen (ナミ大ピンチ! ゾンビ屋敷と透明人間; Hepburn: Nami Daipinchi! Zonbi Yashiki to Tōmei Ningen)                              | 2008. február 3.     |
| 342 | The Zombie’s Secret! Hogback’s Nightmarish Laboratory! Zonbi no Nazo! Akumu no Hogubakku Kenkjúso (ゾンビの謎! 悪夢のホグバック研究所; Hepburn: Zonbi no Nazo! Akumu no Hogubakku Kenkyūsho)                                               | 2008. február 10.    |
| 343 | His Name is Moria! The Great Shadow-Seizing Pirate's Trap! Szono Na va Moria! Kage o Nigiru Daikaizoku no Vana (その名はモリア! 影を握る大海賊の罠; Hepburn: Sono Na wa Moria! Kage o Nigiru Daikaizoku no Wana)                           | 2008. február 17.    |
| 344 | Feast of the Zombie Song! The Night Raid's Bell is the Sound of Darkness! Zonbi Szongu no Kjóen! Jócsi no Kane va Jami no Oto (ゾンビ歌の饗宴! 夜討ちの鐘は闇の音; Hepburn: Zonbi Songu no Kyōen! Yōchi no Kane wa Yami no Oto)            | 2008. február 24.    |
| 345 | A Bunch of Animals? Perona's Wonder Garden! Dóbucu Ippai? Peróna no Vandágáden (動物いっぱい? ペローナの不思議の庭; Hepburn: Dōbutsu Ippai? Perōna no Wandāgāden)                                                                          | 2008. március 2.     |
| 346 | The Vanishing Straw Hat Crew! A Mysterious Swordsman Appears! Kieru Mugivara Icsimi! Aravareta Nazo no Kensi! (消える麦わら一味! 現れた謎の剣士!; Hepburn: Kieru Mugiwara Ichimi! Arawareta Nazo no Kenshi!)                               | 2008. március 9.     |
| 347 | Chivalry Remains! The Traitorous Zombie Protects Nami! Nokoru Kisidó! Nami o Mamoru Uragiri Zonbi (残る騎士道! ナミを守る裏切りゾンビ; Hepburn: Nokoru Kishidō! Nami o Mamoru Uragiri Zonbi)                                               | 2008. március 16.    |
| 348 | Appearing from the Sky! That Man Is the Humming Swordsman! Szora kara Szandzsó! Kenkjó Hanauta va Ano Otoko! (空から参上! 剣狭ハナウタはあの男!; Hepburn: Sora kara Sanjō! Kenkyō Hanauta wa Ano Otoko!)                                   | 2008. március 23.    |
| 349 | Luffy's Emergency Situation! The Ultimate Shadow's Destination! Rufi Kinkjúdzsitai! Szaikjó no Kage no Ikiszaki! (ルフィ緊急事態! 最強の影の行き先!; Hepburn: Rufi Kinkyūjitai! Saikyō no Kage no Ikisaki!)                                | 2008. március 30.    |
| 350 | The Warrior Known As the "Devil"!! The Moment of Oars' Revival Madzsin to Jobareta Szensi!! Ózu Fukkacu no Toki (魔人と呼ばれた戦士!! オーズ復活の時; Hepburn: Majin to Yobareta Senshi!! Ōzu Fukkatsu no Toki)                            | 2008. április 20.    |
| 351 | Awakening After 500 Years!! Oars Opens His Eyes!! Gohjakunen Buri no Mezame!! Ózu Kaigan!! (500年ぶりの目覚め!! オーズ開眼!!; Hepburn: Gohyakunen Buri no Mezame!! Ōzu Kaigan!!)                                                           | 2008. április 27.    |
| 352 | A Belief Worth Begging to Live for!! Brook Defends His Afro Sinnen no Inocsigoi!! Afuro o Mamoru Burukku (信念の命乞い!! アフロを守るブルック; Hepburn: Shinnen no Inochigoi!! Afuro o Mamoru Burukku)                                     | 2008. május 4.       |
| 353 | A Man's Promise Never Dies!! To the Friend Waiting Under the Distant Sky Otoko no Csikai va Sinazu!! Tói Szora de Macu Tomo e (男の誓いは死なず!! 遠い空で待つ友へ; Hepburn: Otoko no Chikai wa Shinazu!! Tōi Sora de Matsu Tomo e)        | 2008. május 11.      |
| 354 | I Swear to Go See Him! Brook and the Cape of Promise Kanarazu Ai ni Iku!! Burukku to Jakuszoku no Miszaki (必ず会いに行く!! ブルックと約束の岬; Hepburn: Kanarazu Ai ni Iku!! Burukku to Yakusoku no Misaki)                               | 2008. május 18.      |
| 355 | Food, Nami and Shadows!! Luffy's Enraged Counterattack Mesi to Nami to Kage!! Luffi Ikari no Daihangeki (メシとナミと影!! ルフィ怒りの大反撃; Hepburn: Meshi to Nami to Kage!! Luffi Ikari no Daihangeki)                                  | 2008. május 25.      |
| 356 | Usopp's the Strongest? Leave Anything Negative to Him Uszoppu Szaikjó? Negateibu va Makaszetoke (ウソップ最強? ネガティブは任せとけ; Hepburn: Usoppu Saikyō? Negateibu wa Makasetoke)                                                      | 2008. június 1.      |
| 357 | The General Zombies Are Down in a Flash!! Oars Feels Like an Adventure!! Dzseneraru Zonbi Sunszecu!! Ózu va Bóken Kibun!! (将軍ゾンビ瞬殺!! オーズは冒険気分!!; Hepburn: Jeneraru Zonbi Shunsetsu!! Ōzu wa Bōken Kibun!!)                  | 2008. június 8.      |
| 358 | Blazing Knight Sanji!! Kick Down the Fake Wedding Honó no Naito Szandzsi!! Keri Cubusze Icuvari no Kjosiki (炎の騎士サンジ!! 蹴り潰せの偽り挙式; Hepburn: Honō no Naito Sanji!! Keri Tsubuse Itsuwari no Kyoshiki)                         | 2008. június 15.     |
| 359 | A Clear-Clear History? Sanji's Stolen Dream Szuke Szuke no Innen? Ubavareta Szandzsi no Jume (スケスケの因縁? 奪われたサンジの夢; Hepburn: Suke Suke no Innen? Ubawareta Sanji no Yume)                                                    | 2008. június 22.     |
| 360 | Save Me, Hero!! My Enemy Is the Immortal Princess Taszukete Híró!! Teki va Fudzsimi no Purinszesu (助けて英雄!! 敵は不死身のプリンセス; Hepburn: Tasukete Hīrō!! Teki wa Fujimi no Purinsesu)                                              | 2008. június 29.     |
| 361 | Perona Is Terrified!! Usopp and Untruthful Share the Same "U" Perona Kjófu!! Uszo no U va Uszoppu no U (ペローナ恐怖!! 嘘のウはウソップのウ; Hepburn: Perona Kyōfu!! Uso no U wa Usoppu no U)                                              | 2008. július 6.      |
| 362 | Slashes Dancing On the Rooftop!! Zoro vs. Ryuma's Showdown Jane ni Mau Zangeki!! Ketcsaku Zoro VS Rjúma (屋根に舞う斬撃!! 決着ゾロVSリューマ; Hepburn: Yane ni Mau Zangeki!! Ketchaku Zoro VS Ryūma)                                       | 2008. július 13.     |
| 363 | Chopper Is Furious!! Hogback's Evil Medical Practices Csoppá Gekido!! Hogubakku Ma no Idzsucu (チョッパー激怒!! ホグバック魔の医術; Hepburn: Choppā Gekido!! Hogubakku Ma no Ijutsu)                                                       | 2008. július 20.     |
| 364 | Oars Roars! Come Out, Straw Hat Crew Ózu Hoeru!! Dete Koi Mugivara no Icsimi (オーズ吼える!! 出て来い麦わらの一味; Hepburn: Ōzu Hoeru!! Dete Koi Mugiwara no Ichimi)                                                                       | 2008. augusztus 3.   |
| 365 | Luffy Is the Enemy! The Ultimate Zombie vs. The Straw Hat Crew Teki va Rufi!! Szaikjó Zonbi tai Mugivara no Icsimi (敵はルフィ!! 最強ゾンビ対麦わらの一味; Hepburn: Teki wa Rufi!! Saikyō Zonbi tai Mugiwara no Ichimi)                    | 2008. augusztus 10.  |
| 366 | You're Going Down, Absalom!! Nami's Lightning Attack of Friendship!! Taorero Abuszaromu!! Nami Júdzsó no Raigeki!! (倒れろアブサロム!! ナミ友情の雷撃!!; Hepburn: Taorero Abusaromu!! Nami Yūjō no Raigeki!!)                              | 2008. augusztus 17.  |
| 367 | Knock Him Down!! Special Attack: Straw Hat Docking? Ubae Daun!! Hisszacu Mugivara Dokkingu? (奪えダウン!! 必殺麦わらドッキング?; Hepburn: Ubae Daun!! Hissatsu Mugiwara Dokkingu?)                                                         | 2008. augusztus 24.  |
| 368 | The Silent Assault!! The Mysterious Visitor, Tyrant Kuma Asioto Naki Súrai!! Nazo no Bómonsa: Bókun Kuma (足音なき襲来!! 謎の訪問者–暴君くま; Hepburn: Ashioto Naki Shūrai!! Nazo no Bōmonsha: Bōkun Kuma)                                 | 2008. augusztus 31.  |
| 369 | Oars + Moria! The Most Heinous Combination of Brains and Brawn Ózu Puraszu Moria – Csikara to Zunó no Szaikjó Gattai (オーズ+モリア 力と頭脳の最強合体; Hepburn: Ōzu Purasu Moria – Chikara to Zunō no Saikyō Gattai)                      | 2008. szeptember 7.  |
| 370 | The Secret Plan to Turn the Tables! Nightmare Luffy Makes His Appearance Gjakuten e no Hiszaku – Naitomea Rufi Kenzan (逆転への秘策 ナイトメア•ルフィ見参; Hepburn: Gyakuten e no Hisaku – Naitomea Rufi Kenzan)                           | 2008. szeptember 14. |
| 371 | The Straw Hat Crew Gets Wiped Out! The Shadow-Shadow's Powers in Full Swing Kaimecu, Mugivara Icsimi – Kage Kage no Csikara Zenkai (壊滅, 麦わら一味 カゲカゲの能力全開; Hepburn: Kaimetsu, Mugiwara Ichimi – Kage Kage no Chikara Zenkai) | 2008. szeptember 21. |
| 372 | The Incredible Battle Starts! Luffy vs Luffy Csózecu Batoru Szutáto! Rufi Tai Rufi (超絶バトルスタート! ルフィVSルフィ; Hepburn: Chōzetsu Batoru Sutāto! Rufi Tai Rufi)                                                                    | 2008. szeptember 28. |
| 373 | The End of the Battle Is Nigh! Pound in the Finishing Move Ketcsaku Szemaru! Tatakikome, Todome no Icsigeki (決着迫る! たたき込め, とどめの一撃; Hepburn: Ketchaku Semaru! Tatakikome, Todome no Ichigeki)                                 | 2008. október 5.     |
| 374 | Our Bodies Vanish! The Morning Sun Shines On the Nightmarish Island! Karada ga Kieru! Akumu no Sima ni Szaszu Aszahi! (肉体が消える! 悪夢の島に射す朝日!; Hepburn: Karada ga Kieru! Akumu no Shima ni Sasu Asahi!)                         | 2008. október 12.    |
| 375 | Not Out of Danger Yet! Orders to Annihilate the Straw Hat Crew Ovaranai Kiki! Mugivara Icsimi Masszacu Sirei (終わらない危機! 麦わら一味抹殺指令; Hepburn: Owaranai Kiki! Mugiwara Ichimi Massatsu Shirei)                                 | 2008. október 19.    |
| 376 | It Repels Everything! Kuma’s Paw-Paw Power! Szubete o Hadzsiku Kuma no Nikju Nikju no Nórjoku (すべてを弾くくまのニキュニキュの能力; Hepburn: Subete o Hajiku Kuma no Nikyu Nikyu no Nōryoku)                                              | 2008. november 9.    |
| 377 | The Pain of My Crewmates Is My Pain! Zoro's Desperate Fight! Nakama no Itami va Vaga Itami – Zoro Kesszi no Tatakai (仲間の痛みは我が痛みゾロ決死の戦い; Hepburn: Nakama no Itami wa Waga Itami – Zoro Kesshi no Tatakai)                  | 2008. november 16.   |
| 378 | The Promise from a Distant Day! The Pirates' Song and a Small Whale! Tói Hi no Jakuszoku – Kaizoku no Uta to Csísza na Kudzsira (遠い日の約束 海賊の唄と小さなクジラ; Hepburn: Tōi Hi no Yakusoku – Kaizoku no Uta to Chīsa na Kujira)     | 2008. november 23.   |
| 379 | Brook's Past! A Sad Farewell with His Cheerful Comrade! Burukku no Kako – Jóki na Nakama Kanasiki Vakare (ブルックの過去 陽気な仲間悲しき別れ; Hepburn: Burukku no Kako – Yōki na Nakama Kanashiki Wakare)                                 | 2008. november 30.   |
| 380 | Bink's Booze! The Song that Connects the Past with the Present! Binkuszu no Szake – Kako to Ima o Cunagu Uta (ビンクスの酒 過去と現在をつなぐ唄; Hepburn: Binkusu no Sake – Kako to Ima o Tsunagu Uta)                                     | 2008. december 7.    |
| 381 | A New Crewmate! The Musician, Humming Brook! Aratana Nakama! Ongakuka – Hanauta no Burukku (新たな仲間! 音楽家·鼻唄のブルック; Hepburn: Aratana Nakama! Ongakuka – Hanauta no Burukku)                                                     | 2008. december 14.   |

### Tizenegyedik évad (2008–2009)
Nyitódal
We Are!〜Animéson vanpíszu 10-súnen Ver.〜 (ウィーアー!〜アニメーション ワンピース 10周年Ver.〜; Hepburn: Wī Ā!〜Animēshon wanpīsu 10-shūnen Ver.〜) – előadó: TVXQ (epizódok: 382 – 394)
Share The World – előadó: TVXQ (epizódok: 395 – 425)
| #   | Epizód címe | Első japán sugárzás |
| --- | --- | ------------------- |
| 382 | Slow Slow Menace – Return of Foxy the Silver Fox Noro Noro no Kjói – Gingicune no Fokusí Futatabi (ノロノロの脅威 銀狐のフォクシー再び; Hepburn: Noro Noro no Kyōi – Gingitsune no Fokushī Futatabi)                             | 2008. december 21.  |
| 383 | The Great Treasure Contest! Collapse! The Spa Island Otakara Daiszódacuszen! Hókai! Szupa Airando-gó (お宝大争奪戦! 崩壊! スパアイランド号; Hepburn: Otakara Daisōdatsusen! Hōkai! Supa Airando-gō)                              | 2008. december 28.  |
| 384 | Brook's Hard Struggle – The Difficult Path to Becoming a True Crewmate? Burukku Daifuntó – Sin no Nakama e no Micsi Kevasi? (ブルック大奮闘 真の仲間への道険し?; Hepburn: Burukku Daifuntō – Shin no Nakama e no Michi Kewashi?) | 2009. január 11.    |
| 385 | Arriving at Halfway Through the Grand Line! The Red Line Gurand Rain Hansú Tótacu! Reddo Rain (偉大なる航路半周到達! 赤い土の大陸; Hepburn: Gurand Rain Hanshū Tōtatsu! Reddo Rain)                                              | 2009. január 18.    |
| 386 | Hatred of the Straw Hat Crew – Enter Iron Mask Duval Mugivara Icsimi Nikusi – Tekkamen no Djubaru Tódzsó (麦わら一味憎し 鉄仮面のデュバル登場; Hepburn: Mugiwara Ichimi Nikushi – Tekkamen no Dyubaru Tōjō)                      | 2009. január 25.    |
| 387 | The Fated Reunion! Save the Imprisoned Fish-man Innen no Szaikai! Toravare no Gjodzsin o Szukuidasze (因縁の再会! 囚われの魚人を救い出せ; Hepburn: Innen no Saikai! Toraware no Gyojin o Sukuidase)                              | 2009. február 1.    |
| 388 | Tragedy! The Truth of the Unmasked Duval Higeki! Kamen ni Kakuszareta Djubaru no Sindzsicu (悲劇! 仮面に隠されたデュバルの真実; Hepburn: Higeki! Kamen ni Kakusareta Dyubaru no Shinjitsu)                                       | 2009. február 8.    |
| 389 | Explosion! The Sunny's Super Secret Weapon: Gaon Cannon Szakurecu! Szaní-gó no Csóhimicu Heiki Gaon Hó (炸裂! サニー号の超秘密兵器ガオン砲; Hepburn: Sakuretsu! Sanī-gō no Chōhimitsu Heiki Gaon Hō)                             | 2009. február 15.   |
| 390 | Landing to Get to Fish-man Island – The Sabaody Archipelago Gjodzsintó o Mokusisite Dzsóriku – Sabondi Sotó (魚人島を目指して上陸 シャボンディ諸島; Hepburn: Gyojintō o Mokushishite Jōriku – Shabondi Shotō)                    | 2009. február 22.   |
| 391 | Tyranny! The Rulers of Sabaody, the Celestial Dragons Bógjaku! Sabondi no Sihaisa Tenrjúbito (暴虐! シャボンディの支配者天竜人; Hepburn: Bōgyaku! Shabondi no Shihaisha Tenryūbito)                                              | 2009. március 1.    |
| 392 | New Rivals Gather! The 11 Supernovas Aratana Raibaru Súkecu! Dzsúicsinin no Csósinszei (新たなライバル集結! 11人の超新星; Hepburn: Aratana Raibaru Shūketsu! Jūichinin no Chōshinsei)                                            | 2009. március 8.    |
| 393 | The Target is Camie! The Looming Clutches of a Professional Kidnapper Hjóteki va Keimí!! Szemaru Hitoszarai-ja no Masu (標的はケイミー!! 迫る人攫い屋の魔手; Hepburn: Hyōteki wa Keimī!! Semaru Hitosarai-ya no Mashu)           | 2009. március 15.   |
| 394 | Rescue Camie! The Archipelago’s Lingering Dark History Keimí o Szukue – Sotó ni Nokoru Ankoku no Rekisi (ケイミーを救え 諸島に残る暗黒の歴史; Hepburn: Keimī o Sukue – Shotō ni Nokoru Ankoku no Rekishi)                        | 2009. március 29.   |
| 395 | Time Limit – The Human Auction Begins Taimu Rimitto – Hjúman Ókuson Kaimaku (タイムリミット 人間オークション開幕; Hepburn: Taimu Rimitto – Hyūman Ōkushon Kaimaku)                                                               | 2009. április 5.    |
| 396 | The Fist Explodes! Destroy the Auction Tekken Szakurecu! Ókuson o Butcubusze (鉄拳炸裂! オークションをぶっつぶせ; Hepburn: Tekken Sakuretsu! Ōkushon o Buttsubuse)                                                               | 2009. április 12.   |
| 397 | Major Panic! Desperate Struggle at the Auction House Dai Panikku! Ókuson Kaidzsó no Sitó (大パニック! オークション会場の死闘; Hepburn: Dai Panikku! Ōkushon Kaijō no Shitō)                                                      | 2009. április 19.   |
| 398 | Admiral Kizaru Takes Action! Sabaody Archipelago Thrown into Chaos Taisó Kizaru Ugoku! Szózen Sabondi Sotó (大将黄猿動く! 騒然シャボンディ諸島; Hepburn: Taishō Kizaru Ugoku! Sōzen Shabondi Shotō)                              | 2009. április 26.   |
| 399 | Break Through the Siege! The Navy vs. the Three Captains Hóim Ami o Toppaszejo! Kaigun VS Sannin no Szencsó (包囲網を突破せよ! 海軍VS三人の船長; Hepburn: Hōim Ami o Toppaseyo! Kaigun VS Sannin no Senchō)                      | 2009. május 3.      |
| 400 | Roger and Rayleigh – the King of the Pirates and His Right Hand Man Rodzsá to Reirí – Kaizoku Ó to szono Migiude (ロジャーとレイリー 海賊王とその右腕; Hepburn: Rojā to Reirī – Kaizoku Ō to sono Migiude)                       | 2009. május 10.     |
| 401 | No Escape!? Admiral Kizaru’s Light Speed Kick!! Kaihi Fukanó!? Taisó Kizaru no Kószoku no Keri (回避不可能!? 大将黄猿の光速の蹴り; Hepburn: Kaihi Fukanō!? Taishō Kizaru no Kōsoku no Keri)                                      | 2009. május 17.     |
| 402 | Overwhelming! The Navy’s Fighting Weapons, the Pacifistas Attóteki! Kaigun no Szentó Heiki Pasifiszuta (圧倒的! 海軍の戦闘兵器パシフィスタ; Hepburn: Attōteki! Kaigun no Sentō Heiki Pashifisuta)                                | 2009. május 24.     |
| 403 | An Even Stronger Enemy Appears! The Battle Axe-Carrying Sentomaru Szaranaru Kjóteki Aravaru! Maszakari Kacuida Szentómaru (さらなる強敵現る! 鉞かついだ戦桃丸; Hepburn: Saranaru Kyōteki Arawaru! Masakari Katsuida Sentōmaru)   | 2009. május 31.     |
| 404 | Admiral Kirazu's Fierce Assault! The Straw Hats Face Certain Death! Taisó Kizaru no Mókó – Mugivara Icsimi Zettaizecumei! (大将黄猿の猛攻 麦わら一味絶体絶命!; Hepburn: Taishō Kizaru no Mōkō – Mugiwara Ichimi Zettaizetsumei!) | 2009. június 7.     |
| 405 | Eliminated Friends – The Final Day of the Straw Hat Crew Kieszareta Nakama-tacsi – Mugivara Icsimi Szaigo no Hi (消された仲間たち 麦わら一味最後の日; Hepburn: Kiesareta Nakama-tachi – Mugiwara Ichimi Saigo no Hi)             | 2009. június 14.    |
| 406 | Feudal Era Side Story – Boss Luffy Appears Again Dzsidaigeki Tokubecu Hen – Rufi-Ojabun Futatabi Kenzan (時代劇特別編 ルフィ親分再び見参; Hepburn: Jidaigeki Tokubetsu Hen – Rufi-Oyabun Futatabi Kenzan)                        | 2009. június 21.    |
| 407 | Feudal Era Side Story – Defeat Thriller Company's Trap Dzsidaigeki Tokubecu Hen – Jabure! Szurirá Sókai no Vana (時代劇特別編 破れ! スリラー商会の罠; Hepburn: Jidaigeki Tokubetsu Hen – Yabure! Surirā Shōkai no Wana)          | 2009. június 28.    |

### Tizenkettedik évad (2009)
Nyitódal
Share The World – előadó: TVXQ (epizódok: 395 – 425)
Kaze o Szagasite (風をさがして; Hepburn-átírással: Kaze o Sagashite?) – előadó: Yaguchi Mari és Straw Hat (epizódok: 426 – 458)
| #   | Epizód címe | Első japán sugárzás  |
| --- | --- | -------------------- |
| 408 | Landing! The All-Female Island, Amazon Lily Dzsóriku! Dansi Kinszei no Sima Amazon Rirí (上陸! 男子禁制の島アマゾン·リリー; Hepburn: Jōriku! Danshi Kinsei no Shima Amazon Rirī)                                                                               | 2009. július 5.      |
| 409 | Hurry Back to Your Friends! The Maiden Island Adventure Iszoge! Nakama no Moto e – Njógasima no Bóken (急げ! 仲間のもとへ 女ヶ島の冒険; Hepburn: Isoge! Nakama no Moto e – Nyōgashima no Bōken)                                                                | 2009. július 12.     |
| 410 | Everyone Falls in Love! Pirate Empress Hancock Minna Meromero! Kaizoku Dzsotei Hankokku (みんなメロメロ! 海賊女帝ハンコック; Hepburn: Minna Meromero! Kaizoku Jotei Hankokku)                                                                                  | 2009. július 19.     |
| 411 | The Secret Hidden on the Backs – Luffy and the Snake Princess Meet Szenaka ni Kakuszareta Himicu – Szógú Rufi to Hebihime (背中に隠された秘密 遭遇ルフィと蛇姫; Hepburn: Senaka ni Kakusareta Himitsu – Sōgū Rufi to Hebihime)                                 | 2009. augusztus 2.   |
| 412 | Heartless Judgment! Margaret is Turned to Stone!! Hidzsó no Szabaki! Isi ni Szareta Mágaretto!! (非情の裁き! 石にされたマーガレット!!; Hepburn: Hijō no Sabaki! Ishi ni Sareta Māgaretto!!)                                                                    | 2009. augusztus 9.   |
| 413 | A Difficult Fight for Luffy! The Snake Sisters' Haki Power!! Rufi Daikuszen! Hebi Simai no Haki no Csikara!! (ルフィ第苦戦! ヘビ姉妹の覇気の力!!; Hepburn: Rufi Daikusen! Hebi Shimai no Haki no Chikara!!)                                                    | 2009. augusztus 16.  |
| 414 | All-Out Special Power Battle!! Gum-Gum vs. Snake-Snake Nórjoku Zenkai Batoru!! Gomu Gomu vs. Hebi Hebi (能力全開バトル!! ゴムゴムVSヘビヘビ; Hepburn: Nōryoku Zenkai Batoru!! Gomu Gomu vs. Hebi Hebi)                                                         | 2009. augusztus 23.  |
| 415 | Hancock's Confession – The Sisters' Abhorrent Past Hankokku no Kokuhaku – Simai no Imavasiki Kako (ハンコックの告白 姉妹の忌まわしき過去; Hepburn: Hankokku no Kokuhaku – Shimai no Imawashiki Kako)                                                           | 2009. augusztus 30.  |
| 416 | Saving Ace! The Next Stop: the Great Prison! Észu o Szukue! Arata na Mokutekicsi va Daikangoku (エースを救え! 新たな目的地は大監獄; Hepburn: Ēsu o Sukue! Arata na Mokutekichi wa Daikangoku)                                                                  | 2009. szeptember 6.  |
| 417 | Love is a Hurricane! Love-Love Hancock! Koi va Harikén! Meromero Hankokku (恋はハリケーン! メロメロハンコック; Hepburn: Koi wa Harikēn! Meromero Hankokku) | 2009. szeptember 13. |
| 418 | The Friends' Whereabouts – The Science of Weather and the Mechanical Island Nakama-tacsi no Jukue – Tenkó no Kagaku to Karakurisima (仲間達の行方 天候の科学とからくり島; Hepburn: Nakama-tachi no Yukue – Tenkō no Kagaku to Karakurishima)                   | 2009. szeptember 20. |
| 419 | The Friends' Whereabouts! An Island of Giant Birds and a Pink Paradise! Nakama-tacsi no Jukue – Kjódori no Sima to Momoiro no Rakuen! (仲間達の行方 巨鳥の島と桃色の楽園!; Hepburn: Nakama-tachi no Yukue – Kyōdori no Shima to Momoiro no Rakuen!)            | 2009. szeptember 27. |
| 420 | The Friends' Whereabouts – Bridging the Islands and Vicious Vegetations! Nakama-tacsi no Jukue – Sima o Cunagu Hasi to Sokudzsin Sokubucu (仲間達の行方 島をつなぐ橋と食人植物; Hepburn: Nakama-tachi no Yukue – Shima o Tsunagu Hashi to Shokujin Shokubutsu) | 2009. október 4.     |
| 421 | The Friends' Whereabouts! A Princess Negativity and the King of Demons! Nakama-tacsi no Jukue – Negatibu Purinszesu to Akumaó (仲間達の行方 ネガティブ王女と悪魔王; Hepburn: Nakama-tachi no Yukue – Negatibu Purinsesu to Akumaō)                             | 2009. október 11.    |

### Tizenharmadik évad (2009–2010)
Nyitódal
Share The World – előadó: TVXQ (epizódok: 395 – 425)
Kaze o Szagasite (風をさがして; Hepburn: Kaze o Sagashite) – előadó: Yaguchi Mari és Straw Hat (epizódok: 426 – 458)
| #   | Epizód címe | Első japán sugárzás |
| --- | --- | ------------------- |
| 422 | A Deadly Infiltration! The Underwater Prison Impel Down! Kesszi no Szennjú! Kaitei Kangoku Inperu Daun (決死の潜入! 海底監獄インペルダウン; Hepburn: Kesshi no Sennyū! Kaitei Kangoku Inperu Daun)                                                     | 2009. október 18.   |
| 423 | A Reunion in Hell?! The Man Who Ate the Chop-Chop Fruit! Dzsigoku de Szaikai!? Bara Bara no Mi no Nórjokusa! (地獄で再会!? バラバラの実の実力者!; Hepburn: Jigoku de Saikai!? Bara Bara no Mi no Nōryokusha!)                                          | 2009. október 25.   |
| 424 | Break Through the Crimson Hell! Buggy's Chaos-Inducing Plan! Jabure! Guren Dzsigoku – Bagí no Dohade Daiszakuszen (破れ! 紅蓮地獄 バギーのド派手大作戦; Hepburn: Yabure! Guren Jigoku – Bagī no Dohade Daisakusen)                                     | 2009. november 1.   |
| 425 | The Strongest Man in the Prison! Poison Man Magellan Appears! Kangoku Szaikjó no Otoko! Doku Ningen Mazeran Tódzsó (監獄最強の男! 毒人間マゼラン登場; Hepburn: Kangoku Saikyō no Otoko! Doku Ningen Mazeran Tōjō)                                      | 2009. november 8.   |
| 426 | A Special Presentation Related to the Movie! A Gold Lion's Ambition on the Move! Eiga Rendó Szupesaru – Ugokidaszu Kindzsisi no Jabó (映画連動特別編 動き出す金獅子の野望; Hepburn: Eiga Rendō Supesharu – Ugokidasu Kinjishi no Yabō)                 | 2009. november 15.  |
| 427 | A Special Presentation Related to the Movie! Little East Blue in Danger! Eiga Rendó Szupesaru – Neravareta Ritoru Íszuto Burú (映画連動特別編 狙われた小さな東の海; Hepburn: Eiga Rendō Supesharu – Nerawareta Ritoru Īsuto Burū)                      | 2009. november 22.  |
| 428 | A Special Presentation Related to the Movie! The Fierce Onslaught of the Amigo Pirates! Eiga Rendó Szupesaru – Amígo Kaizoku-dan no Mókó (映画連動特別編 アミーゴ海賊団の猛攻; Hepburn: Eiga Rendō Supesharu – Amīgo Kaizoku-dan no Mōkō)              | 2009. november 29.  |
| 429 | A Special Presentation Related to the Movie! Luffy vs. Largo – The Battle is On! Eiga Rendó Szupesaru – Kesszen! Rufi VS Rarugo (映画連動特別編 決戦! ルフィVSラルゴ; Hepburn: Eiga Rendō Supesharu – Kessen! Rufi VS Rarugo)                          | 2009. december 6.   |
| 430 | A Warlord in Prison! Jimbei the First Son of the Sea! Toravare no Óka Sicsibukai! Kaikjó no Dzsinbé (囚われの王下七武海! 海侠のジンベエ; Hepburn: Toraware no Ōka Shichibukai! Kaikyō no Jinbē)                                                        | 2009. december 13.  |
| 431 | Chief Jailer Saldeath's Trap! Level 3 – Starvation Hell! Róbancsó Szarudeszu no Vana – Reberu Szurí Kiga Dzsigoku (牢番長サルデスの罠 LV.3飢餓地獄; Hepburn: Rōbanchō Sarudesu no Wana – Reberu Surī Kiga Jigoku)                                      | 2009. december 20.  |
| 432 | The Unleashed Swan! A Reunion with Bon Clay! Tokihanatareta Szuvan! Szaikai! Bon Kuré (解き放たれた白鳥! 再会! ボン・クレー; Hepburn: Tokihanatareta Suwan! Saikai! Bon Kurē)                                                                          | 2009. december 27.  |
| 433 | Warden Magellan's Strategy! Straw Hat Entrapment Completed! Socsó Mazeran Ugoku – Kanszei! Mugivara Hóimó (署長マゼラン動く 完成! 麦わら包囲網; Hepburn: Shochō Mazeran Ugoku – Kansei! Mugiwara Hōimō)                                                | 2010. január 10.    |
| 434 | All Forces Have Gathered! The Battle on Level 4 – The Burning Heat Hell! Zenszenrjoku súkecu! Reberu Fó – Sónecu Dzsigoku no Kesszen (全戦力集結！ LV4·焦熱地獄の決戦; Hepburn: Zensenryoku shūketsu! Reberu Fō – Shōnetsu Jigoku no Kessen)           | 2010. január 17.    |
| 435 | Mighty Magellan! Bon Clay Bugs Out! Mazeran Cujosi! Bon Kuré Tekizen Tóbó (マゼラン強し! ボン・クレー敵前逃亡; Hepburn: Mazeran Tsuyoshi! Bon Kurē Tekizen Tōbō)                                                                                       | 2010. január 24.    |
| 436 | The Showdown Has Come! Luffy's Desperate Last Attack! Sijú Kesszu! Szutemi no Rufi Szaigo no Icsigeki (雌雄決す! 捨て身のルフィ最後の一撃; Hepburn: Shiyū Kessu! Sutemi no Rufi Saigo no Ichigeki)                                                     | 2010. január 31.    |
| 437 | For His Friend! Bon Clay Goes to the Deadly Rescue! Dacsi dakara – Bon Kuré Kesszi no Kjúsucugjó (友達だから ボン・クレー決死の救出行; Hepburn: Dachi dakara – Bon Kurē Kesshi no Kyūshutsugyō)                                                        | 2010. február 7.    |
| 438 | A Paradise in Hell! Impel Down – Level 5.5! Dzsigoku ni Rakuen! Inperu Daun Reberu Go ten Go (地獄に楽園! インペルダウン LV5.5; Hepburn: Jigoku ni Rakuen! Inperu Daun Reberu Go ten Go)                                                               | 2010. február 14.   |
| 439 | Luffy's Treatment Begins! Ivan-san's Miraculous Power! Rufi Csirjó Kaisi! Iva-szan Kiszeki no Csikara (ルフィ治療開始! イワさん奇跡の能力; Hepburn: Rufi Chiryō Kaishi! Iwa-san Kiseki no Chikara)                                                     | 2010. február 21.   |
| 440 | Believe in Miracles! Bon Clay's Cries From the Heart! Kiszeki o Sindzsite! Bon Kuré Tamasii no Szeien (奇跡を信じて! ボン・クレー魂の声援; Hepburn: Kiseki o Shinjite! Bon Kurē Tamashii no Seien)                                                     | 2010. február 28.   |
| 441 | Luffy's Back! Ivan-san Begins the Breakout Plan! Rufi Fukkacu! Iva-szan Dacugoku Keikaku Sidó!! (ルフィ復活! イワさん脱獄計画始動!!; Hepburn: Rufi Fukkatsu! Iwa-san Datsugoku Keikaku Shidō!!)                                                        | 2010. március 7.    |
| 442 | Ace's Convoy Begins! Battle on the Lowest Floor – Level 6! Észu Goszó Kaisi – Szaikaszó Reberu Sikkuszu Kóbó (エース護送開始 最下層ＬＶ６の攻防!; Hepburn: Ēsu Gosō Kaishi – Saikasō Reberu Shikkusu Kōbō)                                             | 2010. március 14.   |
| 443 | The Ultimate Team Has Formed! Shaking Impel Down! Szaikjó Csímu Kesszei – Sinkan! Inperudaun (最強チーム結成 震撼! インペルダウン; Hepburn: Saikyō Chīmu Kessei – Shinkan! Inperudaun)                                                                 | 2010. március 21.   |
| 444 | Even More Chaos! Here Comes Blackbeard Teach! Szaranaru Konran! Kurohige Tícsi Súrai! (さらなる混乱! 黒ひげ・ティーチ襲来!; Hepburn: Saranaru Konran! Kurohige Tīchi Shūrai!)                                                                          | 2010. március 28.   |
| 445 | The Dangerous Encounter! Blackbeard and Shiryu of the Rain! Kiken na Deai! Kurohige to Ame no Sirjú (危険な出会い！黒ひげと雨のシリュウ; Hepburn: Kiken na Deai! Kurohige to Ame no Shiryū)                                                            | 2010. április 4.    |
| 446 | No Price Too High! Serious Hannyabal! Idzsi demo Taorenu! Honki no Hannjabaru (意地でも倒れぬ！本気のハンニャバル; Hepburn: Iji demo Taorenu! Honki no Hannyabaru)                                                                                     | 2010. április 11.   |
| 447 | Jet Pistol of Anger! Luffy vs. Blackbeard! Ikari no Dzsetto Piszutoru – Rufi vs Kurohige (怒りのJETピストル ルフィvs黒ヒゲ; Hepburn: Ikari no Jetto Pisutoru – Rufi vs Kurohige)                                                                       | 2010. április 18.   |
| 448 | Stop Magellan! Ivan-san's Esoteric Technique Explodes! Mazeran o Tomero! Iva-szan Ógi Szakurecu (マゼランを止めろ！イワさん奥義炸裂; Hepburn: Mazeran o Tomero! Iwa-san Ōgi Sakuretsu)                                                                 | 2010. április 25.   |
| 449 | Magellan's Tricky Move! A Foiled Escape Plan! Mazeran no Kiszaku! Habamareta Dacugoku Szakuszen (マゼランの奇策！はばまれた脱獄計画; Hepburn: Mazeran no Kisaku! Habamareta Datsugoku Sakusen)                                                         | 2010. május 2.      |
| 450 | The Escapee Team in Trouble! The Forbidden Move: Venom Demon! Dacugoku Csímu Zettaizecumei – Kindzsite 'Benomu Démon' (脱獄チーム絶体絶命 禁じ手"毒の巨兵"; Hepburn: Datsugoku Chīmu Zettaizetsumei – Kinjite 'Benomu Dēmon')                          | 2010. május 9.      |
| 451 | Come, Final Miracle! Break Through the Gate of Justice! Okosze Szaigo no Kiszeki – Szeigi no Mon o Toppaszejo (起こせ最後の奇跡 正義の門を突破せよ; Hepburn: Okose Saigo no Kiseki – Seigi no Mon o Toppaseyo)                                         | 2010. május 16.     |
| 452 | To the Navy Headquarters! Off to Rescue Ace! Mezasze Kaigun Honbu – Észu Kjúsucu e no Funade (目指せ海軍本部 エース救出への船出!; Hepburn: Mezase Kaigun Honbu – Ēsu Kyūshutsu e no Funade)                                                            | 2010. május 23.     |
| 453 | The Friends' Whereabouts! The Weatheria Report and the Cyborg Animals! Nakama-tacsi no Jukue – Vezaria Ripóto to Szaibógu Animaru (仲間達の行方 空島リポートと改造動物; Hepburn: Nakama-tachi no Yukue – Wezaria Ripōto to Saibōgu Animaru)            | 2010. május 30.     |
| 454 | The Friends' Whereabouts! A Cheeper of Giant Birds and a Pink Showdown! Nakama-tacsi no Jukue – Kjocsó no Hina to Momoiro no Taikecu (仲間達の行方 巨鳥のヒナと桃色の対決; Hepburn: Nakama-tachi no Yukue – Kyochō no Hina to Momoiro no Taiketsu)     | 2010. június 6.     |
| 455 | The Friends' Whereabouts! Revolutionaries and the Gorging Forest's Trap Nakama-tacsi no Jukue – Kakumeigun to Bósoku no Mori no Vana! (仲間達の行方 革命軍と暴食の森の罠!; Hepburn: Nakama-tachi no Yukue – Kakumeigun to Bōshoku no Mori no Wana!)    | 2010. június 13.    |
| 456 | The Friends' Whereabouts! A Huge Tomb and the Panty Debt! Nakama-tacsi no Jukue – Kjodai no Hakadzsirusi to Pancu no On (仲間達の行方 巨大の墓標とパンツの恩 ; Hepburn: Nakama-tachi no Yukue – Kyodai no Hakajirushi to Pantsu no On)                 | 2010. június 20.    |
| 457 | A Special Retrospective Before Marineford! The Vow of the Brotherhood! Marinfódo Csokuzen Kaiszou Szupesaru – Kjódai no Csikai! (海軍本部直前回想特別編 兄弟の誓い!; Hepburn: Marinfōdo Chokuzen Kaisou Supesharu – Kyōdai no Chikai!)                 | 2010. június 27.    |
| 458 | A Special Retrospective Before Marineford! The Three Navy Admirals Come Together! Marinfódo Csokuzen Kaiszou Szupesaru – Súkecu! Szan Taisó (海軍本部直前回想特別編 集結! 三大将; Hepburn: Marinfōdo Chokuzen Kaisou Supesharu – Shūketsu! San Taishō) | 2010. július 11.    |

### Tizennegyedik évad (2010–2011)
Nyitódal
One Day – előadó: THE ROOTLESS (epizódok: 459 – 492)
Fight Together – előadó: Amuro Namie (epizódok: 493 – 516)
| #   | Epizód címe | Első japán sugárzás  |
| --- | --- | -------------------- |
| 459 | Ticking Down to the Time of Battle! The Navy's Strongest Lineup in Position! Kesszen no Toki Szemaru! Kaigun Szaikjó no Fudzsin Kanszei! (決戦の刻迫る! 海軍最強の布陣完成!; Hepburn: Kessen no Toki Semaru! Kaigun Saikyō no Fujin Kansei!)                                  | 2010. július 18.     |
| 460 | A Vast Fleet Appears! Here Come the Whitebeard Pirates! Kjodai Kantai Aravaru – Súrai! Sirohige Kaizoku-dan (巨大艦隊あらわる 襲来! 白ひげ海賊団; Hepburn: Kyodai Kantai Arawaru – Shūrai! Shirohige Kaizoku-dan)                                                             | 2010. augusztus 1.   |
| 461 | The Beginning of the War! Ace and Whitebeard's Past! Kesszen no Makuake! Észu to Sirohige no Kako (決戦の幕開け! エースと白ひげの過去; Hepburn: Kessen no Makuake! Ēsu to Shirohige no Kako)                                                                                  | 2010. augusztus 8.   |
| 462 | The Force That Could Destroy the World! The Power of the Tremor-Tremor Fruit! Szekai o Horoboszu Csikara! Gura Gura no Mi no Nórjoku (世界を滅ぼす力! グラグラの実の能力; Hepburn: Sekai o Horobosu Chikara! Gura Gura no Mi no Nōryoku)                                      | 2010. augusztus 15.  |
| 463 | An All-Consuming Inferno!! Admiral Akainu's Power! Szubete o Jakicukuszu!! Taisó Akainu no Csikara! (すべてを焼き尽くす!! 大将赤犬の能力!; Hepburn: Subete o Yakitsukusu!! Taishō Akainu no Chikara!)                                                                         | 2010. augusztus 22.  |
| 464 | A Descendant of the Beast! Little Oars Jr. – Full Speed Ahead! Madzsin no Siszon! Ritoru Ózu Dzsunia Bakusin! (魔人の子孫! リトルオーズJr.驀進！; Hepburn: Majin no Shison! Ritoru Ōzu Junia Bakushin!)                                                                       | 2010. augusztus 29.  |
| 465 | Justice For the Winners! Sengoku's Strategy in Action! Sósa dake ga Szeigi – Hacudó! Szengoku no Szakuszen (勝者だけが正義 発動! センゴクの作戦; Hepburn: Shōsha dake ga Seigi – Hatsudō! Sengoku no Sakusen)                                                                 | 2010. szeptember 5.  |
| 466 | Straw Hat Team Arrives! Tension Grows at the Battlefield Mugivara Csímu Tócsaku – Fúunkjú o Cugeru Szendzsó (麦わらチーム到着 風雲急を告げる戦場; Hepburn: Mugiwara Chīmu Tōchaku – Fūunkyū o Tsugeru Senjō)                                                                  | 2010. szeptember 12. |
| 467 | Even If It Means Death! Luffy vs. the Navy; The Battle Starts! Sindemo Taszukeru – Rufi VS Kaigun Batoru Szutáto (死んでも助ける ルフィVS海軍戦闘開始; Hepburn: Shindemo Tasukeru – Rufi VS Kaigun Batoru Sutāto)                                                             | 2010. szeptember 19. |
| 468 | Hard Battles, One After Another! Devil Fruit Users vs. Devil Fruit Users! Gekiszen no Renzoku! Nórjokusa Gundan VS Nórjokusa Gundan (激戦の連続! 能力者軍団VS能力者軍団; Hepburn: Gekisen no Renzoku! Nōryokusha Gundan VS Nōryokusha Gundan)                                 | 2010. szeptember 26. |
| 469 | Kuma's Transformation! Ivan-san's Blow of Anger! Kuma ni Okita Ihen – Iva-szan Ikari no Icsigeki (クマに起きた異変 イワさん怒りの一撃; Hepburn: Kuma ni Okita Ihen – Iwa-san Ikari no Ichigeki)                                                                               | 2010. október 3.     |
| 470 | The Great Swordsman Mihawk! Luffy Comes Under the Attack of the Black Sword! Kengó Mihóku – Rufi ni Szemaru Kokutó no Zangeki (剣豪ミホーク ルフィに迫る黒刀の斬撃; Hepburn: Kengō Mihōku – Rufi ni Semaru Kokutō no Zangeki)                                                 | 2010. október 10.    |
| 471 | The Extermination Strategy in Action! The Power of the Pacifistas! Szenmecu Szakuszen Sidó – Pasifiszuta Gundan no Irjoku (殲滅作戦始動 パシフィスタ軍団の威力; Hepburn: Senmetsu Sakusen Shidō – Pashifisuta Gundan no Iryoku)                                               | 2010. október 17.    |
| 472 | Akainu's Plot! Whitebeard Entrapped! Akainu no Bórjaku! Otosiirerareta Sirohige (赤犬の謀略! おとしいれられた白ひげ; Hepburn: Akainu no Bōryaku! Otoshiirerareta Shirohige)                                                                                                   | 2010. október 24.    |
| 473 | The Encircling Walls Activated! The Whitebeard Pirates Backed into a Corner!! Hói Szakuszen Szadó! Sirohige Kaizoku-dan Zettaizecumei!! (包囲壁作動! 白ひげ海賊団絶体絶命!!; Hepburn: Hōi Sakusen Sadō! Shirohige Kaizoku-dan Zettaizetsumei!!)                               | 2010. október 31.    |
| 474 | Execution Order Issued! Break Through the Encircling Walls! Sokei Sikkó Meirei Kudaru – Hóiheki o Toppaszejo! (処刑執行命令下る 包囲壁を突破せよ!; Hepburn: Shokei Shikkō Meirei Kudaru – Hōiheki o Toppaseyo!)                                                               | 2010. november 7.    |
| 475 | Moving Into the Final Phase! Whitebeard's Trump Card for Recovery! Szaisú Kjokumen Tocunjú! Sirohige Kisikaiszei no Itte (最終局面突入! 白ひげ起死回生の一手; Hepburn: Saishū Kyokumen Totsunyū! Shirohige Kishikaisei no Itte)                                               | 2010. november 14.   |
| 476 | Luffy at the End of his Tether! An All-Out Battle at the Oris Plaza! Rufi Csikaracuku! Oriszu Hiroba no Szórjokuszen!! (ルフィ力尽く! オリス広場の総力戦!!; Hepburn: Rufi Chikaratsuku! Orisu Hiroba no Sōryokusen!!)                                                         | 2010. november 21.   |
| 477 | The Power That Will Shorten One's Life! Energy Hormone, Redux! Inocsi o Kezuru Csikara – Tenson Horumon Futatabi (命を削る力 テンション・ホルモン再び; Hepburn: Inochi o Kezuru Chikara – Tenshon Horumon Futatabi)                                                           | 2010. november 28.   |
| 478 | To Live Up to a Promise! Luffy and Coby Collide! Jakuszoku no Tame ni!! Gekitocu! Rufi to Kobí (約束のために!! 激突! ルフィとコビー; Hepburn: Yakusoku no Tame ni!! Gekitotsu! Rufi to Kobī)                                                                                  | 2010. december 5.    |
| 479 | The Scaffold at Last! The Way to Ace Has Opened! Sokeidai Mokuzen! Hirakareta Észu e no Micsi!! (処刑台目前! 開かれたエースへの道!!; Hepburn: Shokeidai Mokuzen! Hirakareta Ēsu e no Michi!!)                                                                                 | 2010. december 12.   |
| 480 | Each on Different Paths! Luffy vs. Garp! Szorezore no Eranda Micsi – Rufi vs Gápu! (それぞれの選んだ道 ルフィVSガープ!; Hepburn: Sorezore no Eranda Michi – Rufi vs Gāpu!) | 2010. december 19.   |
| 481 | Ace Rescued! Whitebeard's Final Order! Észu Kjúsucu! Sirohige Szaigo no Szencsó Meirei! (エース救出! 白ひげ最後の船長命令!; Hepburn: Ēsu Kyūshutsu! Shirohige Saigo no Senchō Meirei!)                                                                                        | 2010. december 26.   |
| 482 | The Power That Can Burn Even Fire! Akainu's Ruthless Pursuit! Hi o mo Jakicukuszu Csikara – Akainu Hidzsó no Cuigeki (火をも焼き尽くす能力 赤犬非情の追撃; Hepburn: Hi o mo Yakitsukusu Chikara – Akainu Hijō no Tsuigeki)                                                    | 2011. január 9.      |
| 483 | Looking for the Answer! Fire Fist Ace Dies on the Battlefield! Kotae o Szagasite – Hiken no Észu Szendzsó ni Siszu (答えを探して 火拳のエース戦場に死す; Hepburn: Kotae o Sagashite – Hiken no Ēsu Senjō ni Shisu)                                                            | 2011. január 16.     |
| 484 | The Navy Headquarters Falls! Whitebeard's Unspeakable Wrath! Kaigun Honbu Hókai! Sirohige Kotobanaki Ikari! (海軍本部崩壊! 白ひげ言葉なき怒り!; Hepburn: Kaigun Honbu Hōkai! Shirohige Kotobanaki Ikari!)                                                                     | 2011. január 23.     |
| 485 | Ending the Matter! Whitebeard vs. The Blackbeard Pirates! Kedzsime o Cukeru – Sirohige VS Kurohige Kaizoku-dan (ケジメをつける 白ひげVS黒ひげ海賊団; Hepburn: Kejime o Tsukeru – Shirohige VS Kurohige Kaizoku-dan)                                                           | 2011. január 30.     |
| 486 | The Show Begins! Blackbeard's Plot is Revealed! Só no Kaimaku – Akaszareta Kurohige no Takurami (ショーの開幕 明かされた黒ひげの企み; Hepburn: Shō no Kaimaku – Akasareta Kurohige no Takurami)                                                                               | 2011. február 6.     |
| 487 | The Insatiable Akainu! Lava Fists Pummel Luffy! Akainu no Súnen! Rufi o Oszou Maguma no Kobusi (赤犬の執念! ルフィを襲うマグマの拳; Hepburn: Akainu no Shūnen! Rufi o Osou Maguma no Kobushi)                                                                                 | 2011. február 13.    |
| 488 | The Desperate Scream! Courageous Moments That Will Change the Future Hisszi no Szakebi – Unmei o Kaeru Júki aru Szúbjó (必死の叫び 運命を変える勇気ある数秒; Hepburn: Hisshi no Sakebi – Unmei o Kaeru Yūki aru Sūbyō)                                                        | 2011. február 20.    |
| 489 | Here Comes Shanks! The War of the Best is Finally Over! Sankuszu Kenzan! Csódzsó Szenszó Cuini Súkecu (シャンクス見参! 頂上戦争ついに終結; Hepburn: Shankusu Kenzan! Chōjō Sensō Tsuini Shūketsu)                                                                             | 2011. március 6.     |
| 490 | Mighty Leaders Face Each Other Down! Heralding the "New Era"! Gun'júkakkjoszu! "Atarasí Dzsidai" no Hadzsimari! (群雄割拠す! "新しい時代"の始まり!; Hepburn: Gun'yūkakkyosu! "Atarashī Jidai" no Hajimari!)                                                                   | 2011. március 20.    |
| 491 | Landing at the Maiden Island! The Harsh Reality Falls Upon Luffy! Njógasima Dzsóriku – Rufi o Szemeru Kakoku na Gendzsicu (女ヶ島上陸 ルフィを責める過酷な現実; Hepburn: Nyōgashima Jōriku – Rufi o Semeru Kakoku na Genjitsu)                                                | 2011. március 27.    |
| 492 | The Strongest Tag-Team! Luffy and Toriko's Hard Struggle! Szaikjó Taggu! Funtó, Rufi to Toriko! (最強タッグ! 奮闘、ルフィとトリコ!; Hepburn: Saikyō Taggu! Funtō, Rufi to Toriko!)                                                                                            | 2011. április 3.     |
| 493 | Luffy and Ace! The Story of How the Brothers Met! Rufi to Észu – Kjódai no Deai no Monogatari! (ルフィとエース 兄弟の出会いの物語!; Hepburn: Rufi to Ēsu – Kyōdai no Deai no Monogatari!)                                                                                     | 2011. április 10.    |
| 494 | Here Comes Sabo! The Boy at the Gray Terminal! Szabo Tódzsó! Gurei Táminaru no Sónen (サボ登場! 不確かな物の終着駅の少年; Hepburn: Sabo Tōjō! Gurei Tāminaru no Shōnen) | 2011. április 17.    |
| 495 | I Won't Run! Ace's Desperate Rescue Operation! Ore va Nigenai – Észu Kesszi no Kjúsucu Szakuszen (おれは逃げない エース決死の救出作戦; Hepburn: Ore wa Nigenai – Ēsu Kesshi no Kyūshutsu Sakusen)                                                                             | 2011. április 24.    |
| 496 | To The Sea Someday! The Pledge of the Three Brats! Icuka Umi e! Szan'nin no Akudó Csikai no Szakazuki! (いつか海へ! 三人の悪童ちかいの盃!; Hepburn: Itsuka Umi e! San'nin no Akudō Chikai no Sakazuki!)                                                                       | 2011. május 1.       |
| 497 | Leaving the Dadan Family for Good?! The Kids' Hideout Has Been Built! Dadan Ikka to no Vakare!? Kanszei! Himicu Kicsi (ダダン一家との別れ!? 完成! 秘密基地; Hepburn: Dadan Ikka to no Wakare!? Kansei! Himitsu Kichi)                                                         | 2011. május 8.       |
| 498 | Luffy Becoming an Apprentice?! A Man Who Fought Against the King of the Pirates! Rufi Desi-iri!? Kaizoku-Ó to Tatakatta Otoko! (ルフィ弟子入り!? 海賊王と戦った男!; Hepburn: Rufi Deshi-iri!? Kaizoku-Ō to Tatakatta Otoko!)                                                  | 2011. május 15.      |
| 499 | The Battle against the Big Tiger! Who is Going to be Captain?! Ótora to no Kesszen! Szencsó ni Naru no va Dare da! (大虎との決戦! 船長になるのは誰だ!; Hepburn: Ōtora to no Kessen! Senchō ni Naru no wa Dare da!)                                                            | 2011. május 22.      |
| 500 | Freedom Taken Away! The Nobles' Plot Closing in on the Brothers! Ubavareta Dzsijú! Szankjódai ni Szemaru Kizoku no Vana (奪われた自由! 三兄弟に迫る貴族の罠; Hepburn: Ubawareta Jiyū! Sankyōdai ni Semaru Kizoku no Wana)                                                     | 2011. május 29.      |
| 501 | The Fire Has Been Set! The Gray Terminal in Crisis! Hanatareta Honó – Gurei Táminaru no Kiki (放たれた炎 グレイ・ターミナルの危機; Hepburn: Hanatareta Honō – Gurei Tāminaru no Kiki)                                                                                         | 2011. június 5.      |
| 502 | Where can freedom be found? A Sad Departure of a Boy! Dzsijú va Doko ni Aru? Sónen no Kanasiki Funade (自由はどこにある? 少年の悲しき船出; Hepburn: Jiyū wa Doko ni Aru? Shōnen no Kanashiki Funade)                                                                          | 2011. június 12.     |
| 503 | Take Good Care of Him! A Letter from the Brother! Jorosiku Tanomu! Kjódai kara Todoita Tegami! (よろしく頼む! 兄弟から届いた手紙!; Hepburn: Yoroshiku Tanomu! Kyōdai kara Todoita Tegami!)                                                                                    | 2011. június 19.     |
| 504 | To Live Up to the Promise! Departures of Their Own! Jakuszoku o Hataszu Tame – Szorezore no Tabidacsi! (約束を果たすため それぞれの旅立ち!; Hepburn: Yakusoku o Hatasu Tame – Sorezore no Tabidachi!)                                                                         | 2011. június 26.     |
| 505 | I Want to See Them! Luffy's Mournful Cry! Aicura ni Aité! Rufi Namida no Szakebi (あいつらに会いてェ! ルフィ涙の叫び; Hepburn: Aitsura ni Aitē! Rufi Namida no Sakebi) | 2011. július 3.      |
| 506 | Straw Hats in Shock! The Bad News Has Reached Them! Mugivara no Icsimi Gekisin! Motaraszareta Kjóhó (麦わらの一味激震! もたらされた凶報; Hepburn: Mugiwara no Ichimi Gekishin! Motarasareta Kyōhō)                                                                            | 2011. július 10.     |
| 507 | Reunited with Dark King Rayleigh! Decision Time for Luffy! Meió Reirí to no Szaikai – Rufi Kecudan no Toki (冥王レイリーとの再会 ルフィ決断の時; Hepburn: Meiō Reirī to no Saikai – Rufi Ketsudan no Toki)                                                                    | 2011. július 17.     |
| 508 | Back to Our Captain! A Jail Break at the Sky Island and the Incident on the Winter Island! Szencsó no Moto e – Szoradzsima no Dacugoku to Fujudzsima no Dzsiken (船長のもとへ 空島の脱獄と冬島の事件; Hepburn: Senchō no Moto e – Sorajima no Datsugoku to Fuyujima no Jiken) | 2011. július 31.     |
| 509 | Encounter! The Great Swordsman Mihawk! Zoro's Self-Willed Deadly Struggle! Szesszoku! Daikengó Mihóku – Zoro Idzsi no Sitó (接触! 大剣豪ミホーク ゾロ意地の死闘; Hepburn: Sesshoku! Daikengō Mihōku – Zoro Iji no Shitō)                                                      | 2011. augusztus 7.   |
| 510 | A Disaster for Sanji! The Queen's Return to the Kingdom! Szandzsi no Dzsunan – Ókoku e to Kikansita Dzsoó! (サンジの受難 王国へと帰還した女王!; Hepburn: Sanji no Junan – Ōkoku e to Kikanshita Joō!)                                                                         | 2011. augusztus 14.  |
| 511 | Unexpected Relanding! Luffy, to Marineford! Maszaka no Szaidzsóriku! Rufi Marinfódo e! (まさかの再上陸! ルフィ海軍本部へ!; Hepburn: Masaka no Saijōriku! Rufi Marinfōdo e!)                                                                                                   | 2011. augusztus 21.  |
| 512 | With Hopes It Will Reach My Friends! Big News Spreading Fast! Nakama ni Todoke – Kakemeguru Dai-njúszu! (仲間に届け かけめぐる大ニュース!; Hepburn: Nakama ni Todoke – Kakemeguru Dai-nyūsu!)                                                                                 | 2011. augusztus 28.  |
| 513 | Pirates Get on the Move! Astounding New World! Ugokidaszu Kaizoku-tacsi! Kjótendócsi no Sinszekai (動き出す海賊たち! 驚天動地の新世界; Hepburn: Ugokidasu Kaizoku-tachi! Kyōtendōchi no Shinsekai)                                                                            | 2011. szeptember 4.  |
| 514 | Living through Hell! Sanji's Fight for His Manhood! Dzsigoku o Ikinuke – Szandzsi Otoko o Kaketa Sóbu (地獄を生き抜け サンジ男をかけた勝負; Hepburn: Jigoku o Ikinuke – Sanji Otoko o Kaketa Shōbu)                                                                           | 2011. szeptember 11. |
| 515 | I Will Be Stronger! Zoro's Vow to the Captain Madamada Cujoku Naru! Zoro Szencsó e no Csikai (まだまだ強くなる! ゾロ船長への誓い; Hepburn: Madamada Tsuyoku Naru! Zoro Senchō e no Chikai)                                                                                    | 2011. szeptember 18. |
| 516 | Luffy's Training Begins! To the Place We Promised in 2 Years! Rufi Shugyō Kaishi – Ninengo ni Yakusoku no Basho de (ルフィ修行開始 2年後に約束の場所で; Hepburn: Rufi Shugyō Kaishi – Ninengo ni Yakusoku no Basho de)                                                        | 2011. szeptember 25. |

### Tizenötödik évad (2011–2012)
Nyitódal
We Go! (ウィーゴー!; Hepburn: Wī Gō!) – előadó: Kitadani Hirosi (epizódok: 517 – 590)
| #   | Epizód címe | Első japán sugárzás  |
| --- | --- | -------------------- |
| 517 | The Beginning of The New Chapter! The Straw Hats Reunited! Shinshō Kaimaku - Saishūketsu! Mugiwara no Ichimi (新章開幕 再集結! 麦わらの一味; Hepburn: Shinshō Kaimaku - Saishūketsu! Mugiwara no Ichimi)              | 2011. október 2.     |
| 518 | An Explosive Situation! Luffy vs. Fake Luffy! Isshoku Sokuhatsu! Luffy tai Nise-Rufi (一触即発! ルフィVSニセルフィ; Hepburn: Isshoku Sokuhatsu! Luffy tai Nise-Rufi)                                                  | 2011. október 9.     |
| 519 | The Navy Has Set Out! The Straw Hats in Danger! Kaigun Shutsudō - Nerawareta Mugiwara no Ichimi (海軍出動 狙われた麦わらの一味; Hepburn: Kaigun Shutsudō - Nerawareta Mugiwara no Ichimi)                             | 2011. október 16.    |
| 520 | Big Guns Assembled! The Danger of the Fake Straw Hats! Ōmono Shūketsu - Nise Mugiwara Ichimi no Kyōi (大物集結 ニセ麦わら一味の脅威; Hepburn: Ōmono Shūketsu - Nise Mugiwara Ichimi no Kyōi)                          | 2011. október 23.    |
| 521 | The Battle is on! Show Them What You Got From Training! Sentō Kaishi! Misero Shugyō no Seika! (戦闘開始! 見せろ修行の成果!; Hepburn: Sentō Kaishi! Misero Shugyō no Seika!)                                           | 2011. október 30.    |
| 522 | Everyone Together! Luffy, Setting Out for the New World! Zen'in Shūgō - Rufi Shin Sekai e no Funade (全員集合 ルフィ新世界への船出; Hepburn: Zen'in Shūgō - Rufi Shin Sekai e no Funade)                              | 2011. november 6.    |
| 523 | A Surprising Fact! The Man Who Guarded the Sunny! Kyōgaku no Shinjitsu - Sanī-gō o Mamotta Otoko (驚愕の真実 サニー号を守った男; Hepburn: Kyōgaku no Shinjitsu - Sanī-gō o Mamotta Otoko)                             | 2011. november 13.   |
| 524 | Deadly Combat under the Sea! The Demon of the Ocean Strikes! Kaichū no Shitō - Arawareta Ōunabara no Akuma (海中の死闘 現れた大海原の悪魔; Hepburn: Kaichū no Shitō - Arawareta Ōunabara no Akuma)                    | 2011. november 20.   |
| 525 | Lost in the Deep Sea! The Straw Hats Get Separated! Shinkai de Sōnan - Hagureta Mugiwara no Ichimi (深海で遭難 逸れた麦わらの一味; Hepburn: Shinkai de Sōnan - Hagureta Mugiwara no Ichimi)                           | 2011. november 27.   |
| 526 | Undersea Volcanic Eruption! Drifting to the Fish-Man Island! Kaitei Kazan Funka! Nagasarete Gyojin-tō (海底火山噴火! 流されて魚人島; Hepburn: Kaitei Kazan Funka! Nagasarete Gyojin-tō)                               | 2011. december 4.    |
| 527 | Landing at the Fish-Man Island! Beautiful Mermaids! Gyojin-tō Jōriku - Uruwashiki Ningyo-tachi (魚人島上陸 うるわしき人魚たち; Hepburn: Gyojin-tō Jōriku - Uruwashiki Ningyo-tachi)                                   | 2011. december 11.   |
| 528 | Excitement Blow-out! Sanji's Life Under Threat! Kōfun Bakuhatsu! Sanji Seimei no Kiki! (興奮爆発! サンジ生命の危機; Hepburn: Kōfun Bakuhatsu! Sanji Seimei no Kiki!)                                                  | 2011. december 18.   |
| 529 | The Fish-Man Island Will Be Annihilated?! Sharley's Prophecy! Gyojin-tō Metsubō!? Shārī no Yogen (魚人島滅亡!? シャーリーの予言; Hepburn: Gyojin-tō Metsubō!? Shārī no Yogen)                                         | 2011. december 25.   |
| 530 | The King of the Fish-Man Island! Neptune, the God of the Sea! Gyojin-tō no Ō - Kaishin Nepuchūn (魚人島の王 海神ネプチューン!; Hepburn: Gyojin-tō no Ō - Kaishin Nepuchūn)                                            | 2012. január 8.      |
| 531 | Ryugu Palace! Taken by the Shark that They Saved! Ryūgū-jō! Tasuketa Same ni Tsurerarete (竜宮城! 助けた鮫に連れられて; Hepburn: Ryūgū-jō! Tasuketa Same ni Tsurerarete)                                              | 2012. január 15.     |
| 532 | A Coward and a Crybaby! The Princess in the Hard Shell Tower! Yowamushi de Nakimushi! Kōkakutō no Ningyo-hime (弱虫で泣き虫! 硬殻塔の人魚姫; Hepburn: Yowamushi de Nakimushi! Kōkakutō no Ningyo-hime)                | 2012. január 22.     |
| 533 | It's an Emergency! The Ryugu Palace is Occupied! Kinkyū Jitai Hassei - Senkyo Sareta Ryūgū-jō (緊急事態発生 占拠された竜宮城; Hepburn: Kinkyū Jitai Hassei - Senkyo Sareta Ryūgū-jō)                                  | 2012. január 29.     |
| 534 | The Ryugu Palace in Shock! The Kidnapping of Shirahoshi! Ryūgū-Jō Gekishin! Shirahoshi Yūkai Jiken (竜宮城激震! しらほし誘拐事件; Hepburn: Ryūgū-Jō Gekishin! Shirahoshi Yūkai Jiken)                                 | 2012. február 5.     |
| 535 | Hordy's Onslaught! The Retaliatory Plan Set Into Motion! Hōdi Shūrai - Fukushū Keikaku no Hajimari (ホーディ襲来 復讐計画の始まり; Hepburn: Hōdi Shūrai - Fukushū Keikaku no Hajimari)                                | 2012. február 12.    |
| 536 | The Battle in the Ryugu Palace! Zoro vs. Hordy! Ryūgū-jō no Kessen! Zoro tai Hōdi (竜宮城の決戦! ゾロVSホーディ; Hepburn: Ryūgū-jō no Kessen! Zoro tai Hōdi)                                                          | 2012. február 19.    |
| 537 | Keep Shirahoshi Safe! Decken Close Behind! Shirahoshi o Mamore - Dekken no Tsuigeki (しらほしを守れ デッケンの追撃; Hepburn: Shirahoshi o Mamore - Dekken no Tsuigeki)                                                | 2012. február 26.    |
| 538 | The Straw Hats Defeated?! Hordy Gains Control of the Ryugu Palace! Ichimi Haiboku!? Hōdi Ryūgū-jō Seiatsu (一味敗北!? ホーディ竜宮城制圧; Hepburn: Ichimi Haiboku!? Hōdi Ryūgū-jō Seiatsu)                            | 2012. március 4.     |
| 539 | The Haunting Ties! Nami and the Fish-Man Pirates! Yomigaeru In'nen! Nami to Gyojin kaizoku-dan" (蘇る因縁! ナミと魚人海賊団! (Yomigaeru In'nen! Nami to Gyojin kaizoku-dan)                                           | 2012. március 18.    |
| 540 | A Hero Who Freed the Slaves! An Adventurer Tiger! Dorei Kaihō no Eiyū - Bōkenka Taigā (奴隷解放の英雄 冒険家タイガー; Hepburn: Dorei Kaihō no Eiyū - Bōkenka Taigā)                                                   | 2012. március 25.    |
| 541 | Kizaru Appears! A Trap to Catch Tiger! Kizaru Tōjō! Taigā o Nerau Wana! (黄猿登場! タイガーを狙う罠!; Hepburn: Kizaru Tōjō! Taigā o Nerau Wana!)                                                                      | 2012. április 1.     |
| 542 | A Team is Formed! Save Chopper Chīmu Kessei! Choppā o Sukue (チーム結成! チョッパーを救え; Hepburn: Chīmu Kessei! Choppā o Sukue)                                                                                     | 2012. április 8.     |
| 543 | The Death of a Hero! A Shocking Truth of Tiger! Eiyū no Saigo - Taigā Shōgeki no Shinjitsu (英雄の最期 タイガー衝撃の真実; Hepburn: Eiyū no Saigo - Taigā Shōgeki no Shinjitsu)                                       | 2012. április 15.    |
| 544 | The Sun Pirates Split! Jimbei vs Arlong! Kaizokudan Bunretsu - Jinbē tai Āron (海賊団分裂 ジンベエVSアーロン; Hepburn: Kaizokudan Bunretsu - Jinbē tai Āron)                                                          | 2012. április 22.    |
| 545 | Shaking Fish-Man Island! A Celestial Dragon Drifts In! Yureru Gyojin-tō! Hyōchakushita Tenryūbito (揺れる魚人島! 漂着した天竜人; Hepburn: Yureru Gyojin-tō! Hyōchakushita Tenryūbito)                                 | 2012. április 29.    |
| 546 | A Sudden Tragedy! A Gunshot Shuts Down the Future! Totsuzen no Higeki! Mirai o Tozasu Kyōdan (突然の悲劇! 未来を閉ざす凶弾; Hepburn: Totsuzen no Higeki! Mirai o Tozasu Kyōdan)                                       | 2012. május 6.       |
| 547 | Back to the Present! Hordy Makes a Move! Futatabi Genzai e! Ugokidasu Hōdi (再び現在へ! 動き出すホーディ; Hepburn: Futatabi Genzai e! Ugokidasu Hōdi)                                                                 | 2012. május 13.      |
| 548 | The Kingdom Quivers - Neptune's Execution Command Ōkoku Gekishin - Nepuchūn Shokei Shirei (王国激震 ネプチューン処刑指令; Hepburn: Ōkoku Gekishin - Nepuchūn Shokei Shirei)                                           | 2012. május 20.      |
| 549 | A Rift Opens Up! Luffy vs. Jimbei! Shōjita Kiretsu! Rufi tai Jinbē (生じた亀裂! ルフィVSジンベエ; Hepburn: Shōjita Kiretsu! Rufi tai Jinbē)                                                                           | 2012. május 27.      |
| 550 | Something Has Happened to Hordy! The True Power of the Evil Drug! Hōdi no Ihen! Kyōyaku no Shin no Chikara (ホーディの異変! 凶薬の真の力; Hepburn: Hōdi no Ihen! Kyōyaku no Shin no Chikara)                          | 2012. június 3.      |
| 551 | The Battle is on! At Conchcorde Plaza! Kessen Hajimaru - Gyonkorudo Hiroba (決戦始まる ギョンコルド広場; Hepburn: Kessen Hajimaru - Gyonkorudo Hiroba)                                                                | 2012. június 10.     |
| 552 | Surprising Confession! The Truth Behind the Assassination of Otohime! Shōgeki no Kokuhaku - Otohime Ansatsu no Shinjitsu (衝撃の告白 オトヒメ暗殺の真実; Hepburn: Shōgeki no Kokuhaku - Otohime Ansatsu no Shinjitsu) | 2012. június 17.     |
| 553 | Shirahoshi's Tears! Luffy Finally Shows Up! Shirahoshi no Namida! Rufi Tsuini Tōjō (しらほしの涙! ルフィ遂に登場; Hepburn: Shirahoshi no Namida! Rufi Tsuini Tōjō)                                                    | 2012. június 24.     |
| 554 | A Great Clash! The Straw Hat Crew vs. 100,000 Enemies Dai Gekitotsu! Mugiwara Ichimi tai Jūman no Teki (大激突! 麦わら一味VS10万の敵; Hepburn: Dai Gekitotsu! Mugiwara Ichimi tai Jūman no Teki)                      | 2012. július 1.      |
| 555 | Deadly Attacks One After Another! Zoro and Sanji Join The Battle! Ōwaza Sakuretsu! Zoro Sanji Shutsugeki! (大技炸裂! ゾロ・サンジ出撃!; Hepburn: Ōwaza Sakuretsu! Zoro Sanji Shutsugeki!)                             | 2012. július 8.      |
| 556 | Unveiled! The Secret Weapons of the Sunny! Hatsu Hirō! Sanī-gō no Himitsu Heiki! (初披露! サニー号の秘密兵器!; Hepburn: Hatsu Hirō! Sanī-gō no Himitsu Heiki!)                                                        | 2012. július 15.     |
| 557 | Iron Pirate! Here Comes General Franky! Aian Pairētsu! Furankī Shōgun Tōjō (鉄の海賊! フランキー将軍登場; Hepburn: Aian Pairētsu! Furankī Shōgun Tōjō)                                                                | 2012. július 29.     |
| 558 | The Noah Closing in! The Fish-Man Island Facing Destruction! Noa Sekkin! Gyojin-tō Kaimetsu no Kiki! (ノア接近! 魚人島壊滅の危機; Hepburn: Noa Sekkin! Gyojin-tō Kaimetsu no Kiki!)                                   | 2012. augusztus 5.   |
| 559 | Hurry up, Luffy! Shirahoshi's Life in Jeopardy! Isoge Rufi! Shirahoshi Zettai Zetsumei (急げルフィ! しらほし絶対絶命; Hepburn: Isoge Rufi! Shirahoshi Zettai Zetsumei)                                                | 2012. augusztus 12.  |
| 560 | The Fierce Fight Begins! Luffy vs. Hordy! Sentō Kaishi! Rufi tai Hōdi! (戦闘開始! ルフィVSホーディ!; Hepburn: Sentō Kaishi! Rufi tai Hōdi!)                                                                           | 2012. augusztus 19.  |
| 561 | A Massive Confused Fight! The Straw Hats vs. the New Fish-Man Pirates! Dai-ransen! Ichimi tai Shin Gyojin Kaizokudan! (大乱戦! 一味VS新魚人海賊団!; Hepburn: Dai-ransen! Ichimi tai Shin Gyojin Kaizokudan!)          | 2012. augusztus 26.  |
| 562 | Luffy Loses the Fight?! Hordy's Long Awaited Revenge! Rufi Haiboku!? Hōdi Fukushū no Toki (ルフィ敗北!? ホーディ復讐の時; Hepburn: Rufi Haiboku!? Hōdi Fukushū no Toki)                                               | 2012. szeptember 2.  |
| 563 | A Shocking Fact! The True Identity of Hordy! Shōgeki no Jijitsu! Hōdi no Shōtai! (衝撃の事実! ホーディの正体!; Hepburn: Shōgeki no Jijitsu! Hōdi no Shōtai!)                                                          | 2012. szeptember 9.  |
| 564 | Back to Zero! Earnest Wishes for Luffy! Zero ni! Rufi e no Atsuki Negai! (ゼロに! ルフィへの熱き願い!; Hepburn: Zero ni! Rufi e no Atsuki Negai!)                                                                     | 2012. szeptember 16. |
| 565 | Luffy's All-Out Attack! Red Hawk Blasts! Rufi Konshin no Ichigeki! Reddo Hōku Sakuretsu (ルフィ渾身の一撃! 火拳銃炸裂; Hepburn: Rufi Konshin no Ichigeki! Reddo Hōku Sakuretsu)                                       | 2012. szeptember 23. |
| 566 | Coming To An End! The Final Decisive Battle Against Hordy! Tsui ni Ketchaku! Hōdi Saishū Kessen (ついに決着! ホーディ最終決戦; Hepburn: Tsui ni Ketchaku! Hōdi Saishū Kessen)                                         | 2012. szeptember 30. |
| 567 | Stop, Noah! Desperate Elephant Gatling! Tomare Noa! Kesshi no Erefanto Gatoringu! (止まれノア! 決死の象銃乱打!; Hepburn: Tomare Noa! Kesshi no Erefanto Gatoringu!)                                                   | 2012. október 7.     |
| 568 | To the Future! The Path to the Sun! Mirai e! Taiyō e to Tsuzuku Michi! (未来へ! タイヨウへと続く道!; Hepburn: Mirai e! Taiyō e to Tsuzuku Michi!)                                                                     | 2012. október 14.    |
| 569 | The Secret Revealed! The Truth about the Ancient Weapon! Akasareta Himitsu - Kodai Heiki no Shinjitsu (明かされた秘密 古代兵器の真実; Hepburn: Akasareta Himitsu - Kodai Heiki no Shinjitsu)                          | 2012. október 21.    |
| 570 | The Straw Hats Stunned! The New Fleet Admiral of the Navy! Ichimi Kyōgaku! Aratanaru Kaigun Gensui! (一味驚愕! 新たなる海軍元帥!; Hepburn: Ichimi Kyōgaku! Aratanaru Kaigun Gensui!)                                  | 2012. október 28.    |
| 571 | She Loves Sweets! Big Mam of the Four Emperors! Okashi-zuki! Yonkō Biggu Mamu (お菓子好き! 四皇ビッグマム; Hepburn: Okashi-zuki! Yonkō Biggu Mamu)                                                                    | 2012. november 4.    |
| 572 | Many Problems Lie Ahead! A Trap Awaiting in the New World! Zento Tanan - Shin Sekai ni Machiukeru Wana (前途多難 新世界に待ち受ける罠; Hepburn: Zento Tanan - Shin Sekai ni Machiukeru Wana)                          | 2012. november 11.   |
| 573 | Finally Time to Go! Goodbye, Fish-Man Island! Tsui ni Shukkō! Sayonara Gyojin-tō (ついに出航! さよなら魚人島; Hepburn: Tsui ni Shukkō! Sayonara Gyojin-tō)                                                            | 2012. november 18.   |
| 574 | To the New World! Heading for the Ultimate Sea! Shin Sekai e! Saikyō no Umi o Mezashite (新世界へ! 最強の海をめざして; Hepburn: Shin Sekai e! Saikyō no Umi o Mezashite)                                              | 2012. november 25.   |
| 575 | Z's Ambition! Lily the Little Giant! Zetto no Yabō Hen - Chiisana Kyojin Rirī! (Zの野望編 小さな巨人リリー!; Hepburn: Zetto no Yabō Hen - Chiisana Kyojin Rirī!)                                                      | 2012. december 2.    |
| 576 | Z's Ambition! A Dark and Powerful Army! Zetto no Yabō Hen - Nazo no Saikyō Gundan Tōjō! (Zの野望編 謎の最強軍団登場!; Hepburn: Zetto no Yabō Hen - Nazo no Saikyō Gundan Tōjō)                                        | 2012. december 9.    |
| 577 | Z's Ambition! A Great and Desperate Escape Plan! Zetto no Yabō Hen - Kesshi no Dai Dasshutsu Sakusen! (Zの野望編 決死の大脱出作戦!; Hepburn: Zetto no Yabō Hen - Kesshi no Dai Dasshutsu Sakusen!)                    | 2012. december 16.   |
| 578 | Z's Ambition! Luffy vs. Shuzo! Zetto no Yabō Hen - Rufi tai Shūzo! (Zの野望編 ルフィVSシューゾ!; Hepburn: Zetto no Yabō Hen - Rufi tai Shūzo!)                                                                        | 2012. december 23.   |

### Tizenhatodik évad (2013–2014)
Nyitódal
We Go! (ウィーゴー!; Hepburn: Wī Gō!) – előadó: Kitadani Hirosi (epizódok: 517 – 590)
Hands Up! (HANDS UP!; Hepburn: Hanzu Appu!) - előadó: Shinzato Kōta (epizódok: 591 – 628)
| #   | Epizód címe | Első japán sugárzás  |
| --- | --- | -------------------- |
| 579 | Arriving! A Burning Island - Punk Hazard! Jōriku! Moeru Shima Panku Hazādo (上陸! 燃える島パンクハザード; Hepburn: Jōriku! Moeru Shima Panku Hazādo)                                                               | 2013. január 6.      |
| 580 | A Battle in the Heat! Luffy vs. The Giant Dragon! Shakunetsu no Tatakai! Rufi tai Kyodai Ryū! (灼熱の戦い! ルフィVS巨大竜!; Hepburn: Shakunetsu no Tatakai! Rufi tai Kyodai Ryū!)                                  | 2013. január 13.     |
| 581 | The Straw Hats Stunned! Enter: A Samurai's Horrifying Severed Head! Ichimi Sōzen! Shōgeki no Kubi dake Samurai Tōjō! (一味騒然! 衝撃の首だけ侍登場!; Hepburn: Ichimi Sōzen! Shōgeki no Kubi dake Samurai Tōjō!)    | 2013. január 20.     |
| 582 | Startling! The Secret of the Island is Finally Revealed! Kyōgaku! Tsui ni Akasareru Shima no Himitsu (驚愕! 遂に明かされる島の秘密; Hepburn: Kyōgaku! Tsui ni Akasareru Shima no Himitsu)                          | 2013. január 27.     |
| 583 | Save the Children! The Straw Hats Start to Fight! Kodomo-tachi o Sukue! Ichimi Sentō Kaishi (子供達を救え! 一味戦闘開始; Hepburn: Kodomo-tachi o Sukue! Ichimi Sentō Kaishi)                                       | 2013. február 3.     |
| 584 | A Swordplay Showdown! Brook vs. the Mysterious Torso Samurai! Kenjutsu Shōbu - Burukku tai Nazo no Dōtai Samurai (剣術勝負 ブルックVS謎の胴体侍; Hepburn: Kenjutsu Shōbu - Burukku tai Nazo no Dōtai Samurai)      | 2013. február 10.    |
| 585 | The Warlord! Trafalgar Law! Shichibukai! Torafarugā Rō (七武海! トラファルガー・ロー; Hepburn: Shichibukai! Torafarugā Rō)                                                                                         | 2013. február 17.    |
| 586 | In a Real Pinch! Luffy Sinks into the Ice-cold Lake! Dai Pinchi - Rufi Gokkan no Mizuumi ni Shizumu (大ピンチ ルフィ極寒の湖に沈む; Hepburn: Dai Pinchi - Rufi Gokkan no Mizuumi ni Shizumu)                       | 2013. március 3.     |
| 587 | A Collision! Law vs. Vice Admiral Smoker! Gekitotsu! Rō tai Sumōkā Chūjō (激突! ローVSスモーカー中将; Hepburn: Gekitotsu! Rō tai Sumōkā Chūjō)                                                                     | 2013. március 17.    |
| 588 | Meeting Again After Two Years! Luffy and Law! Ninen buri no Saikai! Rufi to Rō (2年ぶりの再会! ルフィとロー; Hepburn: Ninen buri no Saikai! Rufi to Rō)                                                            | 2013. március 24.    |
| 589 | The Worst in the World! A Scientist of Terror - Caesar! Sekai Saiaku - Kyōfu no Kagakusha Shīzā (世界最悪 恐怖の科学者シーザー; Hepburn: Sekai Saiaku - Kyōfu no Kagakusha Shīzā)                                  | 2013. március 31.    |
| 590 | History's Strongest Collaboration vs. Glutton of the Sea Shijō Saikyō Korabo tai Umi no Taishokukan (史上最強コラボVS海の大食漢; Hepburn: Shijō Saikyō Korabo tai Umi no Taishokukan)                              | 2013. április 7.     |
| 591 | Chopper's Fury! The Master's Inhumane Experiment! Choppā Gekido - Masutā Hidōnaru Jikken (チョッパー激怒 M非道なる実験; Hepburn: Choppā Gekido - Masutā Hidōnaru Jikken)                                           | 2013. április 14.    |
| 592 | To Annihilate the Straw Hats! Legendary Assassins Descend! Ichimi Massatsu! Densetsu no Koroshiya Raishū! (一味抹殺! 伝説の殺し屋来襲!; Hepburn: Ichimi Massatsu! Densetsu no Koroshiya Raishū!)                   | 2013. április 21.    |
| 593 | Save Nami! Luffy's Fight on the Snow-Capped Mountains! Nami o Sukue! Rufi Yukiyama no Tatakai (ナミを救え! ルフィ雪山の戦い; Hepburn: Nami o Sukue! Rufi Yukiyama no Tatakai)                                      | 2013. április 28.    |
| 594 | Formed! Luffy and Law's Pirate Alliance! Kessei! Rufi Rō Kaizoku Dōmei! (結成! ルフィ・ロー海賊同盟!; Hepburn: Kessei! Rufi Rō Kaizoku Dōmei!)                                                                     | 2013. május 5.       |
| 595 | Capture M! The Pirate Alliance's Operation Launches! Masutā o Toraero - Kaizoku Dōmei Sakusen Kaishi! (Mを捉えろ 海賊同盟作戦開始!; Hepburn: Masutā o Toraero - Kaizoku Dōmei Sakusen Kaishi!)                     | 2013. május 12.      |
| 596 | On the Verge of Annihilation! A Deadly Monster Comes Flying In! Zenmetsu no Kiki - Shi no Monsutā Hirai (全滅の危機 死のモンスター飛来; Hepburn: Zenmetsu no Kiki - Shi no Monsutā Hirai)                          | 2013. május 19.      |
| 597 | An Intense Battle! Caesar Exercises His True Power! Dai-Gekisen - Shīzā Shin no Nōryoku Hatsudō! (大激戦 シーザー真の能力発動!; Hepburn: Dai-Gekisen - Shīzā Shin no Nōryoku Hatsudō!)                             | 2013. május 26.      |
| 598 | A Samurai Who Can Cut Fire! Foxfire Kin'emon! Honoo Kirisaku Samurai! Kitsunebi no Kin'emon! (炎切り裂く侍! 狐火の錦えもん!; Hepburn: Honoo Kirisaku Samurai! Kitsunebi no Kin'emon!)                              | 2013. június 2.      |
| 599 | Shocking! The True Identity of the Mystery Man Vergo! Shōgeki! Nazo no Otoko Verugo no Shōtai! (衝撃! 謎の男ヴェルゴの正体!; Hepburn: Shōgeki! Nazo no Otoko Verugo no Shōtai!)                                    | 2013. június 9.      |
| 600 | Save the Children! The Master's Evil Hands Close in! Kodomo-tachi o Mamore! Semaru Masutā no Ma no Te (子供達を守れ! 迫るMの魔の手; Hepburn: Kodomo-tachi o Mamore! Semaru Masutā no Ma no Te)                     | 2013. június 16.     |
| 601 | Shaking Up the New World! Caesar's Horrendous Experiment! Shin Sekai Gekishin - Shīzā Akumu no Jikken (新世界激震 シーザー悪夢の実験; Hepburn: Shin Sekai Gekishin - Shīzā Akumu no Jikken)                        | 2013. június 23.     |
| 602 | The Deadliest Weapon of Mass Destruction in History! Shinokuni! Shijō Saiaku no Satsuriku Heiki! Shinokuni (史上最悪の殺戮兵器! シノクニ; Hepburn: Shijō Saiaku no Satsuriku Heiki! Shinokuni)                     | 2013. június 30.     |
| 603 | Launching the Counter Attack! Luffy and Law's Great Escape! Hangeki Kaishi! Rufi Rō Dai-Dasshutsu (反撃開始! ルフィ·ロー大脱出; Hepburn: Hangeki Kaishi! Rufi Rō Dai-Dasshutsu)                                    | 2013. július 7.      |
| 604 | Get to Building R! The Pirate Alliance's Great Advance! Mezase Āru-tō! Kaizoku Dōmei Kai-Shingeki! (めざせR棟! 海賊同盟快進撃!; Hepburn: Mezase Āru-tō! Kaizoku Dōmei Kai-Shingeki!)                               | 2013. július 14.     |
| 605 | Tashigi's Tears! G-5's Desperate Breakthrough Plan! Tashigi no Namida - Jī-Faibu Kesshi no Toppa Sakusen (たしぎの涙 G5決死の突破作戦; Hepburn: Tashigi no Namida - Jī-Faibu Kesshi no Toppa Sakusen)              | 2013. július 21.     |
| 606 | The Treacherous Vice Admiral! Demon Bamboo Vergo! Uragiri no Chūjō! Kichiku no Verugo (裏切りの中将! 鬼竹のヴェルゴ; Hepburn: Uragiri no Chūjō! Kichiku no Verugo)                                                 | 2013. július 28.     |
| 607 | A Fierce Battle Gets Heated! Luffy vs. Caesar! Hakunetsu no Gekisen - Rufi tai Shīzā (白熱の激戦 ルフィVSシーザー; Hepburn: Hakunetsu no Gekisen - Rufi tai Shīzā)                                                 | 2013. augusztus 11.  |
| 608 | A Mastermind Underground! Doflamingo Makes His Move! Yami no Kuromaku! Dofuramingo Ugoku! (闇の黒幕! ドフラミンゴ動く!; Hepburn: Yami no Kuromaku! Dofuramingo Ugoku!)                                             | 2013. augusztus 18.  |
| 609 | Luffy Dies from Exposure?! The Spine-chilling Snow Woman Monet! Rufi Tōshi!? Kyōfu no Yuki-On'na Mone! (ルフィ凍死!? 恐怖の雪女モネ!; Hepburn: Rufi Tōshi!? Kyōfu no Yuki-On'na Mone!)                             | 2013. augusztus 25.  |
| 610 | Fists Collide! A Battle of the Two Vice Admirals! Butsukaru Kobushi! Futari no Chūjō no Tatakai (ぶつかる拳! 二人の中将の戦い; Hepburn: Butsukaru Kobushi! Futari no Chūjō no Tatakai)                             | 2013. szeptember 1.  |
| 611 | A Small Dragon! Momonosuke Appears! Chiisana Doragon! Momonosuke Arawaru (小さなドラゴン! モモの助現る; Hepburn: Chiisana Doragon! Momonosuke Arawaru)                                                             | 2013. szeptember 8.  |
| 612 | A Deadly Fight in a Blizzard! The Straw Hats vs. The Snow Woman! Fubuki no Shitō - Mugiwara no Ichimi tai Yuki-On'na (吹雪の死闘 麦わらの一味VS雪女; Hepburn: Fubuki no Shitō - Mugiwara no Ichimi tai Yuki-On'na) | 2013. szeptember 15. |
| 613 | Showing Off His Techniques! Zoro's Formidable One-Sword Style! Ōgi Sakuretsu! Zoro Saikyō no Ittō-ryū! (奥義炸裂! ゾロ最強の一刀流!; Hepburn: Ōgi Sakuretsu! Zoro Saikyō no Ittō-ryū!)                             | 2013. szeptember 22. |
| 614 | To Save Her Friends! Mocha Runs at the Risk of Her Life! Tomodachi o Mamoru! Mocha Inochi-gake no Tōsō (友達を守る! モチャ命がけの逃走; Hepburn: Tomodachi o Mamoru! Mocha Inochi-gake no Tōsō)                    | 2013. szeptember 29. |
| 615 | Brownbeard in Grief! Luffy Lands a Furious Blow! Chahige Hitsū! Rufi Ikari no Ichigeki (茶ひげ悲痛! ルフィ怒りの一撃; Hepburn: Chahige Hitsū! Rufi Ikari no Ichigeki)                                              | 2013. október 6.     |
| 616 | A Surprising Outcome! White Chase vs. Vergo! Shōgeki no Ketchaku! Sumōkā tai Verugo! (衝撃の決着! 白猟VSヴェルゴ!; Hepburn: Shōgeki no Ketchaku! Sumōkā tai Verugo!)                                               | 2013. október 13.    |
| 617 | Caesar's Defeat! The Powerful Grizzly Magnum! Shīzā Gekiha! Saikyō no Gurizurī Magunamu (シーザー撃破! 最強の灰熊銃; Hepburn: Shīzā Gekiha! Saikyō no Gurizurī Magunamu)                                           | 2013. október 20.    |
| 618 | Raid! An Assassin From Dressrosa! Shūrai! Doresurōza kara no Shikaku (襲来! ドレスローザからの刺客; Hepburn: Shūrai! Doresurōza kara no Shikaku)                                                                   | 2013. október 27.    |
| 619 | Running Wild! Invincible General Franky! Ō-abare! Muteki no Furankī Shōgun (大暴れ! 無敵のフランキー将軍; Hepburn: Ō-abare! Muteki no Furankī Shōgun)                                                              | 2013. november 3.    |
| 620 | A Critical Situation! Punk Hazard Explodes! Zettai Zetsumei! Panku Hazādo Dai-bakuhatsu (絶体絶命! パンクハザード大爆発; Hepburn: Zettai Zetsumei! Panku Hazādo Dai-bakuhatsu)                                     | 2013. november 10.   |
| 621 | Capture Caesar! General Cannon Blasts! Shīzā o Hokaku-seyo - Jeneraru Kyanon Sakuretsu (シーザーを捕獲せよ 将軍砲（ジェネラルキャノン）炸裂; Hepburn: Shīzā o Hokaku-seyo - Jeneraru Kyanon Sakuretsu)             | 2013. november 17.   |
| 622 | A Touching Reunion! Momonosuke and Kin'emon! Kandō no Saikai! Momonosuke to Kin'emon (感動の再会! モモの助と錦えもん; Hepburn: Kandō no Saikai! Momonosuke to Kin'emon)                                            | 2013. november 24.   |
| 623 | It's Time to Say Goodbye! Leaving Punk Hazard! Sekibetsu no Toki - Panku Hazādo Shukkō! (惜別の時 パンクハザード出航!; Hepburn: Sekibetsu no Toki - Panku Hazādo Shukkō!)                                          | 2013. december 1.    |
| 624 | The G-5 Wiped Out! Doflamingo's Sudden Attack! Jī-Faibu Kaimetsu! Dofuramingo Kyūshū! (G5壊滅! ドフラミンゴ急襲!; Hepburn: Jī-Faibu Kaimetsu! Dofuramingo Kyūshū!)                                                 | 2013. december 8.    |
| 625 | Intense! Aokiji vs. Doflamingo! Kinpaku! Aokiji tai Dofuramingo (緊迫! 青キジVSドフラミンゴ; Hepburn: Kinpaku! Aokiji tai Dofuramingo)                                                                             | 2013. december 15.   |
| 626 | Caesar Goes Missing! The Pirate Alliance Makes a Sortie! Kieta Shīzā! Kaizoku Dōmei Shutsugeki (消えたシーザー! 海賊同盟出撃; Hepburn: Kieta Shīzā! Kaizoku Dōmei Shutsugeki)                                      | 2013. december 22.   |
| 627 | Luffy Dies at Sea!? The Pirate Alliance Comes Apart! Rufi Umi ni Shisu!? Kaizoku Dōmei Hōkai (ルフィ海に死す!? 海賊同盟崩壊; Hepburn: Rufi Umi ni Shisu!? Kaizoku Dōmei Hōkai)                                     | 2014. január 5.      |
| 628 | A Major Turnaround! Luffy's Angry Iron Fist Strikes! Dai-gyakuten! Sakuretsu Rufi Ikari no Tekken (大逆転! 炸裂ルフィ怒りの鉄拳; Hepburn: Dai-gyakuten! Sakuretsu Rufi Ikari no Tekken)                            | 2014. január 12.     |

### Tizenhetedik évad (2014–2016)
Nyitódal
Wake Up! (Wake up!; Hepburn: Weiku Appu!) – előadó: AAA (epizódok: 629 – 686)
Hard Knock Days (Hard Knock Days; Hepburn: Hādo Nokku Deizu) - előadó: GENERATIONS from EXILE TRIBE (epizódok: 687 – 746)
| #   | Epizód címe | Első japán sugárzás  |
| --- | --- | -------------------- |
| 629 | Startling! The Big News Shakes Up The New World! Gekishin! Shin Sekai Ugokasu Dai-nyūsu (激震！ 新世界動かす大ニュース; Hepburn: Gekishin! Shin Sekai Ugokasu Dai-nyūsu)                                                               | 2014. január 19.     |
| 630 | Explore! A Kingdom of Love and Passion Dressrosa! Bōken! Ai to Jōnetsu no Kuni Doresurōza (冒険！ 愛と情熱の国ドレスローザ; Hepburn: Bōken! Ai to Jōnetsu no Kuni Doresurōza)                                                          | 2014. január 26.     |
| 631 | Full of Enthusiasm! The Corrida Colosseum! Nekkyō Uzumaku - Korīda Koroshiamu (熱狂渦巻く コリーダコロシアム; Hepburn: Nekkyō Uzumaku - Korīda Koroshiamu)                                                                             | 2014. február 2.     |
| 632 | A Dangerous Love! The Dancer Girl - Violet! Kiken na Koi - Odoriko Vaioretto (危険な恋 踊り娘ヴァイオレット; Hepburn: "Kiken na Koi - Odoriko Vaioretto)                                                                               | 2014. február 9.     |
| 633 | A Formidable, Unknown Warrior! Here Comes Lucy! Saikyō no Mumei Senshi! Rūshī Tōjō (最強の無名戦士！ ルーシー登場; Hepburn: Saikyō no Mumei Senshi! Rūshī Tōjō)                                                                        | 2014. február 16.    |
| 634 | A Pirate Noble! Cavendish! Kaizoku Kikōshi Kyabendisshu (海賊貴公子 キャベンディッシュ; Hepburn: Kaizoku Kikōshi Kyabendisshu) | 2014. február 23.    |
| 635 | The Fateful Reunion! Bellamy the Hyena! Unmei no Saikai - Haiena no Beramī (運命の再会 ハイエナのベラミー; Hepburn: Unmei no Saikai - Haiena no Beramī)                                                                                | 2014. március 2.     |
| 636 | A Super Rookie! Bartolomeo the Cannibal! Chōshinsei! Hitokui no Barutoromeo (超新星！人食いのバルトロメオ; Hepburn: Chōshinsei! Hitokui no Barutoromeo)                                                                                | 2014. március 16.    |
| 637 | Big Names Duke It Out! The Heated Block B Battle! Gun'yū-kakkyo! Hakunetsu no Bī Burokku! (群雄割拠！ 白熱のBブロック！; Hepburn: Gun'yū-kakkyo! Hakunetsu no Bī Burokku!)                                                             | 2014. március 23.    |
| 638 | A Deadly Blow! The Astonishing King Punch! Ichigeki-hissatsu! Kyōi no Kingu Panchi (一撃必殺！ 驚異のキング・パンチ; Hepburn: Ichigeki-hissatsu! Kyōi no Kingu Panchi)                                                                 | 2014. március 30.    |
| 639 | The Fishing Fish Strike! Across the Deadly Iron Bridge! Tōgyo Shūrai! Shi no Tekkyō o Toppa Seyo (闘魚襲来！ 死の鉄橋を突破せよ; Hepburn: Tōgyo Shūrai! Shi no Tekkyō o Toppa Seyo)                                                    | 2014. április 6.     |
| 640 | Explore! Fairies' Island - Green Bit! Bōken! Yōsei no Shima Gurīn Bitto (冒険！ 妖精の島グリーンビット; Hepburn: Bōken! Yōsei no Shima Gurīn Bitto)                                                                                    | 2014. április 13.    |
| 641 | The Unknown World! The Tontatta Kingdom! Shirarezaru Sekai - Tontatta Ōkoku (知られざる世界 トンタッタ王国; Hepburn: Shirarezaru Sekai - Tontatta Ōkoku)                                                                               | 2014. április 20.    |
| 642 | The Stratagem of the Century! Doflamingo Makes His Move! Seiki no Bōryaku - Dofuramingo Ugoku (世紀の謀略 ドフラミンゴ動く; Hepburn: Seiki no Bōryaku - Dofuramingo Ugoku)                                                             | 2014. április 27.    |
| 643 | Shaking Heaven and Earth! Admiral Fujitora's Power! Tenchi Yurugasu! Taishō Fujitora no Jitsuryoku (天地ゆるがす！ 大将藤虎の実力; Hepburn: Tenchi Yurugasu! Taishō Fujitora no Jitsuryoku)                                            | 2014. május 4.       |
| 644 | A Blow of Anger! A Giant vs. Lucy! Ikari no Ichigeki! Kyojin tai Rūshī (怒りの一撃！ 巨人VSルーシー; Hepburn: Ikari no Ichigeki! Kyojin tai Rūshī)                                                                                     | 2014. május 11.      |
| 645 | Destruction Cannon Blasts! Lucy in Trouble! Hakai-hō Sakuretsu! Rūshī Kiki-ippatsu (破壊砲炸裂！ ルーシー危機一髪; Hepburn: Hakai-hō Sakuretsu! Rūshī Kiki-ippatsu)                                                                    | 2014. május 18.      |
| 646 | The Legendary Pirate! Don Chinjao! Densetsu no Kaizoku - Don Chinjao! (伝説の海賊 首領・チンジャオ！; Hepburn: Densetsu no Kaizoku - Don Chinjao!)                                                                                     | 2014. május 25.      |
| 647 | Light and Shadow! Darkness behind Dressrosa! Hikari to Kage - Doresurōza ni Hisomu Yami! (光と影 ドレスローザに潜む闇！; Hepburn: Hikari to Kage - Doresurōza ni Hisomu Yami!)                                                         | 2014. június 1.      |
| 648 | Making a Sortie! The Legendary Hero Usoland! Shutsugeki - Densetsu no Hīrō Usorando (出撃 伝説のヒーローウソランド; Hepburn: Shutsugeki - Densetsu no Hīrō Usorando)                                                                   | 2014. június 8.      |
| 649 | The Fierce Battle Coming to the End! Lucy vs. Chinjao! Gekisen Ketchaku - Rūshī tai Chinjao (激戦決着 ルーシーVSチンジャオ; Hepburn: Gekisen Ketchaku - Rūshī tai Chinjao)                                                             | 2014. június 15.     |
| 650 | Luffy and the Gladiator of Fate - Rebecca! Rufi to Shukumei no Ken Tōshi Rebekka (ルフィと宿命の剣闘士レベッカ; Hepburn: Rufi to Shukumei no Ken Tōshi Rebekka)                                                                        | 2014. június 22.     |
| 651 | Protect You to the End! Rebecca and the Toy Soldier! Mamorinuku! Rebekka to Omocha no Heitai (守り抜く！レベッカとおもちゃの兵隊; Hepburn: Mamorinuku! Rebekka to Omocha no Heitai)                                                    | 2014. június 29.     |
| 652 | The Last - and Bloodiest - Block! Block D Battle Begins! Saigo no Chō Gekisen Ku D Burokku Kaisen (最後の超激戦区 Dブロック開戦; Hepburn: Saigo no Chō Gekisen Ku D Burokku Kaisen)                                                    | 2014. július 6.      |
| 653 | A Decisive Battle! Giolla vs. the Straw Hats! Kessen! Jōra VS Mugiwara no Ichimi (決戦！ジョーラVS麦わらの一味; Hepburn: Kessen! Jōra VS Mugiwara no Ichimi)                                                                           | 2014. július 13.     |
| 654 | Beautiful Sword! Cavendish of the White Horse! Biken! Hakuba no Kyabendisshu (美剣！ 白馬のキャベンディッシュ; Hepburn: Biken! Hakuba no Kyabendisshu)                                                                                 | 2014. július 20.     |
| 655 | A Big Clash! Sanji vs. Doflamingo Dai-gekitotsu! Sanji tai Dofuramingo (大激突！ サンジVSドフラミンゴ; Hepburn: Dai-gekitotsu! Sanji tai Dofuramingo)                                                                                  | 2014. augusztus 3.   |
| 656 | Rebecca's Special Attack! Last-Ditch Sword Dance! Rebekka Hissatsu Ken! Haisui no Kenbu (レベッカ必殺剣！ 背水の剣舞; Hepburn: Rebekka Hissatsu Ken! Haisui no Kenbu)                                                                  | 2014. augusztus 10.  |
| 657 | The Most Violent Fighter! Logan vs Rebecca! Saikyō no Senshi! Rōgan tai Rebekka (最凶の戦士！ ローガンVSレベッカ; Hepburn: Saikyō no Senshi! Rōgan tai Rebekka)                                                                        | 2014. augusztus 17.  |
| 658 | A Big Surprise! The True Identity Of The Toy Soldier! Shōgeki! Omocha no Heitai no Shōtai! (衝撃！ おもちゃの兵隊の正体！; Hepburn: Shōgeki! Omocha no Heitai no Shōtai!)                                                              | 2014. augusztus 24.  |
| 659 | A Horrible Past! The Secret of Dressrosa Senritsu no Kako! Doresurōza no Himitsu (戦慄の過去！ ドレスローザの秘密; Hepburn: Senritsu no Kako! Doresurōza no Himitsu)                                                                   | 2014. augusztus 31.  |
| 660 | A Nightmare! The Tragic Night of Dressrosa! Akumu! Doresurōza Higeki no Ichiya (悪夢！ ドレスローザ悲劇の一夜; Hepburn: Akumu! Doresurōza Higeki no Ichiya)                                                                            | 2014. szeptember 7.  |
| 661 | A Showdown Between the Warlords! Law vs. Doflamingo! Shichibukai Taiketsu! Rō tai Dofuramingo (七武海対決！ ローVSドフラミンゴ; Hepburn: Shichibukai Taiketsu! Rō tai Dofuramingo)                                                     | 2014. szeptember 14. |
| 662 | Two Great Rivals Meet Each Other! Straw Hat and Heavenly Demon! Ryōyū Aimamieru! Mugiwara to Ten Yasha (両雄相まみえる！ 麦わらと天夜叉; Hepburn: Ryōyū Aimamieru! Mugiwara to Ten Yasha)                                              | 2014. szeptember 21. |
| 663 | Luffy Astonished! The Man Who Inherit Ace’s Will! Rufi Kyōgaku - Ēsu no Ishi o Tsugu Otoko (ルフィ驚愕 エースの意志を継ぐ男; Hepburn: Rufi Kyōgaku - Ēsu no Ishi o Tsugu Otoko)                                                        | 2014. szeptember 28. |
| 664 | Operation SOP Starts! Usoland Charges Forth! Esu-Ō-Pī Sakusen Kaishi - Usorando Totsugeki (SOP作戦開始 ウソランド突撃; Hepburn: Esu-Ō-Pī Sakusen Kaishi - Usorando Totsugeki)                                                          | 2014. október 5.     |
| 665 | A Burning Passion! Rebecca vs. Suleiman! Atsuki Omoi - Rebekka tai Sureiman (熱き思い レベッカVSスレイマン; Hepburn: Atsuki Omoi - Rebekka tai Sureiman)                                                                               | 2014. október 12.    |
| 666 | The End of the Match?! A Surprising Result of Block D! Shōsha Kettei!? Dī-Burokku Shōgeki no Ketsumatsu (勝者決定！？ Dブロック衝撃の結末; Hepburn: Shōsha Kettei!? Dī-Burokku Shōgeki no Ketsumatsu)                                  | 2014. október 19.    |
| 667 | The Admiral's Decision! Fujitora vs. Doflamingo! Taishō no Ketsudan - Fujitora tai Dofuramingo (大将の決断 藤虎VSドフラミンゴ; Hepburn: Taishō no Ketsudan - Fujitora tai Dofuramingo)                                                 | 2014. október 26.    |
| 668 | The Final Round Starts! Diamante The Hero Shows Up! Kesshō Kaishi - Eiyū Diamante Tōjō (決勝開始 英雄ディアマンテ登場; Hepburn: Kesshō Kaishi - Eiyū Diamante Tōjō)                                                                    | 2014. november 2.    |
| 669 | A Moving Castle! The Top Executive Pica Rises up! Ugoku Shiro! Saikō Kanbu Pīka Shutsugen (動く城！ 最高幹部ピーカ出現; Hepburn: Ugoku Shiro! Saikō Kanbu Pīka Shutsugen)                                                              | 2014. november 9.    |
| 670 | Dragon Claw Strikes! Lucy's Intimidating Attack! Ryū no Tsume Sakuretsu! Rūshī Kyōi no Ichigeki! (竜の爪炸裂！ ルーシー脅威の一撃！; Hepburn: Ryū no Tsume Sakuretsu! Rūshī Kyōi no Ichigeki!)                                         | 2014. november 16.   |
| 671 | Defeat Sugar! The Army of the Little People Charges! Datō Shugā - Kobito no Heitai Totsugeki! (打倒シュガー 小人の兵隊突撃！; Hepburn: Datō Shugā - Kobito no Heitai Totsugeki!)                                                       | 2014. november 23.   |
| 672 | The Last Light of Hope! The Secret of Our Commander! Saigo no Hikari - Warera ga Taichō no Himitsu! (最後の光 我らが隊長の秘密！; Hepburn: Saigo no Hikari - Warera ga Taichō no Himitsu!)                                             | 2014. november 30.   |
| 673 | The Rupture Human! Gladius Blows Up Big Time! Panku Ningen - Guradiusu Dai Bakuhatsu! (破裂（パンク）人間 グラディウス大爆発！; Hepburn: Panku Ningen - Guradiusu Dai Bakuhatsu!)                                                      | 2014. december 7.    |
| 674 | A Liar! Usoland on the Run! Usotsuki Usorando Tōsō-Chū! (ウソつきウソランド逃走中！; Hepburn: Usotsuki Usorando Tōsō-Chū!) | 2014. december 14.   |
| 675 | A Fateful Encounter! Kyros and King Riku! Unmei no Deai - Kyurosu to Riku Ō (運命の出会い キュロスとリク王; Hepburn: Unmei no Deai - Kyurosu to Riku Ō)                                                                                | 2014. december 21.   |
| 676 | Operation Failed! Usoland the Hero Dies!? Sakusen Shippai! Eiyū Usorando Shisu!? (作戦失敗！ 英雄ウソランド死す！？; Hepburn: Sakusen Shippai! Eiyū Usorando Shisu!?)                                                                  | 2014. december 28.   |
| 677 | The Legend is Back! Kyros' All-Out Attack! Densetsu Fukkatsu! Kyurosu Konshin no Ichigeki (伝説復活！キュロス渾身の一撃; Hepburn: Densetsu Fukkatsu! Kyurosu Konshin no Ichigeki)                                                      | 2015. január 11.     |
| 678 | The Fire Fist Strikes! The Flare-Flare Fruit Power Returns! Hiken Sakuretsu! Fukkatsu Mera Mera no Mi no Chikara (火拳炸裂！ 復活メラメラの実の力; Hepburn: Hiken Sakuretsu! Fukkatsu Mera Mera no Mi no Chikara)                      | 2015. január 18.     |
| 679 | Dashing into the Scene! The Chief of Staff of the Revolutionary Army - Sabo! Sassō Tōjō - Kakumei-gun Sanbō Sōchō Sabo! (颯爽登場 革命軍参謀総長サボ！; Hepburn: Sassō Tōjō - Kakumei-gun Sanbō Sōchō Sabo!)                           | 2015. január 25.     |
| 680 | The Devil's Trap! A Dressrosa Extermination Plan! Akuma no Wana - Doresurōza Senmetsu Sakusen (悪魔の罠 ドレスローザ殲滅作戦; Hepburn: Akuma no Wana - Doresurōza Senmetsu Sakusen)                                                    | 2015. február 1.     |
| 681 | The 500 Million Berry Man! Target: Usoland! Go Oku no Kubi - Nerawareta Usorando! (五億の首 狙われたウソランド！; Hepburn: Go Oku no Kubi - Nerawareta Usorando!)                                                                      | 2015. február 8.     |
| 682 | Breaking through Enemy Lines! Luffy and Zoro Launch the Counter-Attack! Tekijin Toppa - Rufi Zoro Hangeki Kaishi! (敵陣突破 ルフィ・ゾロ反撃開始！; Hepburn: Tekijin Toppa - Rufi Zoro Hangeki Kaishi!)                                | 2015. február 15.    |
| 683 | With a Rumbling of the Ground! The God of Destruction - Giant Pica Decends! Daichi Meidō - Hakai-shin Kyodai Pīka Kōrin (大地鳴動 破壊神巨大ピーカ降臨; Hepburn: Daichi Meidō - Hakai-shin Kyodai Pīka Kōrin)                          | 2015. március 1.     |
| 684 | Gathering into a Powerful Front! Luffy and a Group of Brutal Warriors! Dai Shūketsu! Rufi to Kyōaku Senshi Gundan (大集結！ルフィと凶悪戦士軍団; Hepburn: Dai Shūketsu! Rufi to Kyōaku Senshi Gundan)                                  | 2015. március 15.    |
| 685 | Steady Progress! Luffy's Army vs. Pica! Kai Shingeki! Rufi Gundan tai Pīka! (快進撃！ルフィ軍団VSピーカ！; Hepburn: Kai Shingeki! Rufi Gundan tai Pīka!)                                                                               | 2015. március 22.    |
| 686 | A Shocking Confession! Law’s Soulful Vow! Shōgeki Kokuhaku! Rō Atsuki Tamashī no Chikai! (衝撃告白！ロー熱き魂の誓い！; Hepburn: Shōgeki Kokuhaku! Rō Atsuki Tamashī no Chikai!)                                                       | 2015. március 29.    |
| 687 | A Big Collision! Chief of Staff - Sabo vs. Admiral Fujitora! Dai Gekitotsu! Sanbō Sōchō Sabo VS Taishō Fujitora (大激突！参謀総長サボVS大将藤虎; Hepburn: Dai Gekitotsu! Sanbō Sōchō Sabo VS Taishō Fujitora)                          | 2015. április 5.     |
| 688 | A Desperate Situation! Luffy Gets Caught in a Trap! Zettai Zetsumei - Wana ni Kakatta Rufi! (絶体絶命 罠にかかったルフィ！; Hepburn: Zettai Zetsumei - Wana ni Kakatta Rufi!)                                                          | 2015. április 12.    |
| 689 | A Great Escape! Luffy's Tide-turning Elephant Gun! Dai Dasshutsu! Rufi Kishikaisei no Zōjū (大脱出！ルフィ起死回生の像銃; Hepburn: Dai Dasshutsu! Rufi Kishikaisei no Zōjū)                                                            | 2015. április 19.    |
| 690 | A United Front! Luffy's Breakthrough to the Victory! Kyōdō Sensen - Rufi Shōri e no Toppakō (共同戦線 ルフィ勝利への突破口; Hepburn: Kyōdō Sensen - Rufi Shōri e no Toppakō)                                                           | 2015. április 26.    |
| 691 | The Second Samurai! Evening Shower Kanjuro Appears Futarime no Samurai - Yūdachi Kanjūrō Tōjō (二人目の侍 夕立ちカン十郎登場; Hepburn: Futarime no Samurai - Yūdachi Kanjūrō Tōjō)                                                     | 2015. május 3.       |
| 692 | A Hard-Fought Battle Against Pica! Zoro's Deadly Attack! Gekitō Pīka Sen - Zoro Hissatsu no Ichigeki! (激闘ピーカ戦 ゾロ必殺の一撃！; Hepburn: Gekitō Pīka Sen - Zoro Hissatsu no Ichigeki!)                                           | 2015. május 10.      |
| 693 | The Little People's Princess! Captive Mansherry! Kodomo no Hime - Torawareta no Mansherī (小人の姫 囚われたのマンシェリー; Hepburn: Kodomo no Hime - Torawareta no Mansherī)                                                           | 2015. május 17.      |
| 694 | Invincible! A Gruesome Army of Headcracker Dolls! Fujimi! Kyōfu no Atamawari Ningyō Gundan (不死身！恐怖の頭割り人形軍団; Hepburn: Fujimi! Kyōfu no Atamawari Ningyō Gundan)                                                           | 2015. május 24.      |
| 695 | Risking Their Lives! Luffy is the Trump Card for Victory! Inochi Kakete! Rufi wa Shōri no Kirifuda (命かけて！ルフィは勝利の切り札; Hepburn: Inochi Kakete! Rufi wa Shōri no Kirifuda)                                                 | 2015. május 31.      |
| 696 | A Tearful Reunion! Rebecca and Kyros! Namida no Saikai Rebekka to Kyurosu (涙の再会 レベッカとキュロス; Hepburn: Namida no Saikai Rebekka to Kyurosu)                                                                                  | 2015. június 7.      |
| 697 | One Shot One Kill! The Man Who Will Save Dressrosa! Ichigeki-hissatsu! Doresurōza o Sukuu Otoko (一撃必殺！ ドレスローザを救う男; Hepburn: Ichigeki-hissatsu! Doresurōza o Sukuu Otoko")                                               | 2015. június 14.     |
| 698 | Anger Erupts! Luffy and Law's Ultimate Stratagem! Ikari Bakuhatsu - Rufi Rō Saikyō no Hisaku (怒り爆発 ルフィ・ロー最強の秘策; Hepburn: Ikari Bakuhatsu - Rufi Rō Saikyō no Hisaku)                                                    | 2015. június 21.     |
| 699 | A Noble Family! The True Identity of Doflamingo! Kedakaki Ichizoku - Dofuramingo no Shōtai! (気高き一族 ドフラミンゴの正体！; Hepburn: Kedakaki Ichizoku - Dofuramingo no Shōtai!)                                                     | 2015. június 28.     |
| 700 | The Ultimate Power! The Secret of the Op-Op Fruit! Kyūkyoku no Chikara - Ope Ope no Mi no Himitsu! (究極の力 オペオペの実の秘密！; Hepburn: Kyūkyoku no Chikara - Ope Ope no Mi no Himitsu!)                                           | 2015. július 5.      |
| 701 | Sad Memories! Law the Boy from the White Town! Kanashiki Kioku Shiroi Machi no Shōnen Rō! (悲しき記憶 白い町の少年ロー！; Hepburn: Kanashiki Kioku Shiroi Machi no Shōnen Rō!)                                                         | 2015. július 12.     |
| 702 | A Celestial Dragon! Doffy's Stormy Past Tenryūbito! Dofi no Sōzetsunaru Kako (天竜人！ ドフィの壮絶なる過去; Hepburn: Tenryūbito! Dofi no Sōzetsunaru Kako)                                                                            | 2015. július 19.     |
| 703 | A Rocky Road! Law and Corazon's Journey of Life! Kunan no Michi - Rō to Korason Inochi no Tabi (苦難の道 ローとコラソン命の旅; Hepburn: Kunan no Michi - Rō to Korason Inochi no Tabi)                                                 | 2015. augusztus 2.   |
| 704 | The Time is Ticking Down! Seize the Op-Op Fruit! Toki Semaru - Ope Ope no Mi o Ubae! (時迫る オペオペの実を奪え！; Hepburn: Toki Semaru - Ope Ope no Mi o Ubae!)                                                                       | 2015. augusztus 9.   |
| 705 | The Moment of Resolution! Corazon's Farewell Smile! Kakugo no Toki - Korason Wakare no Egao! (覚悟の時 コラソン別れの笑顔！; Hepburn: Kakugo no Toki - Korason Wakare no Egao!)                                                        | 2015. augusztus 16.  |
| 706 | Advance, Law! The Kindhearted Man's Final Fight! Ike Rō - Yasashiki Otoko Saigo no Tatakai! (行けロー 優しき男最期の戦い！; Hepburn: Ike Rō - Yasashiki Otoko Saigo no Tatakai!)                                                       | 2015. augusztus 23.  |
| 707 | To Be Free! Law's Injection Shot Blasts! Jiyū e! Rō Injekushon Shotto Sakuretsu (自由へ！ロー注射ショット炸裂; Hepburn: Jiyū e! Rō Injekushon Shotto Sakuretsu)                                                                        | 2015. augusztus 30.  |
| 708 | An Intense Battle! Law vs. Doflamingo! Atsuki Tatakai Rō tai Dofuramingo (熱き闘い ローVSドフラミンゴ; Hepburn: Atsuki Tatakai Rō tai Dofuramingo)                                                                                     | 2015. szeptember 6.  |
| 709 | A Decisive Battle Against the Executives! Proud Hajrudin! Kanbu Kessen - Hokori Takaki Hairudin (幹部決戦 誇り高きハイルディン; Hepburn: Kanbu Kessen - Hokori Takaki Hairudin)                                                        | 2015. szeptember 13. |
| 710 | The Battle of Love! The New Leader Sai vs. Baby 5! Ai no Kessen - Shin Tōryō Sai tai Bebī 5 (愛の決戦 新棟梁サイVSベビー5; Hepburn: Ai no Kessen - Shin Tōryō Sai tai Bebī 5)                                                          | 2015. szeptember 20. |
| 711 | The Man's Pride! Bellamy's Last Charge! Otoko no Iji - Beramī Saigo no Totsugeki! (男の意地 ベラミー最期の突撃!; Hepburn: Otoko no Iji - Beramī Saigo no Totsugeki!)                                                                   | 2015. szeptember 27. |
| 712 | A Strong Wind and a Surge! Hakuba vs. Dellinger! Shippūdotō - Hakuba tai Derinjā (疾風怒濤 ハクバVSデリンジャー; Hepburn: Shippūdotō - Hakuba tai Derinjā)                                                                             | 2015. október 4.     |
| 713 | Barrier-Barrier! Homage God Fist Strikes! Bari Bari - Omāju Shinken Hatsudō! (バリバリ オマージュ神拳発動！; Hepburn: Bari Bari - Omāju Shinken Hatsudō!)                                                                              | 2015. október 11.    |
| 714 | The Healing Princess! Save Mansherry! Iyashi no Hime - Mansherī o Sukue! (癒しの姫 マンシェリーを救え！; Hepburn: Iyashi no Hime - Mansherī o Sukue!)                                                                                  | 2015. október 18.    |
| 715 | The Manly Duel! Señor's Elegy of Love! Otoko no Kettō - Senyūru Ai no Banka (男の決闘 セニュール愛の挽歌; Hepburn: Otoko no Kettō - Senyūru Ai no Banka)                                                                               | 2015. október 25.    |
| 716 | Stardust of Death! Diamante's Storm of Vicious Attacks! Desu Enhanbure - Diamante Mōkō no Arashi (死の星屑（デス・エンハンブレ） ディアマンテ猛攻の嵐; Hepburn: Desu Enhanbure - Diamante Mōkō no Arashi)                              | 2015. november 1.    |
| 717 | Trueno Bastardo! Kyros' Furious Strike! Turueno Basutādo! Kyurosu Ikari no Ichigeki! (雷の破壊剣（トゥルエノバスタード）！キュロス怒りの一撃！; Hepburn: Turueno Basutādo! Kyurosu Ikari no Ichigeki!)                                 | 2015. november 8.    |
| 718 | Moving Across the Ground! The Giant Statue Pica's Surprise Maneuver! Daichi Ōdan - Kyozō Pīka Kishū Sakusen! (大地横断 巨像ピーカ奇襲作戦！; Hepburn: Daichi Ōdan - Kyozō Pīka Kishū Sakusen!)                                         | 2015. november 15.   |
| 719 | A Decisive Battle in Midair! Zoro's New Special Secret Technique Blasts! Kūchū Kessen - Zoro Shin Hissatsu Ōgi Sakuretsu! (空中決戦 ゾロ新必殺奥義炸裂！; Hepburn: Kūchū Kessen - Zoro Shin Hissatsu Ōgi Sakuretsu!)                   | 2015. november 22.   |
| 720 | So Long! Bellamy's Farewell Blow! Abayo! Beramī Wakare no Ichigeki! (あばよ！ ベラミー別れの一撃！; Hepburn: Abayo! Beramī Wakare no Ichigeki!)                                                                                        | 2015. november 29.   |
| 721 | Law Dies! Luffy's Raging Onslaught! Rō Shisu - Rufi Fundo no Mōkōgeki! (ロー死す ルフィ憤怒の猛攻撃！; Hepburn: Rō Shisu - Rufi Fundo no Mōkōgeki!)                                                                                    | 2015. december 6.    |
| 722 | A Blade of Tenacity! The Gamma Knife Counterattack! Shūnen no Ha - Gyakushū no Ganma Naifu! (執念の刃 逆襲のガンマナイフ！; Hepburn: Shūnen no Ha - Gyakushū no Ganma Naifu!)                                                          | 2015. december 13.   |
| 723 | A Collision of Haki! Luffy vs. Doflamingo! Haki Gekitotsu - Rufi VS Dofuramingo (覇気激突 ルフィVSドフラミンゴ ; Hepburn: Haki Gekitotsu - Rufi VS Dofuramingo)                                                                        | 2015. december 20.   |
| 724 | Unassailable! The Stunning Secret of Trebol! Kōgeki Funō - Torēboru Shōgeki no Himitsu (攻撃不能 トレーボル衝撃の秘密; Hepburn: Kōgeki Funō - Torēboru Shōgeki no Himitsu)                                                             | 2015. december 27.   |
| 725 | Anger Erupts! I Will Take Everything upon Myself! Ikari Bakuhatsu - Ore ga Zenbu Hikiukeru (り爆発 おれが全部引き受ける; Hepburn: Ikari Bakuhatsu - Ore ga Zenbu Hikiukeru)                                                            | 2016. január 10.     |
| 726 | Gear Fourth! The Phenomenal Bounce-man! Gia 4! Kyōi no Baundoman (ギア4！ 驚異のバウンドマン！ ; Hepburn: Gia 4! Kyōi no Baundoman) | 2016. január 17.     |
| 727 | A Massive Counterattack! Doflamingo's Awakening! Dai Gyakushū! Dofuramingo no Kakusei! (大逆襲！ ドフラミンゴの覚醒！; Hepburn: Dai Gyakushū! Dofuramingo no Kakusei!)                                                                 | 2016. január 24.     |
| 728 | Luffy! An All-Out Leo Bazooka! Rufi! Konshin no Shishi Bazūka! (ルフィ！ 渾身の獅子バズーカ！; Hepburn: Rufi! Konshin no Shishi Bazūka!)                                                                                               | 2016. január 31.     |
| 729 | Flame Dragon King! Protect Luffy's Life! Kaen Ryūō - Rufi no Inochi o Mamorinuke (火炎竜王 ルフィの命を守りぬけ; Hepburn: Kaen Ryūō - Rufi no Inochi o Mamorinuke)                                                                     | 2016. február 14.    |
| 730 | Tears of Miracles! Mansherry's Fight! Kiseki no Namida - Mansherī no Tatakai! (奇跡の涙 マンシェリーの戦い！; Hepburn: Kiseki no Namida - Mansherī no Tatakai!)                                                                        | 2016. február 21.    |
| 731 | As Long as We Breathe! Stop the Deadly Birdcage! Inochi no Kagiri - Shi no Tori Kago o Tomero! (命の限り 死の鳥カゴを止めろ！; Hepburn: Inochi no Kagiri - Shi no Tori Kago o Tomero!)                                                 | 2016. február 28.    |
| 732 | Dead or Alive! A Fateful Countdown! Seika Shika - Unmei no Kauntodaun (生か死か 運命のカウントダウン; Hepburn: Seika Shika - Unmei no Kauntodaun)                                                                                      | 2016. március 6.     |
| 733 | Attack on a Celestial! Luffy's King Kong Gun of Anger! Ten o Utsu - Rufi Ikari no Kingu Kongu Gan (天を討つ ルフィ怒りの大猿王銃 (キングコングガン); Hepburn: Ten o Utsu - Rufi Ikari no Kingu Kongu Gan)                              | 2016. március 20.    |
| 734 | To Be Free! Dressrosa's Delight! Jiyū e! Yorokobi no Doresurōza! (自由へ！喜びのドレスローザ！; Hepburn: Jiyū e! Yorokobi no Doresurōza!)                                                                                              | 2016. március 27.    |
| 735 | The Unheard-of! Admiral Fujitora's Surprising Decision! Zendaimimon Taishō - Fujitora Shōgeki no Ketsudan! (前代未聞 大将藤虎衝撃の決断！; Hepburn: Zendaimimon Taishō - Fujitora Shōgeki no Ketsudan!)                                | 2016. április 3.     |
| 736 | Sending a Shock Wave! The Worst Generation Goes Into Action! Gekishin Hashiru - Ugokidasu Saiaku no Sedai! (激震走る 動き出す最悪の世代！; Hepburn: Gekishin Hashiru - Ugokidasu Saiaku no Sedai!)                                     | 2016. április 10.    |
| 737 | The Birth of the Legend! The Adventures of the Revolutionary Warrior Sabo! Densetsu Tanjō - Kakumei Senshi Sabo no Bōken! (伝説誕生、革命戦士サボの冒険！; Hepburn: Densetsu Tanjō - Kakumei Senshi Sabo no Bōken!)                    | 2016. április 17.    |
| 738 | The Brothers' Bond! The Untold Story Behind Luffy and Sabo's Reunion! Kyoudai no Kizuna, Rufi Sabo Saikai Hiwa (兄弟の絆、ルフィ サボ再会秘話; Hepburn: Kyoudai no Kizuna, Rufi Sabo Saikai Hiwa)                                      | 2016. április 24.    |
| 739 | The Strongest Creature! One of the Four Emperors - Kaido, King of the Beasts! Saikyō no Seibutsu - Yonkō Hyakujū no Kaidō (最強の生物 四皇・百獣のカイドウ; Hepburn: Saikyō no Seibutsu - Yonkō Hyakujū no Kaidō)                      | 2016. május 1.       |
| 740 | Fujitora Takes Action! The Complete Siege of the Straw Hats! Fujitora Ugoku - Mugiwara no Ichimi Kanzen Hōimō (藤虎動く麦わら一味完全包囲網; Hepburn: Fujitora Ugoku - Mugiwara no Ichimi Kanzen Hōimō)                                | 2016. május 8.       |
| 741 | A State of Emergency! Rebecca Is Kidnapped! Hijou Jitai Sarawareta Rebekka! (非常事態 さらわれたレベッカ！; Hepburn: Hijou Jitai Sarawareta Rebekka!)                                                                                  | 2016. május 15.      |
| 742 | The Bond Between Father and Daughter! Kyros and Rebecca! Oyako no Kizuna - Kyurosu to Rebekka (父娘の絆キュロスとレベッカ！; Hepburn: Oyako no Kizuna - Kyurosu to Rebekka)                                                            | 2016. május 22.      |
| 743 | Men's Pride! Luffy vs. Fujitora, Head-to-Head! Otoko no Iji - Rufi tai Fujitora Makkō Shōbu (男の意地ルフィVS藤虎真向勝負!; Hepburn: Otoko no Iji - Rufi tai Fujitora Makkō Shōbu)                                                     | 2016. május 29.      |
| 744 | No Way Out! Admiral Fujitora's Ruthless Pursuit! Mōkō Fujitora - Ten o Ōu Zetsubō no Gareki! (猛攻藤虎天を覆う絶望の瓦礫！; Hepburn: Mōkō Fujitora - Ten o Ōu Zetsubō no Gareki!)                                                      | 2016. június 5.      |
| 745 | Sons' Cups! Straw Hat Fleet is Formed! Kobun no Sakazuki Kessei! Mugiwara Dai Sendan! (子分の盃 結成！ 麦わら大船団！; Hepburn: Kobun no Sakazuki Kessei! Mugiwara Dai Sendan!)                                                        | 2016. június 12.     |
| 746 | The Numerous Rivals Struggle Amongst Themselves! The Raging Monsters of the New World Gun'yūkakkyo arekuruu shin sekai no kaibutsu-tachi (群雄割拠荒れ狂う新世界の怪物達; Hepburn: Gun'yūkakkyo arekuruu shin sekai no kaibutsu-tachi) | 2016. június 19.     |

### Tizennyolcadik évad (2016–2017)
Nyitódal
We Can! (ウィーキャン!; Hepburn: Wī Kyan!) – előadó: Kitadani Hirosi és Kishidan (epizódok: 747 – 806)
| #   | Epizód címe | Első japán sugárzás  |
| --- | --- | -------------------- |
| 747 | The Silver Fortress! Luffy and Barto's Great Adventure! Gin no yōsai rufi to Baruto dai bōken (銀の要塞 ルフィとバルト大冒険; Hepburn: Gin no yōsai rufi to Baruto dai bōken)                                                 | 2016. június 26.     |
| 748 | An Underground Maze! Luffy vs. the Tram Human! Chika meikyū Rufi tai torokko ningen (地下迷宮 ルフィ対トロッコ人間; Hepburn: Chika meikyū Rufi tai torokko ningen)                                                            | 2016. július 3.      |
| 749 | The Sword Technique Heats Up! Law and Zoro Finally Appear! Kengi Hakunestu Law Zoro Tsui ni Kenzan! (剣技白熱 ロー・ゾロ遂に見参！; Hepburn: Kengi Hakunestu Law Zoro Tsui ni Kenzan!)                                        | 2016. július 10.     |
| 750 | A Desperate Situation! Luffy Fights a Battle in Extreme Heat! Zettai Zetsumei - Rufi Kyokugen no Shakunetsu Sensen (絶対絶命 ルフィ極限の灼熱決戦; Hepburn: Zettai Zetsumei - Rufi Kyokugen no Shakunetsu Sensen)             | 2016. július 17.     |
| 751 | Curtain-up on a New Adventure! Arriving at the Phantom Island, Zou! Bōken Kaimaku - Maboroshi no Shima "Zō" Tōchaku! (冒険開幕 幻の島「ゾウ」到着！; Hepburn: Bōken Kaimaku - Maboroshi no Shima "Zō" Tōchaku!)               | 2016. július 31.     |
| 752 | The New Warlord! The Legendary Whitebeard's Son Appears! Shin Shichibukai Densetsu - Shirohige no Musuko Tōjō (新七武海 伝説・白ひげの息子登場; Hepburn: Shin Shichibukai Densetsu - Shirohige no Musuko Tōjō)                | 2016. augusztus 7.   |
| 753 | A Deadly Elephant Climb! A Great Adventure on the Back of the Giant Elephant! Kesshi no Tozō - Kyozō no Se no Dai-bōken! (決死の登象 巨象の背の大冒険!; Hepburn: Kesshi no Tozō - Kyozō no Se no Dai-bōken!)                  | 2016. augusztus 21.  |
| 754 | A Battle Begins! Luffy vs. the Mink Tribe! Sentō Kaishi - Rufi tai Minku-zoku! (戦闘開始 ルフィvsミンク族!; Hepburn: Sentō Kaishi - Rufi tai Minku-zoku!)                                                                     | 2016. augusztus 28.  |
| 755 | Garchu! The Straw Hats Reunite! Garuchū! Mugiwara no Ichimi Sai Shūketsu (ガルチュー！麦わらの一味再集結; Hepburn: Garuchū! Mugiwara no Ichimi Sai Shūketsu)                                                                  | 2016. szeptember 4.  |
| 756 | Start to Counterattack! Great Moves by the Curly Hat Pirates! Hangeki Kaishi - Guruwara no Ichimi Dai-katsuyaku! (反撃開始 ぐるわらの一味大活躍！; Hepburn: Hangeki Kaishi - Guruwara no Ichimi Dai-katsuyaku!)               | 2016. szeptember 11. |
| 757 | A Threat Descends! The Beast Pirates, Jack! Kyoui Shurai - Hyakujuu Kaizokudan Jakku! (脅威襲来 百獣海賊団ジャック！; Hepburn: Kyoui Shurai - Hyakujuu Kaizokudan Jakku!)                                                     | 2016. szeptember 25. |
| 758 | The King of the Day! Duke Dogstorm Appears! Hiru No Ou! Inuarashi Koushaku Toujou! (昼の王 イヌアラシ公爵登場！; Hepburn: Hiru No Ou! Inuarashi Koushaku Toujou!)                                                             | 2016. október 2.     |
| 759 | The King of the Night! Master Cat Viper Emerges! Yoru No Ou! Nekomamushi No Danna Kenzan (夜の王 ネコマムシの旦那見参; Hepburn: Yoru No Ou! Nekomamushi No Danna Kenzan)                                                      | 2016. október 9.     |
| 760 | The Exterminated Capital! The Twirly Hat Crew Arrive! Shuto Kaimetsu - Guru wara no Ichimi Jōriku (首都壊滅 ぐるわらの一味上陸!; Hepburn: Shuto Kaimetsu - Guru wara no Ichimi Jōriku)                                        | 2016. október 16.    |
| 761 | The Time Limit Closes in! The Bond Between the Mink Tribe and the Crew! Kokugen Semaru - Minku Zoku to Ichimi no Kizuna! (刻限迫る ミンク 族と一味の絆！; Hepburn: Kokugen Semaru - Minku Zoku to Ichimi no Kizuna!)          | 2016. október 23.    |
| 762 | The Delinquent Comes Home! Emperor Big Mom's Assassins! Akudō Kikyō yon - Sumeragi Biggu Mamu no Shikaku (悪童帰郷 四皇ビッグマムの刺客; Hepburn: Akudō Kikyō yon - Sumeragi Biggu Mamu no Shikaku)                           | 2016. október 30.    |
| 763 | The Truth Behind the Disappearance! Sanji Gets a Startling Invitation! Shissō no Shinjitsu - Sanji Kyōgaku no Shōtai Jō (失踪の真実 サンジ驚愕の招待状; Hepburn: Shissō no Shinjitsu - Sanji Kyōgaku no Shōtai Jō)            | 2016. november 6.    |
| 764 | To My Buds! Sanji's Farewell Note! Yarōdomo E Sanji Wakare No Okitegami (野郎共へ サンジ別れの置手紙; Hepburn: Yarōdomo E Sanji Wakare No Okitegami)                                                                          | 2016. november 13.   |
| 765 | Let's Go and Meet Master Cat Viper! Nekomamushi No Danna Ni Ai Ni Ikō (ネコマムシの旦那に会いに行こう; Hepburn: Nekomamushi No Danna Ni Ai Ni Ikō)                                                                            | 2016. november 20.   |
| 766 | Luffy's Decision! Sanji on the Brink of Quitting! Rufi Ketsudan Sanji Dattai No Kiki! (ルフィ決断 サンジ脱退の危機！; Hepburn: Rufi Ketsudan Sanji Dattai No Kiki!Rufi Ketsudan Sanji Dattai No Kiki!)                        | 2016. november 27.   |
| 767 | A Volatile Situation! The Dog and the Cat and the Samurai Isshokusokuhatsu Inu To Neko To Samurai! (一触即発 イヌとネコと侍！; Hepburn: Isshokusokuhatsu Inu To Neko To Samurai!)                                             | 2016. december 4.    |
| 768 | The Third One! Raizo of the Mist, the Ninja, Appears! Sannin Me! Ninja Kiri No Raizō Tōjō! (三人目！忍者霧の雷ぞう登場！; Hepburn: Sannin Me! Ninja Kiri No Raizō Tōjō!)                                                      | 2016. december 11.   |
| 769 | A Red Stone! A Guide to the One Piece! Akai Ishi! Wan Pīsu e no Michishirube (赤い石! “ひとつなぎの大秘宝（ワンピース）”への道標; Hepburn: Akai Ishi! Wan Pīsu e no Michishirube)                                             | 2016. december 18.   |
| 770 | The Secret of the Land of Wano! The Kozuki Family and the Ponegliffs! Wa no Kuni no Himitsu Kōzuki-ke to Pōnegurifu (ワノ国の秘密 光月家と歴史の本文 (ポーネグリフ)); Hepburn: Wa no Kuni no Himitsu Kōzuki-ke to Pōnegurifu) | 2016. december 25.   |
| 771 | A Vow Between Two Men! Luffy and Kozuki Momonosuke! Otoko no Chikai Rufi to Kōzuki Momonosuke (男の誓い ルフィと光月モモの助; Hepburn: Otoko no Chikai Rufi to Kōzuki Momonosuke)                                             | 2017. január 8.      |
| 772 | The Legendary Journey! The Dog and the Cat and the Pirate King! Densetsu no Kōkai - Inu to Neko to Kaizoku-Ō! (伝説の航海 イヌとネコと海賊王！; Hepburn: Densetsu no Kōkai - Inu to Neko to Kaizoku-Ō!)                       | 2017. január 15.     |
| 773 | The Nightmare Returns! The Invincible Jack's Fierce Attack! Akumu Futatabi Fujimi no Jakku Kyōshū (悪夢再び 不死身のジャック強襲; Hepburn: Akumu Futatabi Fujimi no Jakku Kyōshū)                                             | 2017. január 22.     |
| 774 | A Battle to Defend Zou! Luffy and Zunisha! Zō Bōeisen Rufi to Zunīsha! (ゾウ防衛戦 ルフィとズニーシャ！; Hepburn: Zō Bōeisen Rufi to Zunīsha!)                                                                                | 2017. január 29.     |
| 775 | Save Zunisha! The Straw Hats Rescue Operation! Zunīsha o Sukue Mugiwara Resukyū Dai-sakusen! (巨象を救え 麦わら救急大作戦!; Hepburn: Zunīsha o Sukue Mugiwara Resukyū Dai-sakusen!!)                                          | 2017. február 5.     |
| 776 | Saying Goodbye and Descending from the Elephant! Setting Out to Take Back Sanji! Wakare no Gezō - Sanji Dakkan no Funade! (別れの下象 サンジ奪還の船出！; Hepburn: Wakare no Gezō - Sanji Dakkan no Funade!)                  | 2017. február 12.    |
| 777 | To the Reverie! Princess Vivi and Princess Shirahoshi! Reverī e ōjo Bibi to Shirahoshi Hime (世界会議へ 王女ビビとしらほし姫; Hepburn: Reverī e ōjo Bibi to Shirahoshi Hime)                                                  | 2017. február 19.    |
| 778 | To the Reverie! Rebecca and the Sakura Kingdom! Reverī e Rebekka to Sakura Ōkoku (世界会議へ レベッカとサクラ王国; Hepburn: Reverī e Rebekka to Sakura Ōkoku)                                                                 | 2017. február 26.    |
| 779 | Kaido Returns! An Imminent Threat to the Worst Generation! Kaidō Futatabi Kyōi Semaru Saiaku no Sedai! (カイドウ再び 脅威迫る最悪の世代！; Hepburn: Kaidō Futatabi Kyōi Semaru Saiaku no Sedai!)                              | 2017. március 5.     |
| 780 | A Hungry Front! Luffy and the Marine Rookies! Harapeko Sensen Rufi to Kaigun Rūkī! (空腹戦線 ルフィと海軍超新星!; Hepburn: Harapeko Sensen Rufi to Kaigun Rūkī!)                                                              | 2017. március 19.    |
| 781 | The Implacable Three! A Big Chase After the Straw Hats! Shūnen no San Nin – Mugiwara Hitoaji Dai Tsuigeki Sen! (執念の３人 麦わら一味大追撃戦！; Hepburn: Shūnen no San Nin – Mugiwara Hitoaji Dai Tsuigeki Sen!)             | 2017. március 26.    |
| 782 | The Devil's Fist! A Show Down! Luffy vs. Grount! Akuma no Kobushi – Kessen! Rufi VS Guranto (悪魔の拳 決戦！ルフィVSグラント; Hepburn: Akuma no Kobushi – Kessen! Rufi VS Guranto)                                            | 2017. április 2.     |

### Tizenkilencedik évad (2017-2019)
Nyitódal
We Can! (ウィーキャン!; Hepburn: Wī Kyan!) – előadó: Kitadani Hirosi és Kishidan (epizódok: 747 – 806)
Hope (希望; Hepburn: Hōpu) - előadó: Amuro Namie (epizódok 807 - 855)
Super Powers (Sūpā Pawāzu) - előadó: V6 (epizódok 856 - 891)
| #       | Epizód címe | Első japán sugárzás  |
| ------- | --- | -------------------- |
| 783     | Sanji's Homecoming! Into Big Mom's Territory! Sanji Kikyō – Biggu Mamu no Kaiiki e! (サンジ 帰郷 ビッグ・マムの海域へ！; Hepburn: Sanji Kikyō – Biggu Mamu no Kaiiki e!)                                                                                          | 2017. április 9.     |
| 784     | Zero and Four! Encountering Germa 66! Rei to Yon - Sōgū! Jeruma Daburu Shikkusu (0と4 遭遇！ジェルマ66; Hepburn: Rei to Yon - Sōgū! Jeruma Daburu Shikkusu) | 2017. április 16.    |
| 785     | A Deadly Poison Crisis! Luffy and Reiju! Mōdoku no Kiki - Rufi to Reiju! (猛毒の危機 ルフィとレイジュ！; Hepburn: Mōdoku no Kiki - Rufi to Reiju!) | 2017. április 23.    |
| 786     | Totto Land! Emperor Big Mom Appears! Totto Rando! Yonkō Biggu Mamu Tōjō! (万国！ 四皇ビッグ・マム登場; Hepburn: Totto Rando! Yonkō Biggu Mamu Tōjō!) | 2017. április 30.    |
| 787     | The Emperor's Daughter! Sanji’s Fiancée - Pudding! Yonkō no Musume - Sanji no Konyakusha Purin (四皇の娘 サンジの婚約者プリン; Hepburn: Yonkō no Musume - Sanji no Konyakusha Purin)                                                                              | 2017. május 7.       |
| 788     | A Massive Attack! Mom's Hunger Pangs! Dai-shingeki! Kui-wazurai no Mamu (大進撃! 食いわずらいのマム; Hepburn: Dai-shingeki! Kui-wazurai no Mamu) | 2017. május 14.      |
| 789     | The Capital City Falls?! Big Mom and Jimbei Shuto Hōkai!? Biggu Mamu to Jinbē (首都崩壊！？ ビッグ・マムとジンベエ; Hepburn: Shuto Hōkai!? Biggu Mamu to Jinbē)                                                                                                   | 2017. május 21.      |
| 790     | The Emperor's Castle! Arriving at the Whole Cake Island! Yonkō no Shiro Hōru Kēki Airando Tōchaku (四皇の城 ホールケーキアイランド到着; Hepburn: Yonkō no Shiro Hōru Kēki Airando Tōchaku)                                                                        | 2017. május 28.      |
| 791     | A Mysterious Forest Full of Candies! Luffy vs. Luffy?! Okashi na Mori! Rufi tai Rufi (お菓子な森！ルフィＶＳルフィ; Hepburn: Okashi na Mori! Rufi tai Rufi) | 2017. június 4.      |
| 792     | Mom's Assassin! Luffy and the Seducing Woods! Mamu no Shikaku - Rufi to Yūwaku no Mori! (マムの刺客 ルフィと誘惑の森!; Hepburn: Mamu no Shikaku - Rufi to Yūwaku no Mori!)                                                                                        | 2017. június 11.     |
| 793     | A Seafaring Kingdom! Germa's King Judge! Kaiyū Kokka - Jeruma no Ō Jajji (海遊国家 ジェルマの王ジャッジ; Hepburn: Kaiyū Kokka - Jeruma no Ō Jajji) | 2017. június 18.     |
| 794     | A Battle Between Father and Son! Judge vs. Sanji! Oyako Taiketsu - Jajji tai Sanji! (父子対決 ジャッジVSサンジ!; Hepburn: Oyako Taiketsu - Jajji tai Sanji!) | 2017. június 25.     |
| 795     | A Giant Ambition! Big Mom and Caesar! Kyodai na Yabō - Biggu Mamu to Shīzā! (巨大な野望 ビッグ・マムとシーザー; Hepburn: Kyodai na Yabō - Biggu Mamu to Shīzā) | 2017. július 2.      |
| 796     | The Land of Souls! Mom’s Fatal Ability! Tamashī no Kuni - Mamu no Osorubeki Nōryoku! (魂の国 マムの恐るべき能力！; Hepburn: Tamashī no Kuni - Mamu no Osorubeki Nōryoku!)                                                                                         | 2017. július 9.      |
| 797     | A Top Officer! The Sweet 3 General Cracker Appears! Dai Kanbu! San Shōsei Kurakkā Tōjō (大幹部！三将星クラッカー登場; Hepburn: Dai Kanbu! San Shōsei Kurakkā Tōjō)                                                                                                | 2017. július 16.     |
| 798     | An Enemy Worth 800 million! Luffy vs. Thousand Armed Cracker! Hachi Oku no Teki Rufi tai Senju no Kurakkā (8億の敵 ルフィVS千手のクラッカー; Hepburn: Hachi Oku no Teki Rufi tai Senju no Kurakkā)                                                                | 2017. július 23.     |
| 799     | An All-out Duel! Gear Fourth vs. the Bis-Bis Ability! Zenryoku Shōbu Gia Fōsu VS Bisu Bisu no Nōryoku (全力勝負 ギア 4VSビスビスの能力; Hepburn: Zenryoku Shōbu Gia Fōsu VS Bisu Bisu no Nōryoku)                                                                 | 2017. július 30.     |
| 800     | The First and the Second Join! The Vinsmoke Family Ichi to Ni Shūketsu! Vinsumōku-ke (1と2 集結！ヴィンスモーク家; Hepburn: Ichi to Ni Shūketsu! Vinsumōku-ke) | 2017. augusztus 6.   |
| 801     | The Benefactor's Life! Sanji and Owner Zeff! Onjin no Inochi Sanji to Ōnā Zefu (恩人の命 サンジと料理長ゼフ; Hepburn: Onjin no Inochi Sanji to Ōnā Zefu) | 2017. augusztus 13.  |
| 802     | An Angry Sanji! The Secret of Germa 66! Ikari no Sanji Jeruma Daburu Shikkusu no Himitsu (怒りのサンジ ジェルマ66の秘密; Hepburn: Ikari no Sanji Jeruma Daburu Shikkusu no Himitsu)                                                                               | 2017. augusztus 20.  |
| 803     | The Past that He Let Go of! Vinsmoke Sanji! Suteta Kako - Vinsumōku Sanji (捨てた過去 ヴィンスモーク・サンジ; Hepburn: Suteta Kako - Vinsumōku Sanji) | 2017. augusztus 27.  |
| 804     | To the East Blue! Sanji's Resolute Departure! Īsuto Burū e Sanji Ketsui no Funade (東の海へ サンジ決意の船出; Hepburn: Īsuto Burū e Sanji Ketsui no Funade) | 2017. szeptember 3.  |
| 805     | A Battle of Limits! Luffy and the Infinite Biscuits! Genkai Shōbu - Rufi to Mugen Bisuketto (限界勝負 ルフィと無限ビスケット; Hepburn: Genkai Shōbu - Rufi to Mugen Bisuketto)                                                                                    | 2017. szeptember 17. |
| 806     | The Power of Satiety! A Gear Fourth Form - Tank Man! Manpuku no Chikara - Shin Gia Fōsu Tankuman (満腹の力 新ギア４タンクマン！; Hepburn: Manpuku no Chikara - Shin Gia Fōsu Tankuman)                                                                            | 2017. szeptember 24. |
| 807-808 | A Heartbreaking Duel! Luffy vs Sanji! - Parts 1 & 2 Kanashiki Kettō - Rufi tai Sanji (哀しき決闘 ルフィVSサンジ) | 2017. október 1.     |
| 809     | A Storm of Revenge! An Enraged Army Comes to Attack! Fukushū no Arashi! Ikari no Gundan Shūrai! (復讐の嵐 怒りの軍団襲来！; Hepburn: Fukushū no Arashi! Ikari no Gundan Shūrai!)                                                                                  | 2017. október 15.    |
| 810     | The End of the Adventure! Sanji's Resolute Proposal! Bōken no Owari - Sanji Ketsui no Puropōzu (冒険の終わり サンジ決意のプロポーズ; Hepburn: Bōken no Owari - Sanji Ketsui no Puropōzu)                                                                          | 2017. október 22.    |
| 811     | I'll Wait Here! Luffy vs. the Enraged Army! Koko de Matsu - Rufi tai Ikari no Gundan (ここで待つ ルフィVS怒りの軍団; Hepburn: Koko de Matsu - Rufi tai Ikari no Gundan)                                                                                           | 2017. október 29.    |
| 812     | Invading the Chateau! Reach the Road Ponegliff! Shadō sen'nyũ - Ubae! Rōdo Pōnegurifu (城内潜入 奪え！ ロード歴史の本文; Hepburn: Shadō sen'nyũ - Ubae! Rōdo Pōnegurifu)                                                                                          | 2017. november 5.    |
| 813     | A Fateful Confrontation! Luffy and Big Mom! Innen no Taimen - Rufi to Biggu Mamu! (因縁の対面 ルフィとビッグ・マム！; Hepburn: Innen no Taimen - Rufi to Biggu Mamu!)                                                                                             | 2017. november 12.   |
| 814     | Shout of the Soul! Brook and Pedro's Lightning Operation! Tamashī no Sakebi - Burukku & Pedoro Dengeki Sakusen (魂の叫び ブルック＆ペドロ電撃作戦; Hepburn: Tamashī no Sakebi - Burukku & Pedoro Dengeki Sakusen)                                                 | 2017. november 19.   |
| 815     | Goodbye! Pudding's Tearful Determination! Sayonara - Purin Namida no Ketsui (さよなら プリン涙の決意; Hepburn: Sayonara - Purin Namida no Ketsui) | 2017. november 26.   |
| 816     | The History of the Left Eye! Pedro vs. Baron Tamago! Hidarime no Innen - Pedoro VS Tamago Danshaku (左眼の因縁 ペドロVSタマゴ男爵; Hepburn: Hidarime no Innen - Pedoro VS Tamago Danshaku)                                                                        | 2017. december 3.    |
| 817     | Moist Cigarette! The Night Before Sanji's Wedding! Shikemoku - Sanji no Kekkon Zenya (シケモク サンジの結婚前夜; Hepburn: Shikemoku - Sanji no Kekkon Zenya) | 2017. december 10.   |
| 818     | The Undaunted Soul! Brook vs. Big Mom! Fukutsu no Souru - Burukku tai Biggu Mamu (不屈の魂（ソウル） ブルックVSビック・マム; Hepburn: Fukutsu no Souru - Burukku tai Biggu Mamu)                                                                                  | 2017. december 17.   |
| 819     | Sora's Wish! Germa's Failure - Sanji! Sora no Negai - Jeruma no Shippaisaku Sanji (母 (ソラ) の願い ジェルマの失敗作サンジ; Hepburn: Sora no Negai - Jeruma no Shippaisaku Sanji)                                                                                 | 2017. december 24.   |
| 820     | To Reach Sanji! Luffy's Vengeful Hell-bent Dash! Sanji no Moto e - Rufi Gyakushū no Dai Gekisō (サンジの元へ ルフィ逆襲の大激走; Hepburn: Sanji no Moto e - Rufi Gyakushū no Dai Gekisō)                                                                          | 2018. január 7.      |
| 821     | The Chateau in Turmoil! Luffy, to the Rendezvous! Shatō Dōran - Rufi Yakusoku no Basho e (城内動乱 ルフィ約束の場所へ; Hepburn: Shatō Dōran - Rufi Yakusoku no Basho e)                                                                                           | 2018. január 14.     |
| 822     | Deciding to Say Goodbye! Sanji and his Straw-Hat Bento! Wakare no Ketsui - Sanji to Mugiwara Bentō (別れの決意 サンジと麦わら弁当; Hepburn: Wakare no Ketsui - Sanji to Mugiwara Bentō)                                                                           | 2018. január 21.     |
| 823     | The Emperor Rolls Over! Rescue Brook Mission! Yonko no Negaeri - Burukku Kyūshutsu Dai Sakusen! (四皇の寝返り ブルック救出大作戦！; Hepburn: Yonko no Negaeri - Burukku Kyūshutsu Dai Sakusen!)                                                                   | 2018. január 28.     |
| 824     | The Rendezvous! Luffy, a One-on-One at His Limit! Yakusoku no Basho - Rufi Genkai no Ikkiuchi (約束の場所 ルフィ限界の一騎打ち; Hepburn: Yakusoku no Basho - Rufi Genkai no Ikkiuchi)                                                                             | 2018. február 4.     |
| 825     | A Liar! Luffy and Sanji!! Usotsuki - Rufi to Sanji (ウソつき ルフィとサンジ; Hepburn: Usotsuki - Rufi to Sanji) | 2018. február 11.    |
| 826     | Sanji Comes Back! Crash! The Tea Party from Hell! Sanji Fukkatsu Kowase! Jigoku no Ochakai (サンジ復活 壊せ！地獄のお茶会; Hepburn: Sanji Fukkatsu Kowase! Jigoku no Ochakai)                                                                                     | 2018. február 18.    |
| 827     | A Secret Meeting! Luffy vs. the Fire Tank Pirates! Mikkai! Rufi VS Faiatanku Kaizoku-dan (密会！ルフィVSファイアタンク海賊団; Hepburn: Mikkai! Rufi VS Faiatanku Kaizoku-dan)                                                                                     | 2018. március 4.     |
| 828     | The Deadly Pact! Luffy & Bege's Allied Forces! Shi no kyōtei Rufi & Bejji rengō-gun (死の協定 ルフィ&ベッジ連合軍; Hepburn: Shi no kyōtei Rufi & Bejji rengō-gun)                                                                                                 | 2018. március 18.    |
| 829     | Luffy Engages in a Secret Maneuver! The Wedding Full of Conspiracies Start Soon! Rufi Anyaku Kaien Chokuzen! Inbō no Kekkonshiki (ルフィ暗躍 開演直前！陰謀の結婚式; Hepburn: Rufi Anyaku Kaien Chokuzen! Inbō no Kekkonshiki)                                    | 2018. március 25.    |
| 830     | The Family Gets Together! The Hellish Tea Party Starts! Kazoku Shūketsu Kaien! Jigoku no Ochakai (家族集結 開演！地獄のお茶会; Hepburn: Kazoku Shūketsu Kaien! Jigoku no Ochakai)                                                                                 | 2018. április 1.     |
| 831     | The Broken Couple! Sanji and Pudding Enter! Kamen Fūfu Sanji ♡ Purin Nyūjō! (仮面夫婦 サンジ♡プリン入場！; Hepburn: Kamen Fūfu Sanji ♡ Purin Nyūjō!) | 2018. április 8.     |
| 832     | A Deadly Kiss! The Mission to Assassinate the Emperor Kicks Off! Shi no Kisu - Yonkō Ansatsu Sakusen Kaishi! (死のキス 四皇暗殺作戦開始!; Hepburn: Shi no Kisu - Yonkō Ansatsu Sakusen Kaishi!)                                                                   | 2018. április 15.    |
| 833     | Returning the Sake Cup! The Manly Jimbei Pays His Debt! Sakazuki Henjō! Otoko Jinbei no Otoshimae (盃返上! 侠客(おとこ)ジンベエの落とし前; Hepburn: Sakazuki Henjō! Otoko Jinbei no Otoshimae)                                                                    | 2018. április 22.    |
| 834     | The Mission Failed?! The Big Mom Pirates Strike Back! Sakusen Shippai!? Hangeki no Biggu Mamu Kaizoku-dan (作戦失敗!? 反撃のビッグ・マム海賊団; Hepburn: Sakusen Shippai!? Hangeki no Biggu Mamu Kaizoku-dan)                                                     | 2018. április 29.    |
| 835     | Run, Sanji! SOS! Germa 66! Hashire Sanji - SOS! Jeruma Daburu Shikkusu (走れサンジ SOS!ジェルマ66(ダブルシックス)); Hepburn: Hashire Sanji - SOS! Jeruma Daburu Shikkusu)                                                                                         | 2018. május 6.       |
| 836     | Mom's Secret! The Giant's Island Elbaph and a Little Monster! Mamu no Himitsu - Kyojin no Shima to Chīsana Kaibutsu (マムの秘密 巨人の島と小さな怪物; Hepburn: Mamu no Himitsu - Kyojin no Shima to Chīsana Kaibutsu)                                             | 2018. május 13.      |
| 837     | The Birth of Mom! The Day That Carmel Vanished! Mamu Tanjō - Karumeru Ga Kieta Hi (マム誕生 カルメルが消えた日; Hepburn: Mamu Tanjō - Karumeru Ga Kieta Hi) | 2018. május 20.      |
| 838     | The Launcher Blasts! The Moment of Big Mom's Assassination! Heiki Sakuretsu! Biggu Mamu Ansatsu no Shunkan (兵器炸裂! ビッグ·マム暗殺の瞬間; Hepburn: Heiki Sakuretsu! Biggu Mamu Ansatsu no Shunkan)                                                             | 2018. május 27.      |
| 839     | The Evil Army! Transform! Germa 66! Aku no Gundan - Henshin! Jeruma 66 (悪の軍団 変身!ジェルマ66(ダブルシックス); Hepburn: Aku no Gundan - Henshin! Jeruma 66) | 2018. június 3.      |
| 840     | Cutting the Father-Son Relationship! Sanji and Judge! Oyako no Ketsubetsu - Sanji to Jajji (父子の訣別 サンジとジャッジ; Hepburn: Oyako no Ketsubetsu - Sanji to Jajji)                                                                                           | 2018. június 10.     |
| 841     | Escape From the Tea Party! Luffy vs. Big Mom! Chakai Dasshutsu! Rufi VS Biggu Mamu (茶会脱出!ルフィVSビガ·マム; Hepburn: Chakai Dasshutsu! Rufi VS Biggu Mamu) | 2018. június 17.     |
| 842     | The Execution Begins! Luffy's Allied Forces Are Annihilated?! Shokei Kaishi! Rufi Rengō Gun Zenmetsu!? (処刑開始!ルフィ連合軍全滅!?; Hepburn: Shokei Kaishi! Rufi Rengō Gun Zenmetsu!?)                                                                           | 2018. június 24.     |
| 843     | The Chateau Collapses! The Straw Hat's Great Escape Begins! Ōki Hōkai - Mugiwara Ichimi Dai Dassō Kaishi (巨城崩壞麦わら一味大脱走開始; Hepburn: Ōki Hōkai - Mugiwara Ichimi Dai Dassō Kaishi)                                                                    | 2018. július 1.      |
| 844     | The Spear of Elbaph! Onslaught! The Flying Big Mom! PErubafu no Yari - Kyōshū! Sora Kakeru Biggu Mamu (巨人の槍 強襲! 空翔るビッグ·マム; Hepburn: Erubafu no Yari - Kyōshū! Sora Kakeru Biggu Mamu)                                                               | 2018. július 8.      |
| 845     | Pudding's Determination! Ablaze! The Seducing Woods! Purin no Ketsui - Katsu Dai Enjō(Tai en-jō!) Yūwaku(Yūwaku) no Mori (プリンの決意 活大炎上(たいえんじょう! 誘惑(ゆうわく)の森; Hepburn: Purin no Ketsui - Katsu Dai Enjō(Tai en-jō!) Yūwaku(Yūwaku) no Mori) | 2018. július 15.     |
| 846     | A Lightning Counterattack! Nami and Zeus the Thundercloud! Hangeki no Kaminari - Nami to Raiun Zeusu" (反撃の雷(かみなり) ナミと雷雲(らいうん)ゼウス; Hepburn: Hangeki no Kaminari - Nami to Raiun Zeusu)                                                         | 2018. július 22.     |
| 847     | A Coincidental Reunion! Sanji and the Lovestruck Evil Pudding! Gūzen (gūzen) no Saikai - Sanji to Koisuru Aku Purin (偶然(ぐうぜん)の再会 サンジと恋する悪プリン; Hepburn: Gūzen (gūzen) no Saikai - Sanji to Koisuru Aku Purin)                                  | 2018. július 29.     |
| 848     | Save the Sunny! Fighting Bravely! Chopper and Brook! Sanī-gō o Mamoru - Hageshī Tatakai! Choppā to Burukku (サニー号○マモール羽生会長！チョッパーとブルック; Hepburn: Sanī-gō o Mamoru - Hageshī Tatakai! Choppā to Burukku)                                      | 2018. augusztus 5.   |
| 849     | Before the Dawn! Pedro, the Captain of the Guardians Yoake Mae Gādianzu Danchō Pedoro (夜明け前 侠客団 (ガーディアンズ) 団長ペドロ; Hepburn: Yoake Mae Gādianzu Danchō Pedoro)                                                                                    | 2018. augusztus 12.  |
| 850     | I'll Be Back! Luffy, Deadly Departure! Kanarazu Modoru - Rufi Inochigake no Shukkō (必ず戻る ルフィ命がけの出航！; Hepburn: Kanarazu Modoru - Rufi Inochigake no Shukkō)                                                                                          | 2018. augusztus 19.  |
| 851     | The Man with a Bounty of Billion! The Strongest Sweet General, Katakuri! Jyuuoku no Otoko Saikyou no San Shousei Katakuri (十億の男 最強スイート将星カタクリ; Hepburn: Jyuuoku no Otoko Saikyou no San Shousei Katakuri)                                          | 2018. augusztus 26.  |
| 852     | A Hard Battle Starts! Luffy vs. Katakuri! Tatakai no Kaishi - Rufi tai Katakuri (戦いの開始 ルフィVSカタクリ; Hepburn: Tatakai no Kaishi - Rufi tai Katakuri) | 2018. szeptember 2.  |
| 853     | The Green Room! An Invincible Helmsman, Jimbei! Nami no Heya - Musō Sōda-shu Jinbē (波の部屋 無双操舵手ジンベエ; Hepburn: Nami no Heya - Musō Sōda-shu Jinbē) | 2018. szeptember 16. |
| 854     | The Threat of the Mole! Luffy's Silent Fight! Mogura no Kyōi - Rufi Chinmoku no Hanashi (土電(もぐら)の脅威(きょうい) ルフィ沈黙(ちんもく)の咄い; Hepburn: Mogura no Kyōi - Rufi Chinmoku no Hanashi)                                                             | 2018. szeptember 23. |
| 855     | The End of the Deadly Battle?! Katakuri's Awakening in Anger! Shitō Kecchaku!? Katakuri Ikari no Kakusei (死闘(しとう)決着!? カタクリ怒りの覚醒(かくせい); Hepburn: Shitō Kecchaku!? Katakuri Ikari no Kakusei)                                                   | 2018. szeptember 30. |
| 856     | The Forbidden Secret! Katakuri's Merienda! Kindan no Himitsu Katakuri no Merienda (禁断の秘密 カタクリのおやつの時間 (メリエンダ); Hepburn: Kindan no Himitsu Katakuri no Merienda)                                                                               | 2018. október 7.     |
| 857     | Luffy Fights Back! The Invincible Katakuri's Weak Point! Rufi Hangeki - Muteki Katakuri no Jakuten (ルフィ反撃 無敵カタクリの弱点; Hepburn: Rufi Hangeki - Muteki Katakuri no Jakuten)                                                                            | 2018. október 14.    |
| 858     | Another Crisis! Gear Fourth vs. Unstoppable Donuts! Kiki Futatabi! Gia Fōsu vs Musō Dōnatsu (危機再び！ギア4（フォース）vs 無双（むそう）ドーナツ; Hepburn: Kiki Futatabi! Gia Fōsu vs Musō Dōnatsu)                                                              | 2018. október 21.    |
| 859     | The Rebellious Daughter, Chiffon! Sanji's Big Plan for Transporting the Cake! Hangyaku no Shifon - Sanji no Kēki Yusō Dai-Sakusen (反逆の娘（シフォン） サンジのケーキ輸送大作戦; Hepburn: Hangyaku no Shifon - Sanji no Kēki Yusō Dai-Sakusen)                   | 2018. október 28.    |
| 860     | A Man's Way of Life! Berge and Luffy's Determination as Captains! Otoko no Ikizama - Bejji to Rufi Senchō no Ketsui (男の生き様 ベッジとルフィ船長の決意; Hepburn: Otoko no Ikizama - Bejji to Rufi Senchō no Ketsui)                                             | 2018. november 4.    |
| 861     | The Cake Sank?! Sanji and Bege's Getaway Battle! Kēki Chinbotsu!? Sanji to Bejji Tōbō-sen (ケーキ沈没！？サンジ＆ベッジ逃亡戦; Hepburn: Kēki Chinbotsu!? Sanji to Bejji Tōbō-sen)                                                                                 | 2018. november 11.   |
| 862     | Sulong! Carrot's Big Mystic Transformation! Suron - Kyarotto Shinpi no Dai Henshin (月の獅子 (スーロン) キャロット神秘の大変身; Hepburn: Suron - Kyarotto Shinpi no Dai Henshin)                                                                                  | 2018. november 18.   |
| 863     | Break Through! The Straw Hat's Mighty Sea Battle! Toppa Seyo - Mugiwara no Ichimi Dai Kaisen! (突破せよ 麦わらの一味大海戦！; Hepburn: Toppa Seyo - Mugiwara no Ichimi Dai Kaisen!)                                                                               | 2018. november 25.   |
| 864     | Finally, The Clash! The Emperor of the Sea vs. the Straw Hats! Tsuini Gekitotsu - Yonkō VS Mugiwara no Ichimi (遂に激突 四皇VS麦わらの一味; Hepburn: Tsuini Gekitotsu - Yonkō VS Mugiwara no Ichimi)                                                              | 2018. december 9.    |
| 865     | Dark King's Direct Precepts! The Battle Against Katakuri Turns Around! Meiō Jikiden - Katakuri-sen Dai Gyakuten Kaishi (冥王直伝 カタクリ戦 大逆転開始; Hepburn: Meiō Jikiden - Katakuri-sen Dai Gyakuten Kaishi)                                                 | 2018. december 16.   |
| 866     | Finally He Returns! Sanji, the Man Who'll Stop the Emperor of the Sea! Tsuini Kikan - Yonkō o Tomeru Otoko Sanji (遂に帰還 四皇を止める男サンジ; Hepburn: Tsuini Kikan - Yonkō o Tomeru Otoko Sanji)                                                              | 2018. december 23.   |
| 867     | Lurking in the Darkness! An Assassin Targeting Luffy! Yami ni Hisomu - Rufi o Osou Ansatsusha! (闇に潜む ルフィを襲う暗殺者！; Hepburn: Yami ni Hisomu - Rufi o Osou Ansatsusha!)                                                                                 | 2019. január 6.      |
| 868     | One Man's Determination! Katakuri's Deadly Big Fight! Otoko no Kakugo - Katakuri Inochigake Ōshōbu (男の覚悟 カタクリ命がけ大勝負; Hepburn: Otoko no Kakugo - Katakuri Inochigake Ōshōbu)                                                                         | 2019. január 13.     |
| 869     | Wake Up! The Color of Observation Able to Top The Strongest! Mezamero - Saikyō o Koeru Kenbun-shoku (目覚めろ 最強を越える見聞色; Hepburn: Mezamero - Saikyō o Koeru Kenbun-shoku)                                                                                | 2019. január 20.     |
| 870     | A Fist of Divine Speed! Another Gear Fourth Application Activated! Shinsoku no Ken - Aratanaru Gia Fōsu Hatsudō! (神速の拳 新たなるギア4発動！; Hepburn: Shinsoku no Ken - Aratanaru Gia Fōsu Hatsudō!)                                                           | 2019. január 27.     |
| 871     | Finally, It's Over! The Climax of the Intense Fight against Katakuri! Tsuini Shūketsu - Sōzetsu Katakuri-sen no Yukue (遂に終結 壮絶カタクリ戦の行方; Hepburn: Tsuini Shūketsu - Sōzetsu Katakuri-sen no Yukue)                                                   | 2019. február 3.     |
| 872     | A Desperate Situation! The Iron-tight Entrapment of Luffy! Zettai Zetsumei - Teppeki no Rufi Hōimō! (絶体絶命 鉄壁のルフィ包囲網!; Hepburn: Zettai Zetsumei - Teppeki no Rufi Hōimō!)                                                                             | 2019. február 10.    |
| 873     | Pulling Back from the Brink! The Formidable Reinforcements - Germa! Kishi Kaisei - Saikyō no Engun Jeruma! (起死回生 最強の援軍ジェルマ!; Hepburn: Kishi Kaisei - Saikyō no Engun Jeruma!)                                                                        | 2019. február 17.    |
| 874     | The Last Hope! The Sun Pirates Emerge! Saigo no Toride - Taiyō no Kaizoku-dan Arawaru (最後の砦 タイヨウの海賊団現る; Hepburn: Saigo no Toride - Taiyō no Kaizoku-dan Arawaru)                                                                                    | 2019. február 24.    |
| 875     | A Captivating Flavor! Sanji's Cake of Happiness! Miwaku no Aji - Shiawase no Sanji no Kēki (魅惑の味 幸せのサンジのケーキ; Hepburn: Miwaku no Aji - Shiawase no Sanji no Kēki)                                                                                    | 2019. március 3.     |
| 876     | The Man of Humanity and Justice! Jimbei, a Desperate Massive Ocean Current Jingi no Otoko - Jinbē Kesshi no Daikairyū (仁義の漢 ジンベエ決死の大海流; Hepburn: Jingi no Otoko - Jinbē Kesshi no Daikairyū)                                                        | 2019. március 17.    |
| 877     | The Parting Time! Pudding's Last Wish! Sekibetsu no Toki - Purin Saigo no “Onegai„ (惜別の時 プリン最後の“お願い„; Hepburn: Sekibetsu no Toki - Purin Saigo no “Onegai„)                                                                                          | 2019. március 24.    |
| 878     | The World in Shock! The Fifth Emperor of the Sea Arrives! Sekai Kyōgaku - Dai Go no Umi no Kōtei Arawaru! (世界驚愕 第五の海の皇帝現る！; Hepburn: Sekai Kyōgaku - Dai Go no Umi no Kōtei Arawaru!)                                                               | 2019. március 31.    |
| 879     | To the Reverie! The Straw Hats' Sworn Allies Come Together! Reverī e Shūketsu! Mugiwara Meiyū-tachi (世界会議 (レヴェリー) へ 集結！麦わら盟友達; Hepburn: Reverī e Shūketsu! Mugiwara Meiyū-tachi)                                                               | 2019. április 7.     |
| 880     | Sabo Goes into Action! All the Captains of the Revolutionary Army Appear! Sabo Ugoku - Kakumei Gunzen Taichō Tōjō (サボ動く 革命軍全隊長登場!; Hepburn: Sabo Ugoku - Kakumei Gunzen Taichō Tōjō)                                                                  | 2019. április 14.    |
| 881     | Going into Action! The Implacable New Admiral of the Fleet - Sakazuki! Ugokidasu - Shūnen no Shin Gensui Sakazuki (動き出す 執念の新元帥サカズキ; Hepburn: Ugokidasu - Shūnen no Shin Gensui Sakazuki)                                                            | 2019. április 21.    |
| 882     | The Paramount War! The Inherited Will of the King of the Pirates! Chōjō Sensō - Tsuga Reta Kaizoku-ō no Ishi (頂上戦争 継がれた海賊王の意思; Hepburn: Chōjō Sensō - Tsuga Reta Kaizoku-ō no Ishi)                                                                 | 2019. április 28.    |
| 883     | One Step Forward for Her Dream! Shirahoshi Goes Out in the Sun Yume no Ippo - Shirahoshi Taiyō no Shita e! (夢の一歩 しらほし太陽の下へ!; Hepburn: Yume no Ippo - Shirahoshi Taiyō no Shita e!)                                                                   | 2019. május 5.       |
| 884     | I Miss Him! Vivi and Rebecca's Sentiments! Aitai - Bibi to Rebekka no Omoi (会いたい ビビとレベッカの想い; Hepburn: Aitai - Bibi to Rebekka no Omoi) | 2019. május 12.      |
| 885     | In the Dark Recesses of the Holyland! A Mysterious Giant Straw Hat! Seichi no Yami - Nazo no Kyodaina Mugiwara-bōshi (聖地の闇 謎の巨大な麦わら帽子; Hepburn: Seichi no Yami - Nazo no Kyodaina Mugiwara-bōshi)                                                   | 2019. május 19.      |
| 886     | The Holyland in Tumult! The Targeted Princess Shirahoshi! Seichi Sōzen - Nerawareta Shirahoshi-hime! (聖地騒然 狙われたしらほし姫！; Hepburn: Seichi Sōzen - Nerawareta Shirahoshi-hime!)                                                                         | 2019. május 26.      |
| 887     | An Explosive Situation! Two Emperors of the Sea Going After Luffy! Rufi o Nerau Futari no Yonkō (ルフィを狙う二人の四皇; Hepburn: Rufi o Nerau Futari no Yonkō)                                                                                                   | 2019. június 2.      |
| 888     | Sabo Enraged! The Tragedy of the Revolutionary Army Officer Kuma! Sabo Okoru - Kakumei-gun Kanbu Kuma no Higeki (サボ怒る 革命軍幹部くまの悲劇; Hepburn: Sabo Okoru - Kakumei-gun Kanbu Kuma no Higeki)                                                           | 2019. június 9.      |
| 889     | Finally, It Starts! The Conspiracy-filled Reverie! Tsui ni Kaimaku - Inbō Uzumaku Reverī (遂に開幕 陰謀渦巻く世界会議 (レヴェリー); Hepburn: Tsui ni Kaimaku - Inbō Uzumaku Reverī)                                                                               | 2019. június 16.     |
| 890     | Marco! The Keeper of Whitebeard's Last Memento! Maruko! Shirohige no Katami no Shugosha (マルコ！白ひげの形見の守護者; Hepburn: Maruko! Shirohige no Katami no Shugosha)                                                                                          | 2019. június 23.     |
| 891     | Climbing Up a Waterfall! A Great Journey Through the Land of Wano's Sea Zone! Takinobori! Wano Kuni no Kaiiki Daikoukai! (滝登り！ワノ国の海域大航海！; Hepburn: Takinobori! Wano Kuni no Kaiiki Daikoukai!)                                                      | 2019. június 30.     |

## TV special
| #    | Epizód címe | Első japán sugárzás |
| ---- | --- | ------------------- |
| SP1  | One Piece TV Special: Adventure in the Ocean's Navel Van Píszu Terebi Szupesaru: Umi no Heszo no Daibóken (ワンピース TVスペシャル 海のヘソの大冒険; Hepburn: Wan Pīsu Terebi Supesharu: Umi no Heso no Daibōken) | 2000. december 20.  |
| SP2  | One Piece: Open Upon the Great Sea! A Father's Huge, HUGE Dream! Van Píszu: Daiunabara ni Hirake! Dekkai Dekkai Csicsi no Jume! (ワンピース 大海原にひらけ！ でっかいでっカイ父の夢！; Hepburn: Wan Pīsu: Daiunabara ni Hirake! Dekkai Dekkai Chichi no Yume!)                                                                       | 2003. április 6.    |
| SP3  | One Piece: Protect! The Last Great Stage Van Píszu: Mamoru! Szaigo no Daibutai (ワンピース 守れ！ 最後の大舞台; Hepburn: Wan Pīsu: Mamoru! Saigo no Daibutai) | 2003. december 14.  |
| SP4  | One Piece: End-of-Year Special Plan! Chief Straw Hat Luffy's Detective Story Van Píszu: Nenmacu Tokubecu Kikaku! Mugivara no Rufi Ojabun Torimonocsó (ワンピース年末特別企画！ 麦わらのルフィ親分捕物帖; Hepburn: Wan Pīsu: Nenmatsu Tokubetsu Kikaku! Mugiwara no Rufi Oyabun Torimonochō)                                          | 2005. december 18.  |
| SP5  | Episode of Nami: Tears of a Navigator and the Bonds of Friends Episzódo obu Nami: Kókaisi no Namida to Nakama no Kizuna (エピソードオブナミ 航海士の涙と仲間の絆; Hepburn: Episōdo obu Nami: Kōkaishi no Namida to Nakama no Kizuna)                                                                                                 | 2012. augusztus 25. |
| SP6  | Episode of Luffy: Adventure on Hand Island Episzódo obu Rufi - Hando Airando no Bóken (エピソードオブルフィ ハンドアイランドの冒険; Hepburn: Episōdo obu Rufi - Hando Airando no Bōken) | 2012. december 15.  |
| SP7  | Episode of Merry: The Tale of One More Friend Episzódo obu Merí: Mó Hitori no Nakama no Monogatari (エピソードオブメリー もうひとりの仲間の物語; Hepburn: Episōdo obu Merī: Mō Hitori no Nakama no Monogatari) | 2013. augusztus 24. |
| SP8  | 3D2Y: Overcome Ace’s Death! Luffy’s Vow to his Friends Szurí-Dí Cú-Vai: Észu no Si o Koete! Rufi Nakama to no Csikai (〝3D2Y〟 エースの死を越えて！ ルフィ仲間との誓い; Hepburn: Surī-Dī Tsū-Wai: Ēsu no Shi o Koete! Rufi Nakama to no Chikai)                                                                                      | 2014. augusztus 30. |
| SP9  | Episode of Sabo: The Three Brothers' Bond - The Miraculous Reunion and the Inherited Will Episzódo obu Szabo: Szan-Kjódai no Kizuna - Kiszeki no Szaikai to Ukecugareru Isi (エピソードオブサボ 〜3兄弟の絆 奇跡の再会と受け継がれる意志〜; Hepburn: Episōdo obu Sabo: San-Kyōdai no Kizuna - Kiseki no Saikai to Uketsugareru Ishi) | 2015. augusztus 22. |
| SP10 | One Piece: Adventure of Nebulandia Van Píszu: Adobencsá obu Neburandia (ワンピース アドベンチャー オブ ネブランディア; Hepburn: Wan Píszu: Adobenchā Obu Neburandia) | 2015. december 19.  |
| SP11 | One Piece: Heart of Gold Van Píszu: Hāto obu Gōrudo (ワンピース ハートオブ ゴールド; Hepburn: Wan Píszu: Hāto obu Gōrudo) | 2016. július 16.    |
| SP12 | One Piece: Episode of East Blue: Luffy and His 4 Crewmates' Big Adventure Van Píszu: Episōdo obu Īsuto Burū: Rufi to Yo-nin no Nakama no Dai-bōken (ワンピース エピソードオブ東の海（イーストブルー）～ルフィと4人の仲間の大冒険～; Hepburn: Wan Píszu: Episōdo obu Īsuto Burū: Rufi to Yo-nin no Nakama no Dai-bōken)               | 2017. augusztus 26. |
| SP13 | One Piece: Episode of Sky Island Van Píszu: Episōdo obu Sorajima (ワンピース エピソードオブ空島; Hepburn: Wan Píszu: Episōdo obu Sorajima) | 2018. augusztus 25. |

## Original Video Animations
| # | Epizód címe | Első japán sugárzás  |
| - | --- | -------------------- |
| 1 | Defeat Him! The Pirate Ganzack! Taose! Kaizoku Gyanzakku (倒せ!海賊ギャンザック; Hepburn: Taose! Kaizoku Gyanzakku)            | 1998. július 26.     |
| 2 | Romance Dawn Story Romansu Dōn Sutōrī (ロマンス ドーン ストーリー; Hepburn: Romansu Dōn Sutōrī)                                | 2008. szeptember 21. |
| 3 | Strong World: Episode 0 Sutorongu Wārudo: Episōdo Zero (ストロングワールド Episode 0; Hepburn: Sutorongu Wārudo: Episōdo Zero) | 2009. december 12.   |
| 4 | Gold: Episode 0 Gōrudo: Episōdo Zero (ゴールド Episode 0; Hepburn: Gōrudo: Episōdo Zero)                                       | 2016. július 2.      |